# Oud Eik en Duinen

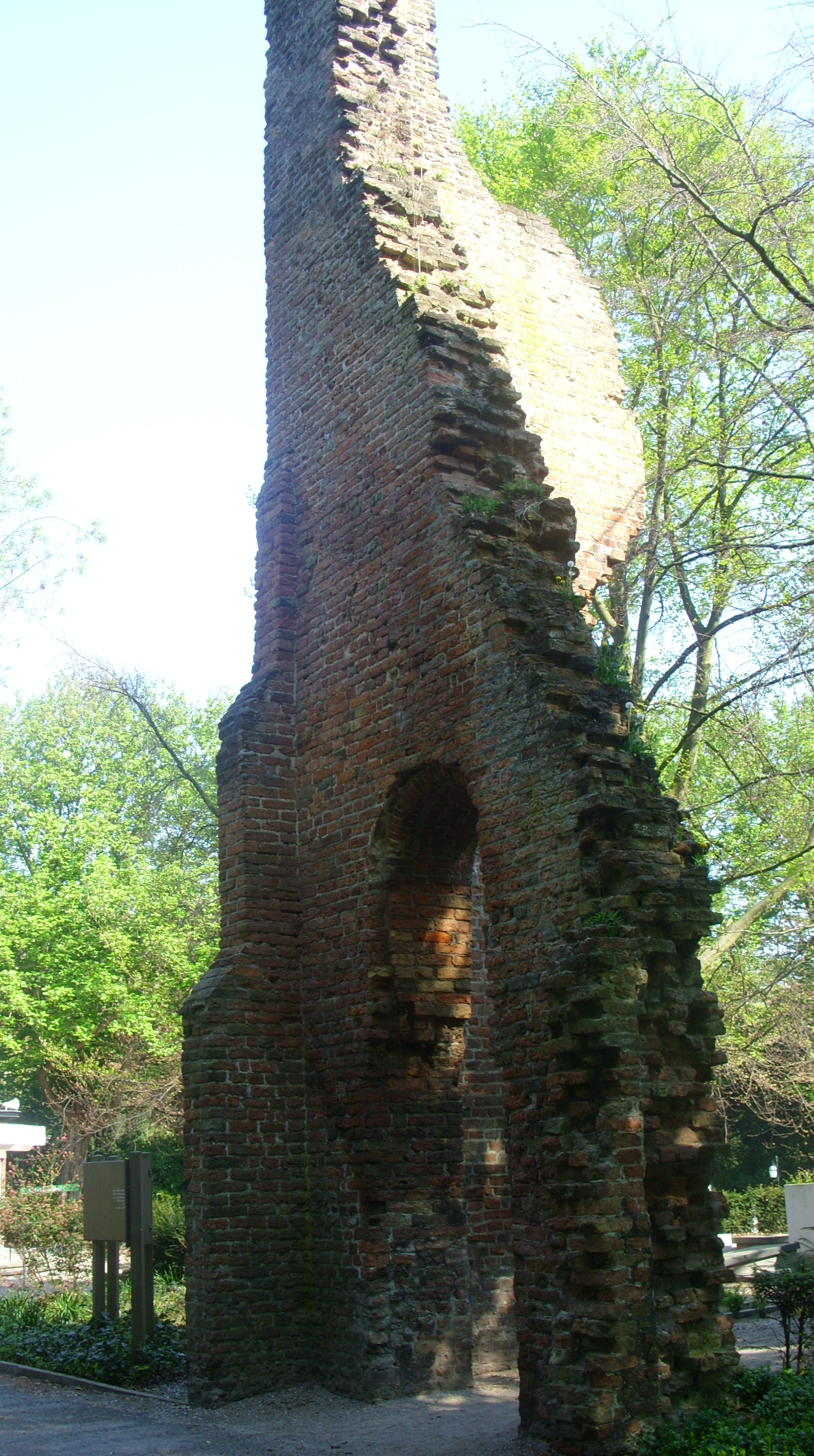
Ruïne van kapel uit 1247 op begraafplaats Oud Eik en Duinen

Oud Eik en Duinen is een begraafplaats in Den Haag. Zij ligt aan de Laan van Eik en Duinen. Aan de andere zijden liggen de Mient en de Oude Haagweg.

## Geschiedenis
Rond 1247 liet graaf Willem II van Holland een kapel in Eikenduinen bouwen ter nagedachtenis aan zijn vader graaf Floris IV. De kapel werd gedeeltelijk gesloopt in 1581. In de zeventiende eeuw kwam het gebied weer in gebruik als begraafplaats.
Toen bleek dat (Oud) Eik en Duinen te klein werd, is in 1891 aan de andere kant van de Laan van Eik en Duinen de begraafplaats Nieuw Eykenduynen aangelegd, waar o.a. Willem Kloos begraven ligt. Tegen de begraafplaats liggen een kinderboerderij en een volkstuincomplex.

## Bekende personen
Op de begraafplaats zijn meerdere bekende personen begraven, onder wie de schrijvers Louis Couperus, F. Bordewijk, Menno ter Braak en J.J. Voskuil, de schilders Hendrik Willem Mesdag en Willem Maris en de politicus Willem Drees.
Hier begraven zijn onder anderen:

## A
- August Alexander (1863-1942), beeldhouwer
- Lolkje Anema (1871-1953), schilder en tekenaar
- Peter van Anrooy (1879-1954), componist, dirigent en violist
- Jan Apol (1874-1945), schilder
- Simone Arnoux (1915-2001), echtgenote van Aschwin zur Lippe-Biesterfeld
- Tobias Asser (1838-1913), jurist en winnaar (met Alfred Fried) van de Nobelprijs voor de Vrede in 1911

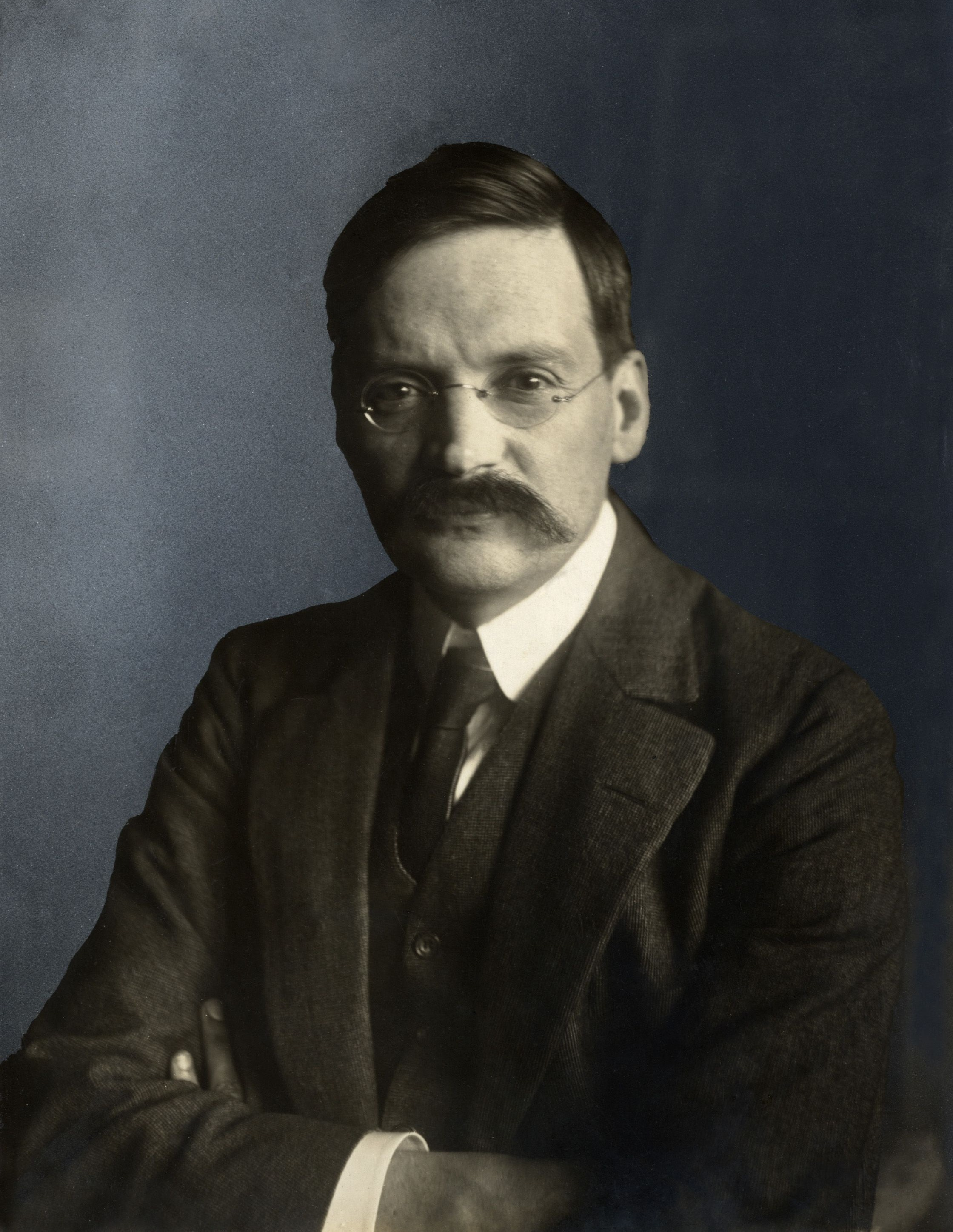
Peter van Anrooy
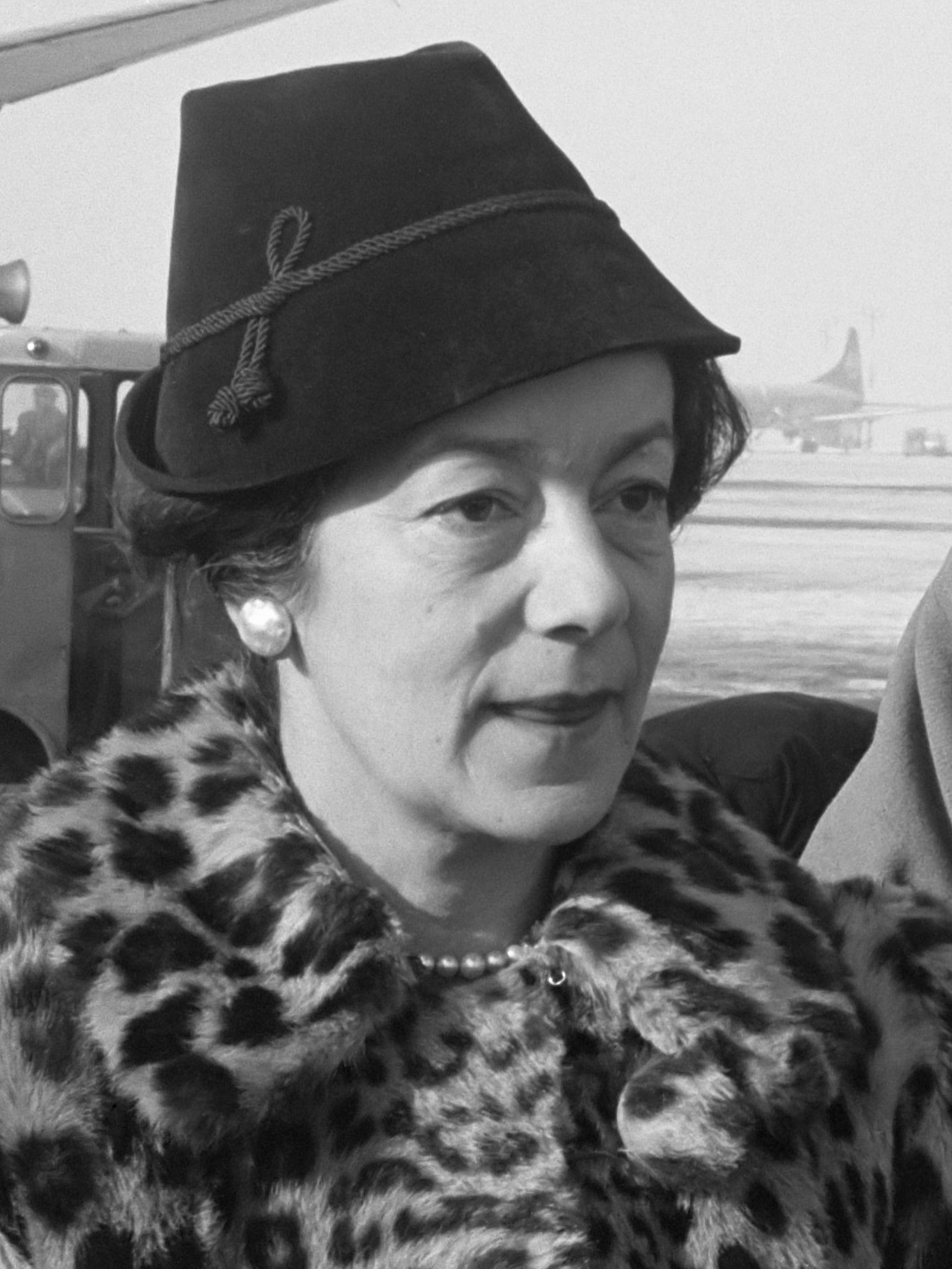
Simone Arnoux
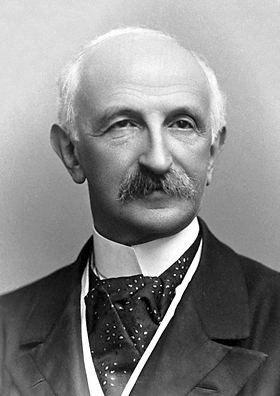
T.M.C. Asser

## B
- Frans Bernhard van den Brand Horninge (Bekende Haagsche Indo Rocker) (1939-2021)
- Reinier Cornelis Bakhuizen van den Brink (1810-1865), schrijver en archivaris
- Daniel Johannes von Balluseck (1895-1976), hoofdredacteur van het Algemeen Handelsblad; Nederlands diplomaat, voorzitter van de VN-Veiligheidsraad
- Armand Barbès (1809-1870), Frans republikeins revolutionair
- Frans Beelaerts van Blokland (1872-1956), diplomaat en politicus
- Diederik Jacobus den Beer Poortugael (1800-1879), officier, dichter, ridder Militaire Willems-Orde
- Samuel Johannes van den Bergh (1814-1868), drogist, dichter en mede-oprichter van het Haagse genootschap Oefening kweekt kennis
- Gerrit Besselaar (1874-1947), hoogleraar aan het Natalse Universiteitskollege en de Universiteit van Amsterdam, schrijver van de eerste Zuid-Afrikaanse literatuurgeschiedenis.
- Eduard Willem Bischoff van Heemskerck (1850-1934), kolonel, ridder Militaire Willems-Orde
- Willem Frederik Karel Bischoff van Heemskerck (1852-1915), generaal-majoor
- Richard Bisschop (1849-1926), kunstschilder, tekenaar en aquarellist. Echtgenoot van Suze Robertson
- Sara Bisschop (1894-1992), kunstschilder en dochter van Richard Bisschop en Suze Robertson
- Bernard Blommers (1845-1914), Nederlands Haagse School kunstschilder
- Karel Bernard Boedijn (1893-1964), botanicus
- Jo Boesman (1914-1976), propagandist en boegbeeld van de ballonsport
- Ferdinand Bordewijk (1884-1965), advocaat en schrijver
- Johanna Bordewijk-Roepman (1892-1971) componiste, echtgenote van F. Bordewijk
- Johan Jacob Boreel (1869-1934), luitenant-kolonel, ridder Militaire Willems-Orde
- Jan Willem Bosboom (1860-1928), architect
- Christiaan ten Bosch (1840-1924), viceadmiraal
- Pieter Brijnen van Houten (1907-1991), geheim agent
- Herman Brockmann (1871-1936), roeier
- Sara Katharina de Bronovo (1817-1887), docent verpleegkunde en oprichtster-directrice van het Opleidingshuis tot Ziekenverpleging, nu het Ziekenhuis Bronovo in Den Haag
- Pieter Cornelis Boutens (1870-1943), dichter en classicus
- Menno ter Braak (1902-1940), schrijver, essayist, journalist, cultuur- en literatuurcriticus en zijn vrouw Ant ter Braak-Faber, dochter van Jan Lambertus Faber
- Louis Christiaan van den Brandeler (1855-1911), generaal-majoor, gouverneur Koninklijke Militaire Academie
- Co Brandes (1884-1955), architect
- Johan van der Bruggen (1916-2001), Nederlandse pionier in het budo
- Klaas Buchly (1910-1965), wielrenner

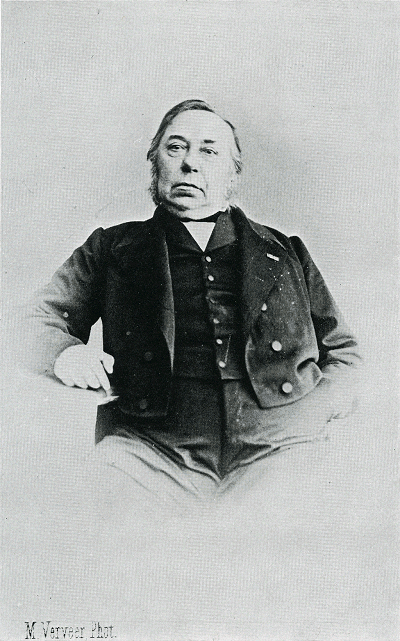
R.C. Bakhuizen van den Brink
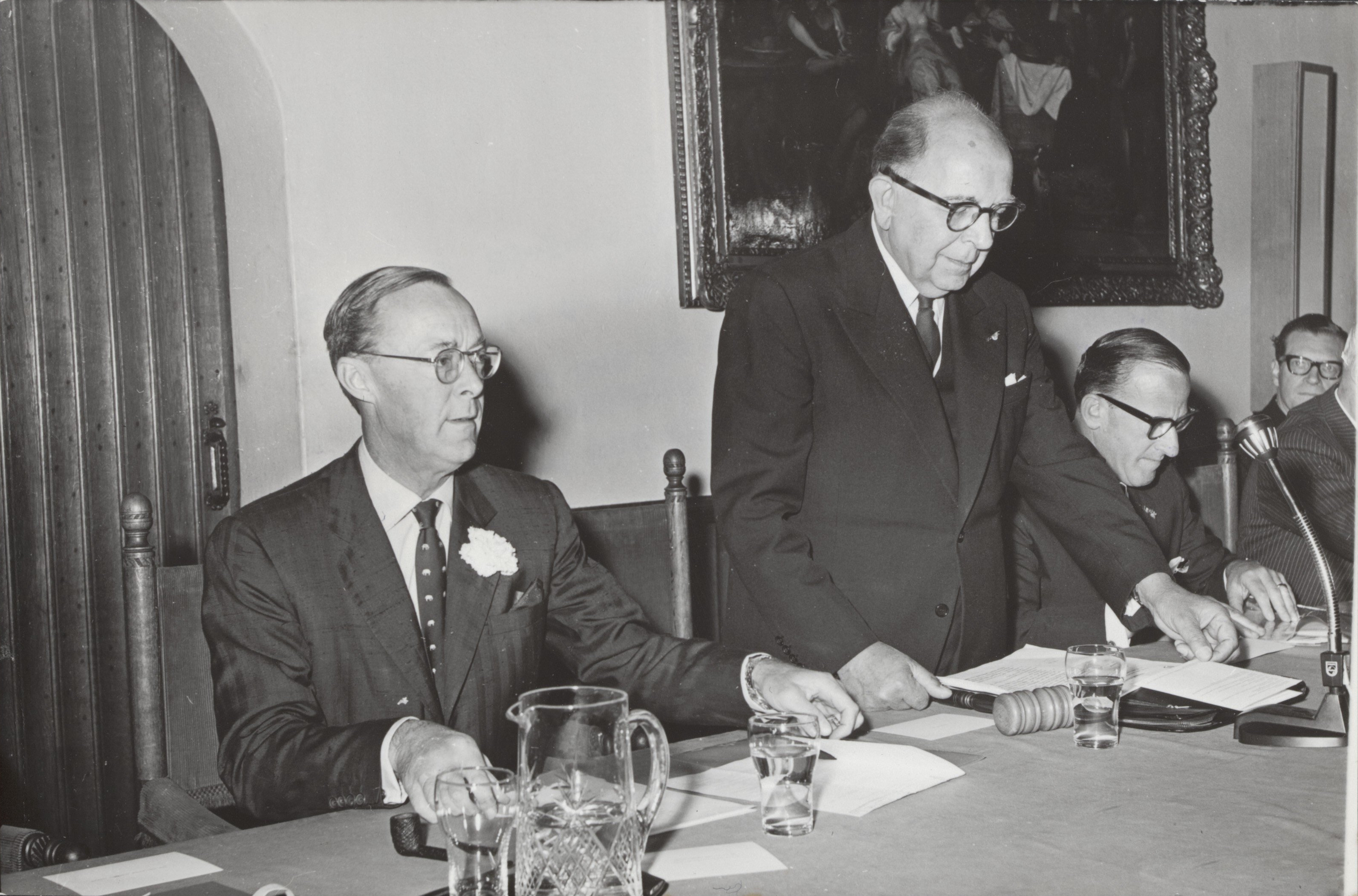
(midden) D.J. von Balluseck
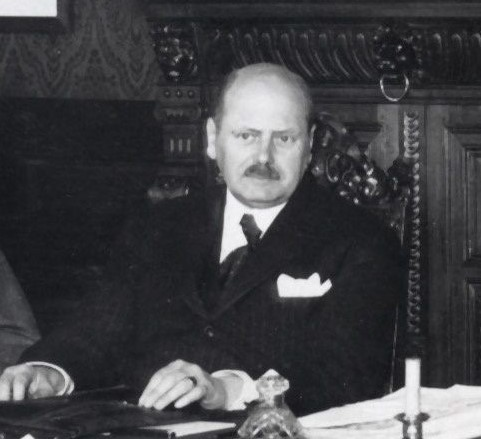
F. Beelaerts van Blokland
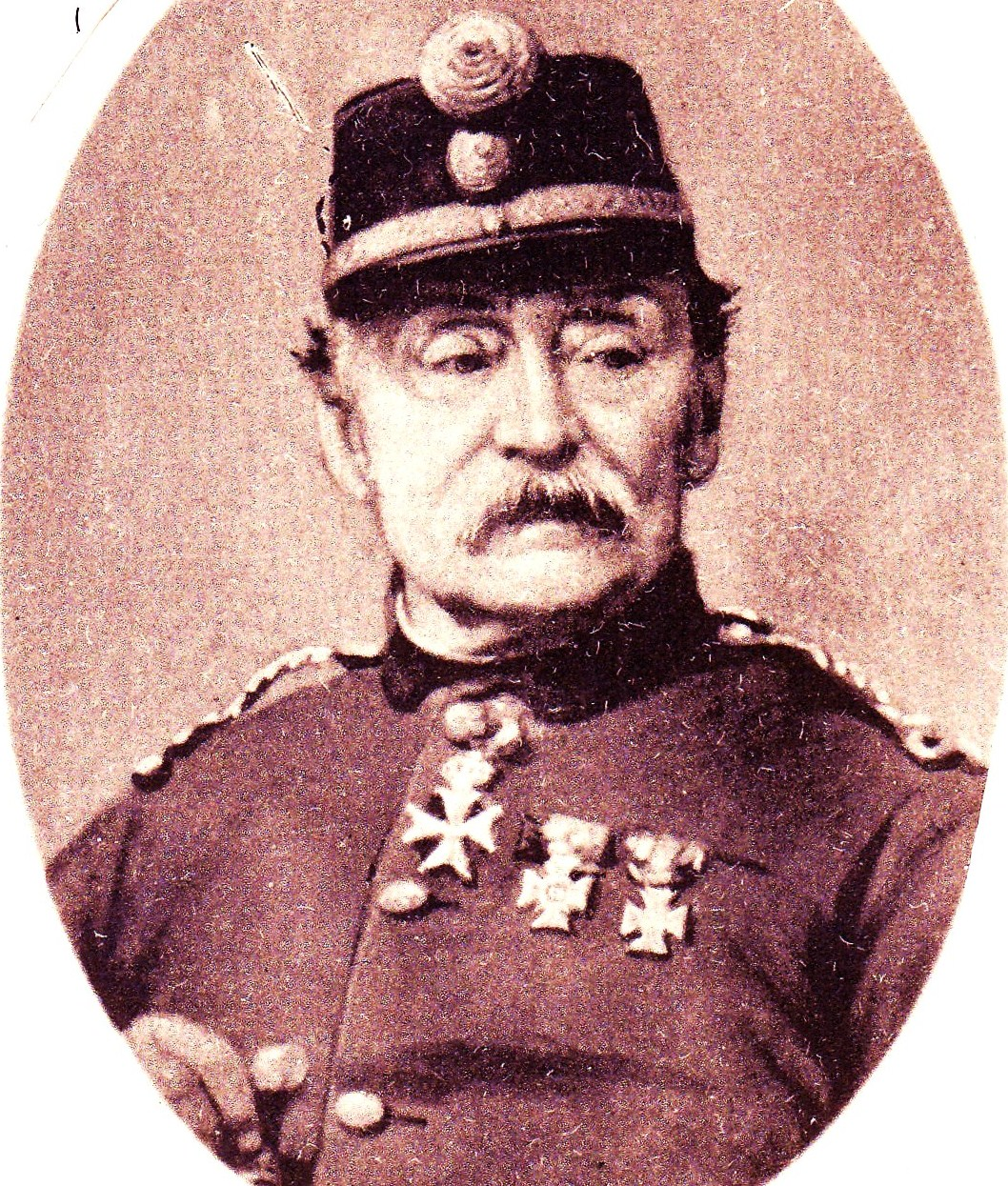
D.J. den Beer Poortugael
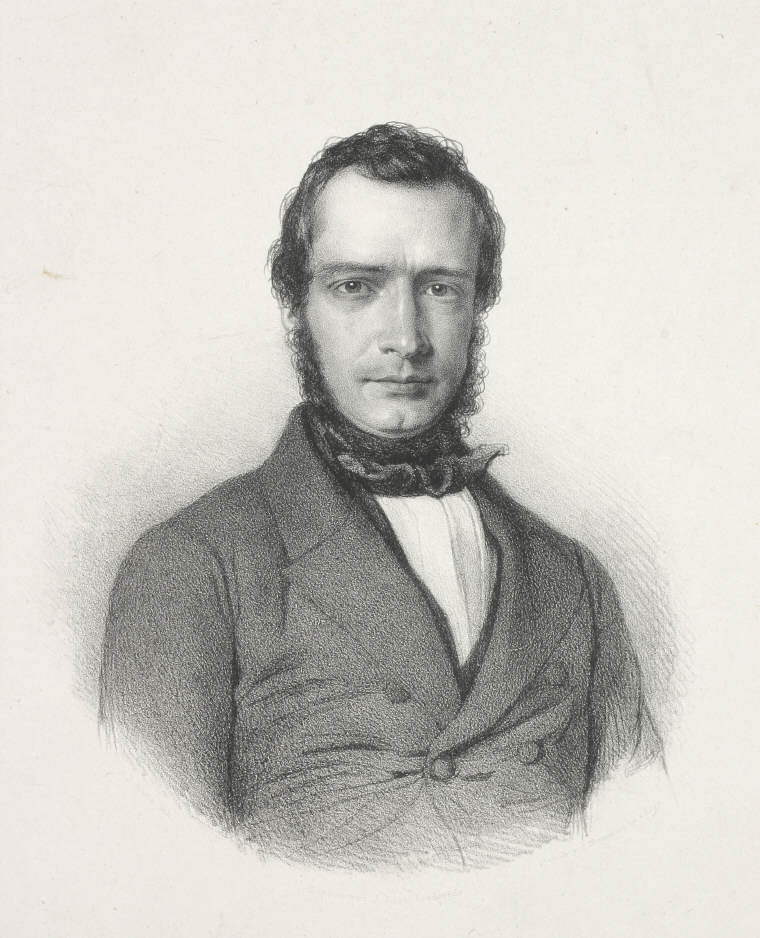
S.J. van den Bergh
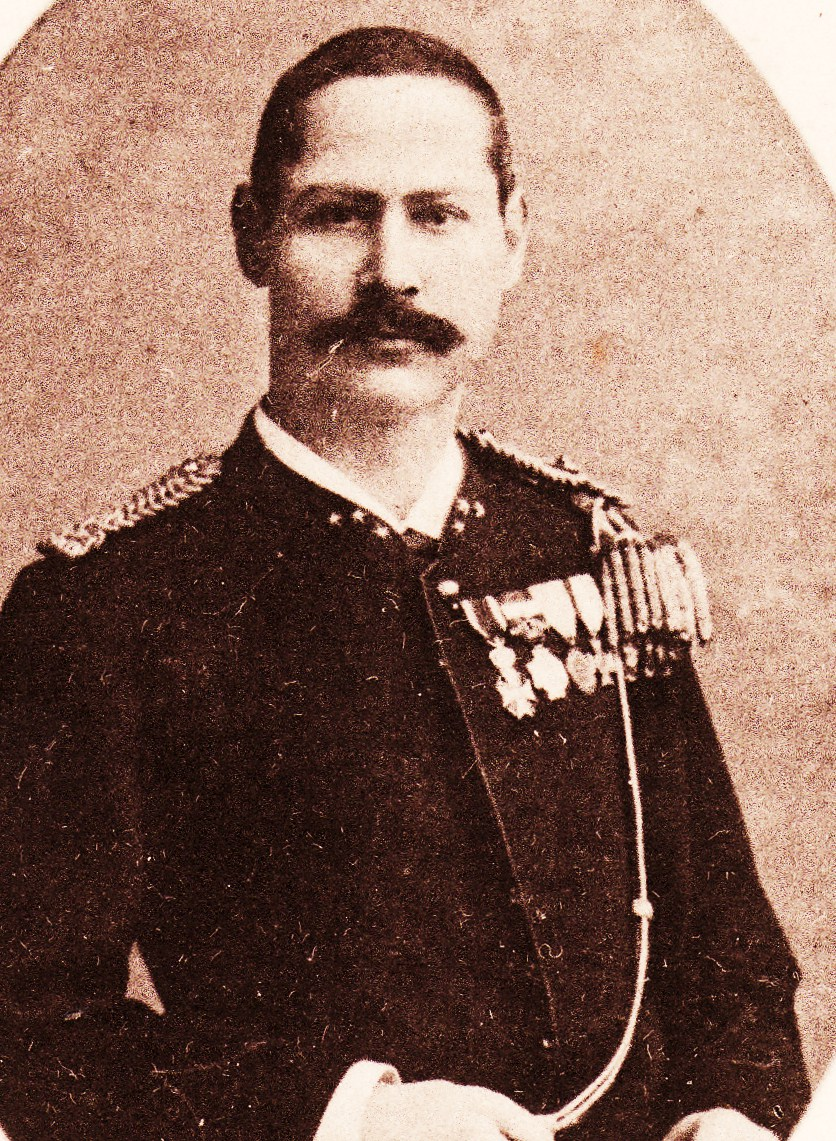
E.W. Bischoff van Heemskerck
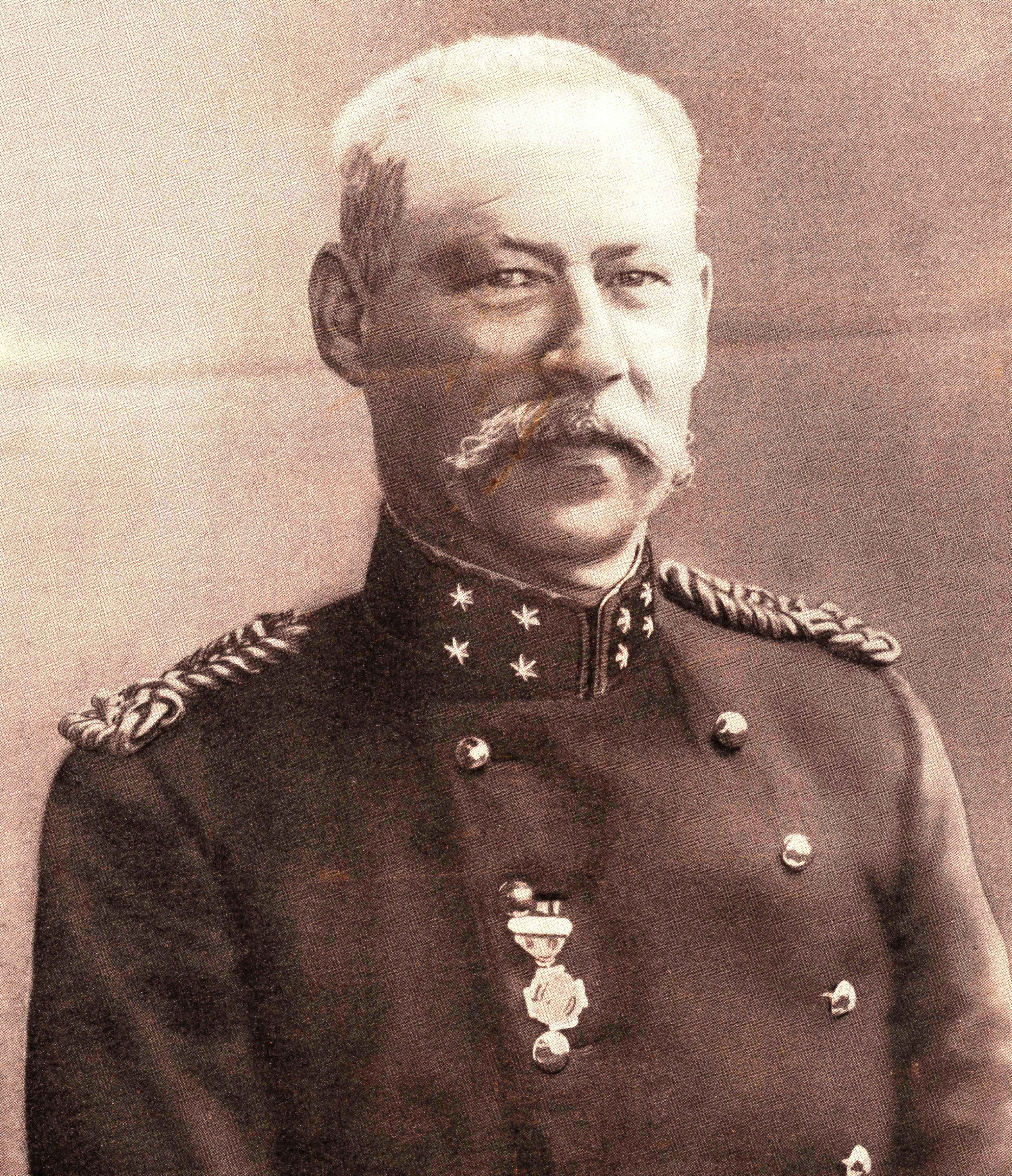
W.F.K. Bischoff van Heemskerck
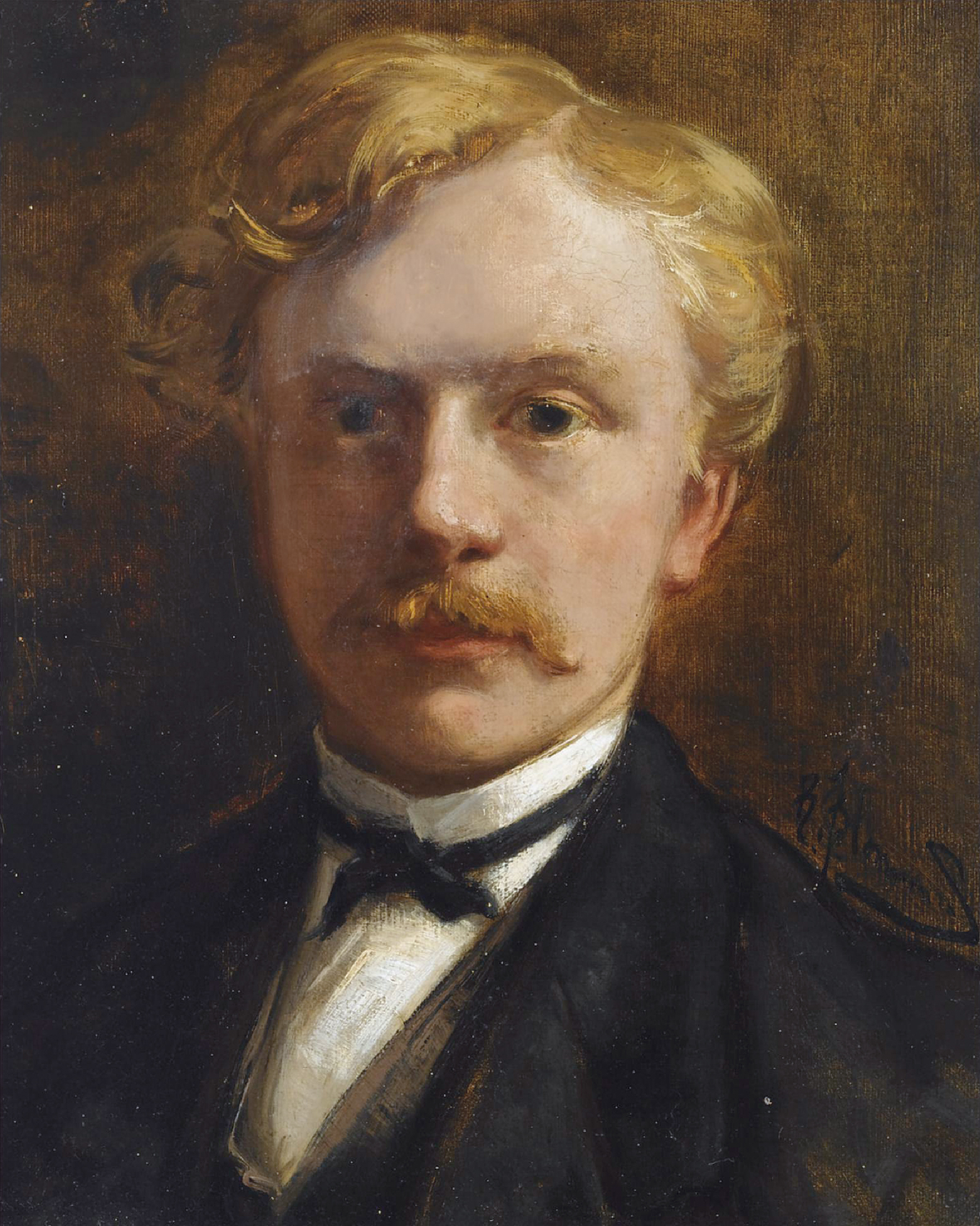
Bernardus Blommers
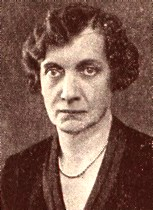
J.S.H. Bordewijk-Roepman
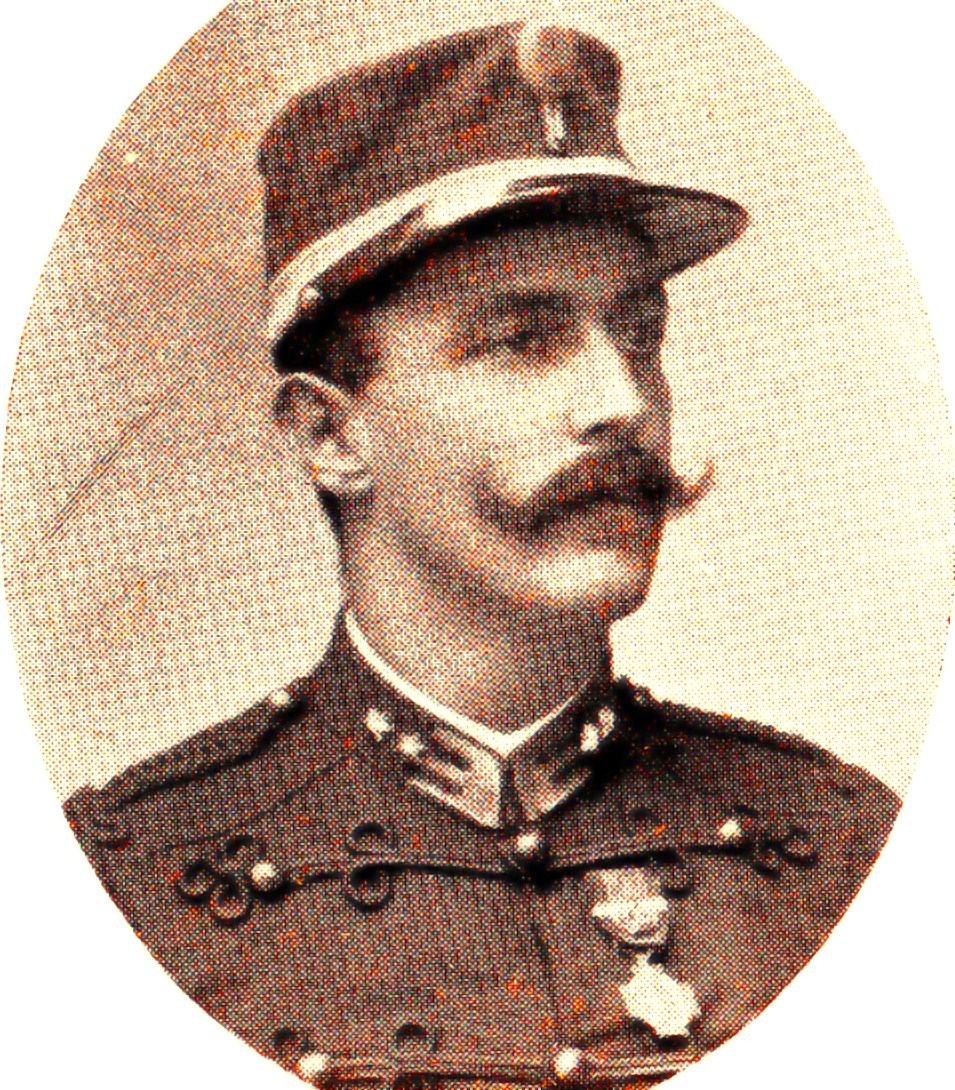
J.J. Boreel
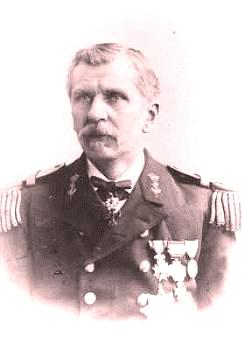
C. ten Bosch
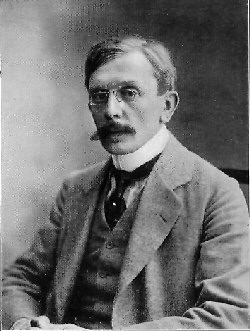
P.C. Boutens
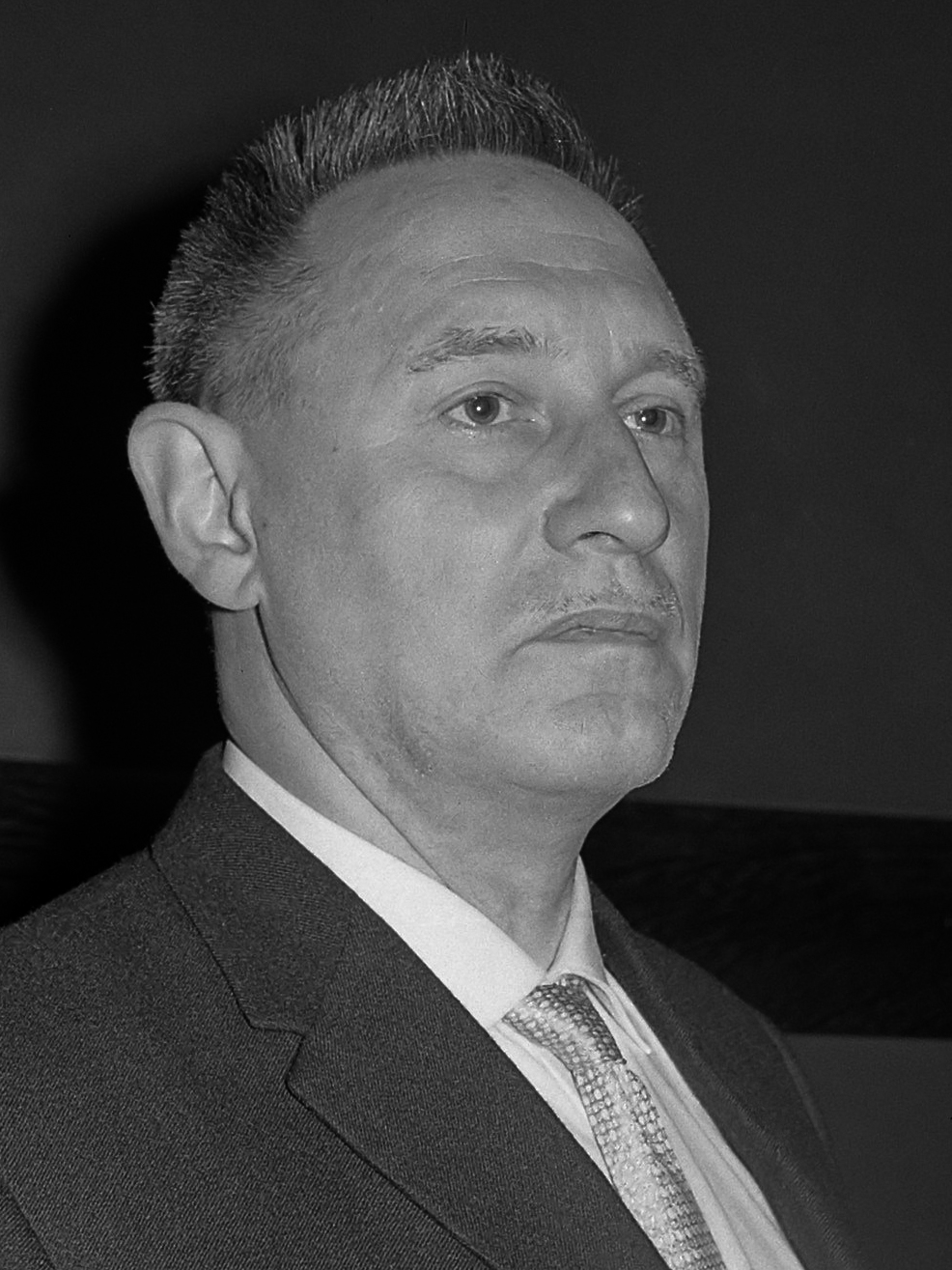
P. Brijnen van Houten
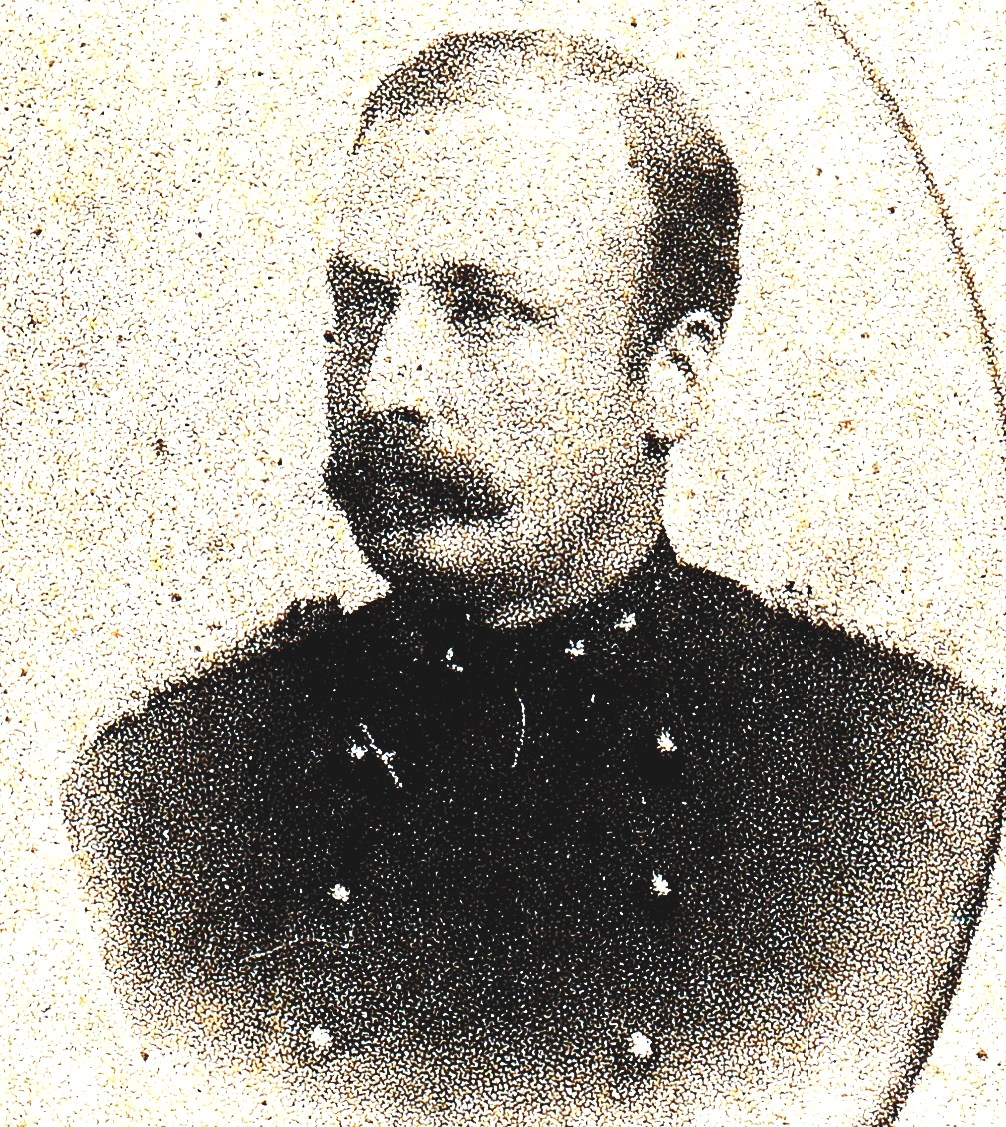
L.C. van den Brandeler
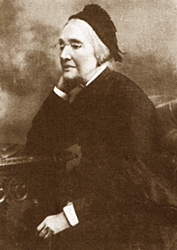
S.K. de Bronovo
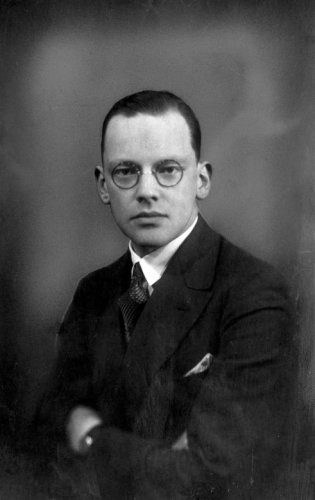
Menno ter Braak
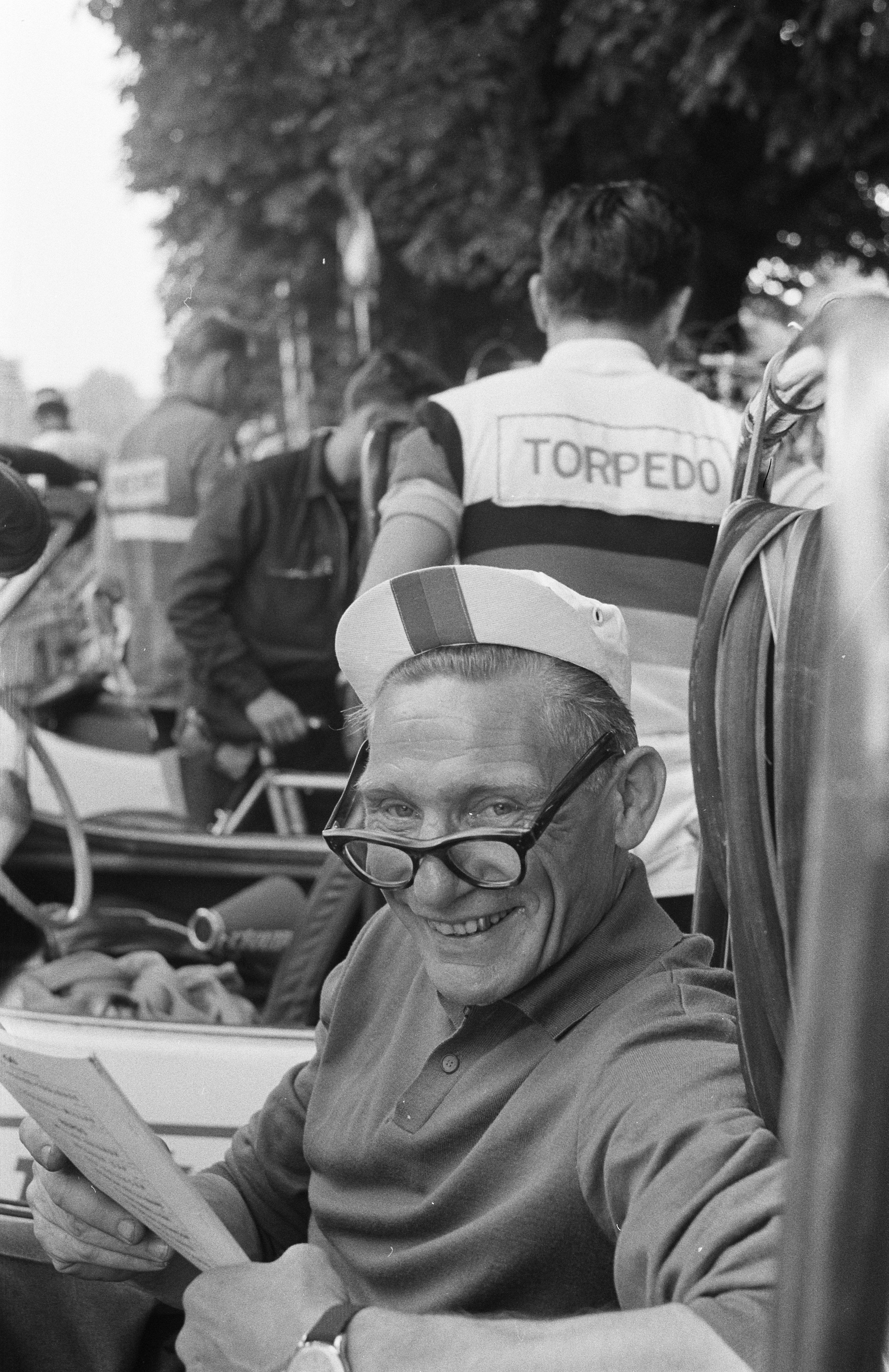
Klaas Buchly

## C
- Pieter Caland (1826-1902), civiel ingenieur. Hij ontwierp het plan voor de  Nieuwe Waterweg en leidde de uitvoering ervan in de jaren  1866-1872.
- John Malcolm Campbell (1845-1928), luitenant-generaal
- Eduard Willem van der Capellen (1863-1935), generaal-majoor
- Fie Carelsen, artiestennaam van Sophia de Jong (1890-1975), Nederlandse actrice
- François de Casembroot (1817-1895), viceadmiraal, officier Militaire Willems-Orde
- Jan Frans Adolf Coertzen (1801-1863), schout-bij-nacht, ridder Militaire Willems-Orde
- Anton Constandse (1899-1985), journalist, auteur, publicist, anarchist, atheïst en vrijdenker
- Wouter Cool (1848-1928), luitenant-generaal, Minister van Oorlog
- Jean Henri Coronel (1846-1934), adjudant-onderofficier, ridder Militaire Willems-Orde
- Pieter Cort van der Linden (1846-1935), politicus
- Louis Couperus (as) (1863-1923), schrijver, echtgenoot van Elisabeth Couperus-Baud
- Elisabeth Couperus-Baud (as) (1867-1960), letterkundige en vertaalster, echtgenote van Louis Couperus
- Hans Culeman (1927-1974), acteur

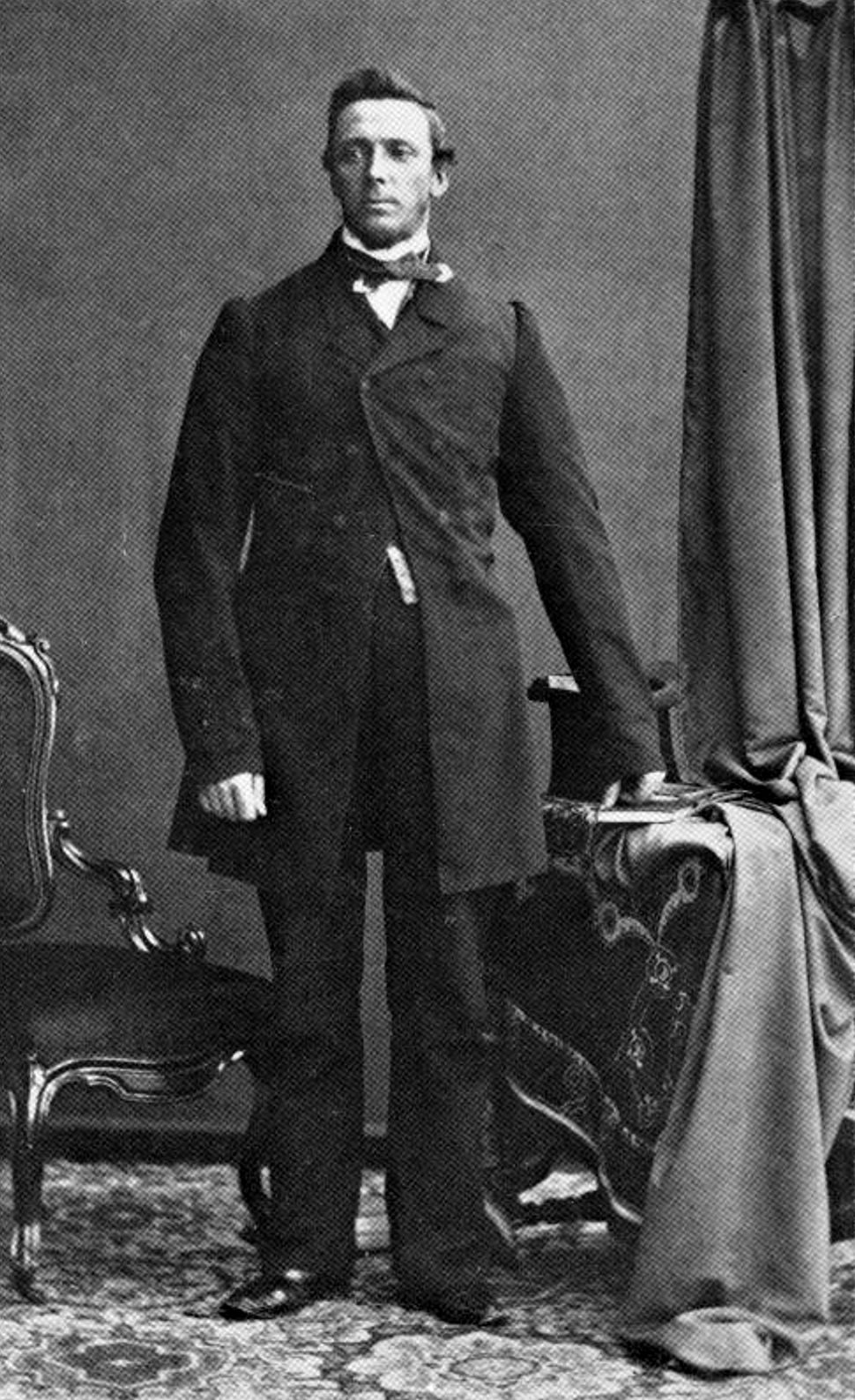
Pieter Caland
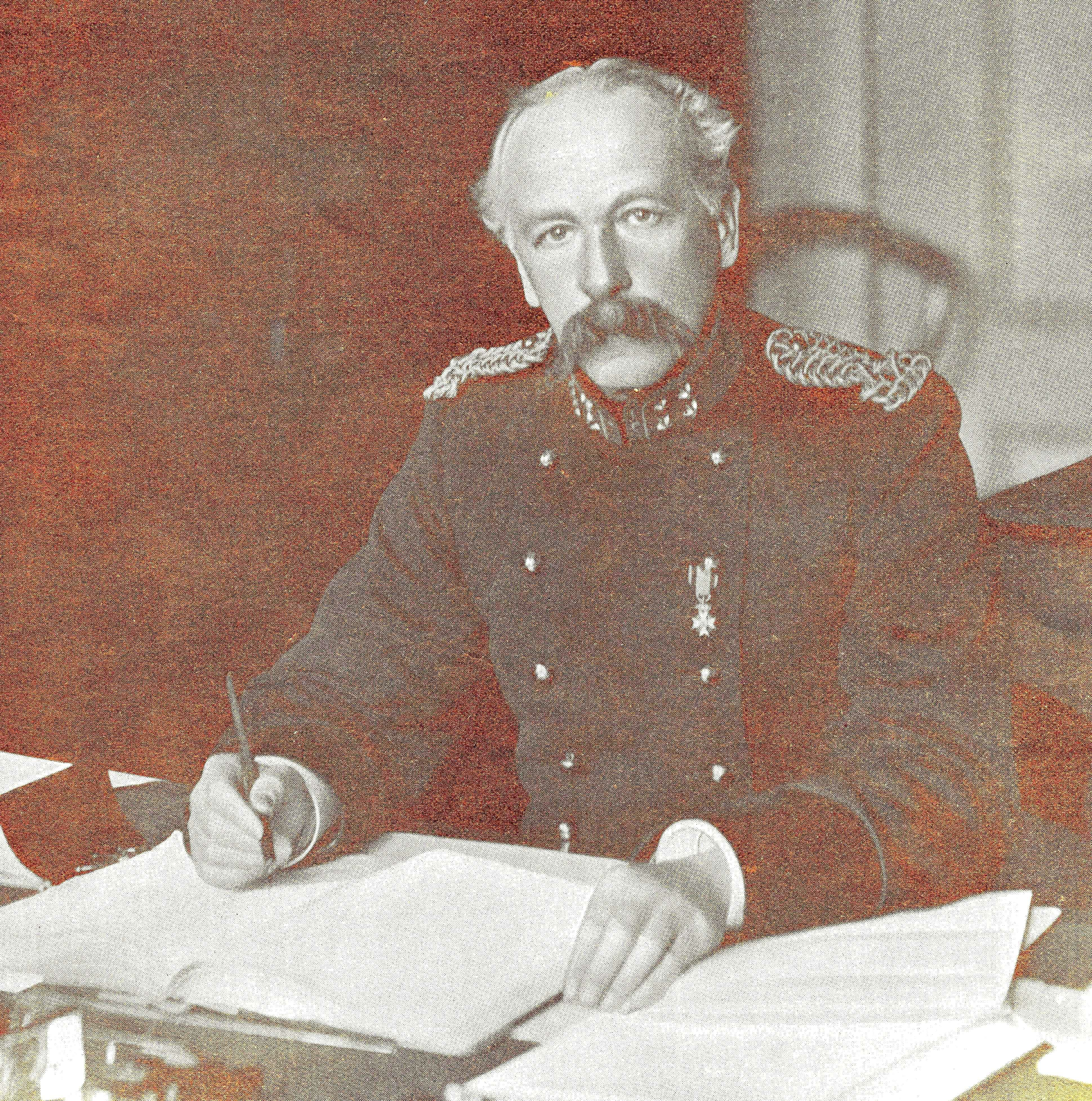
J.M. Campbell
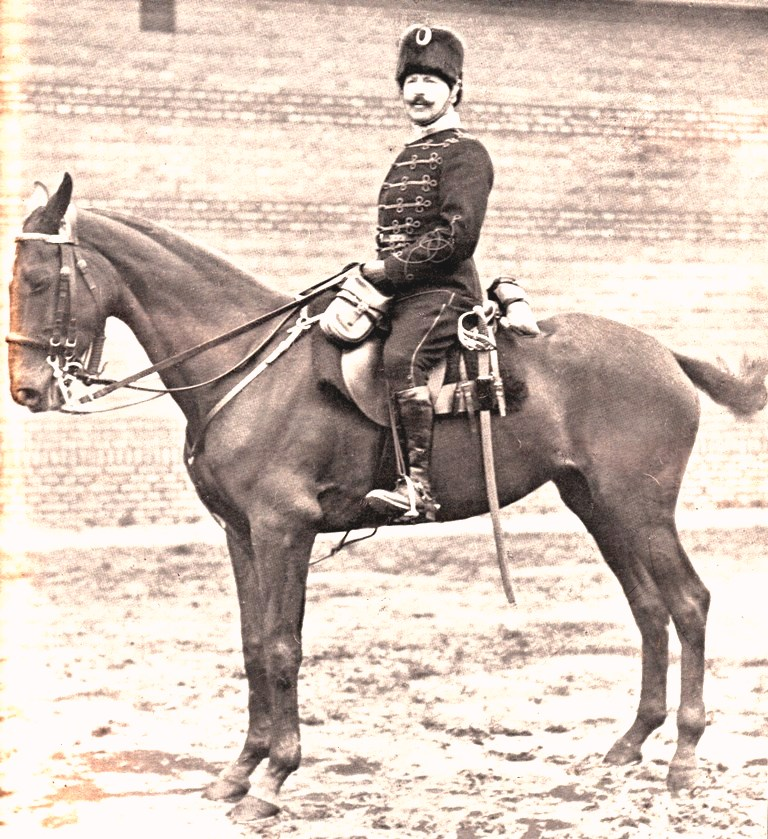
E.W. van der Capellen
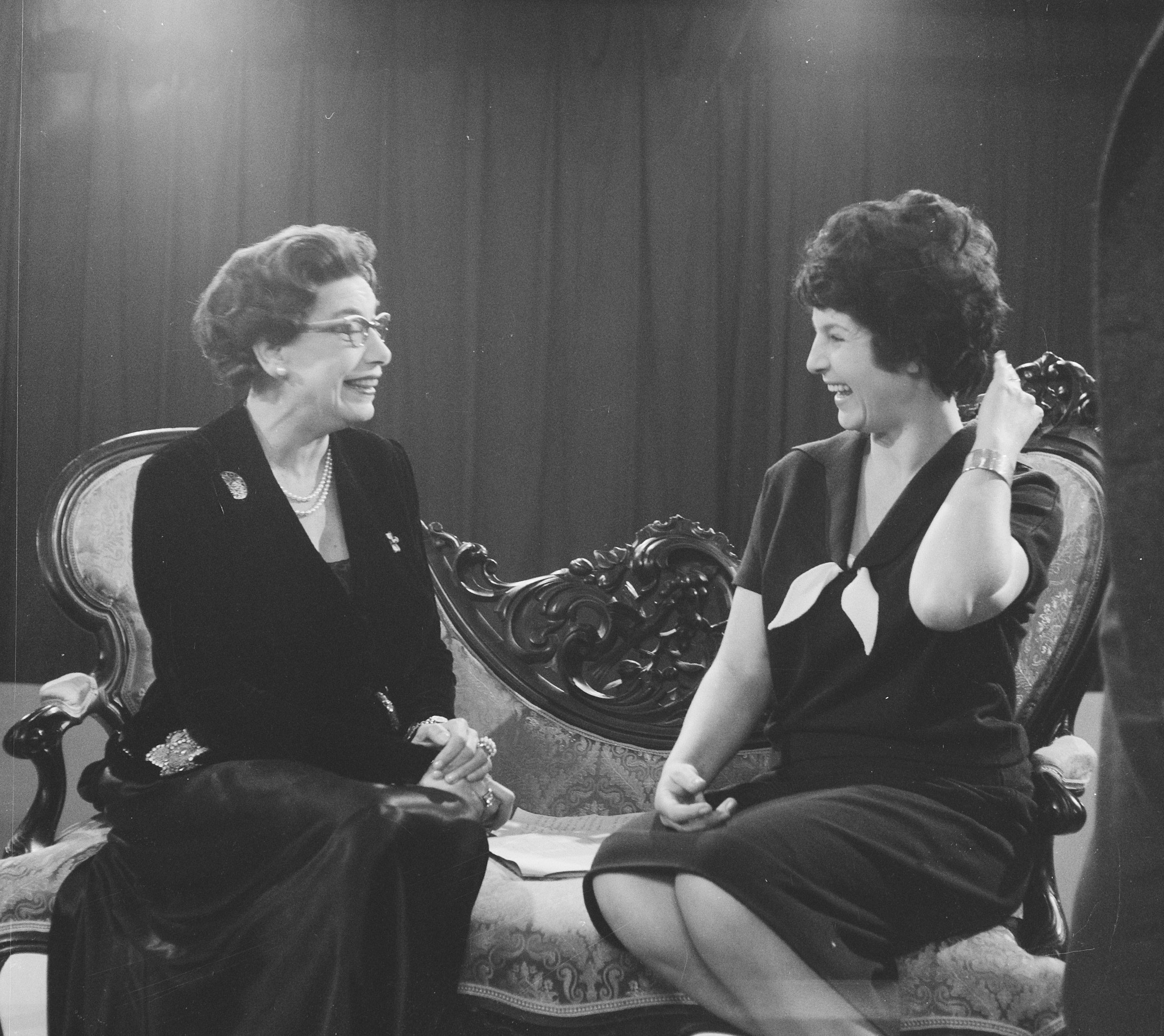
Fie Carelsen (links op de foto)
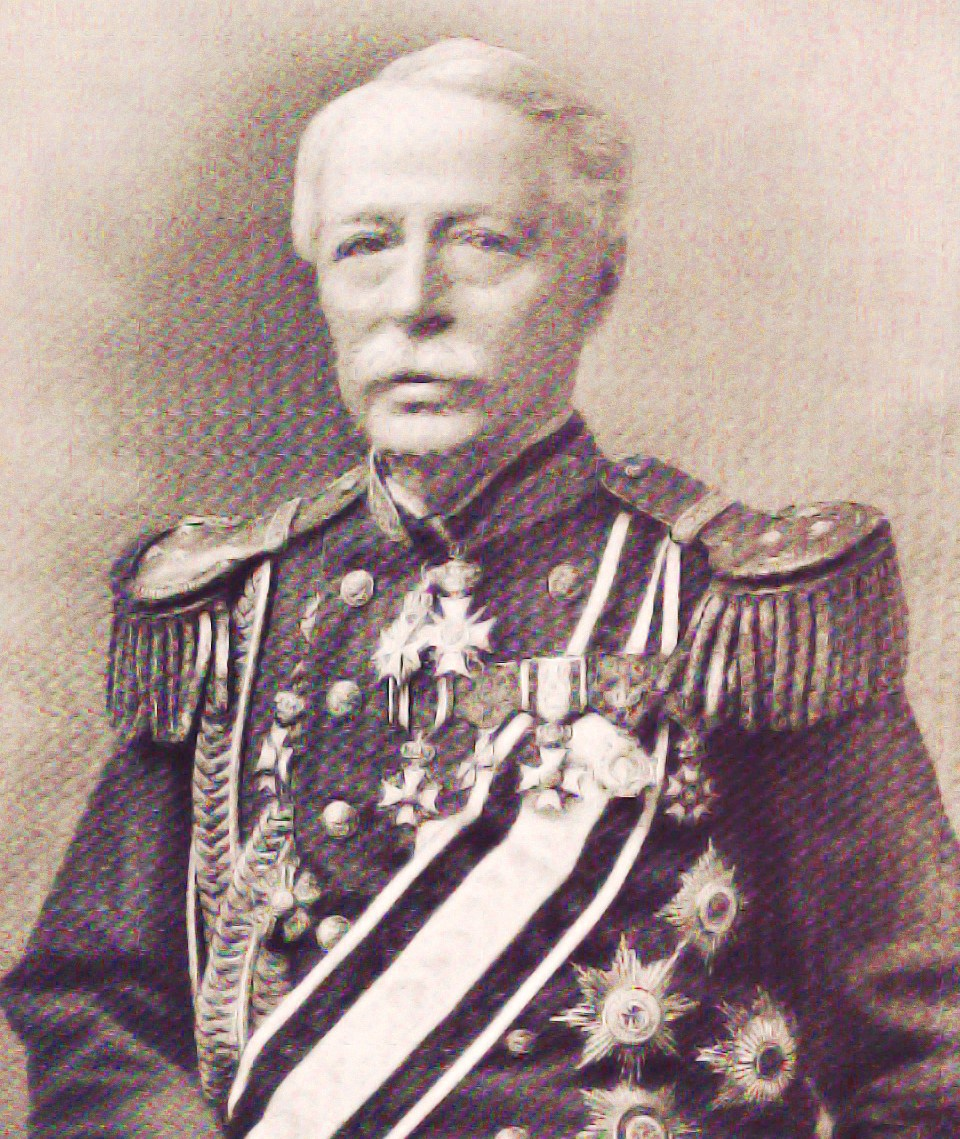
F. de Casembroot
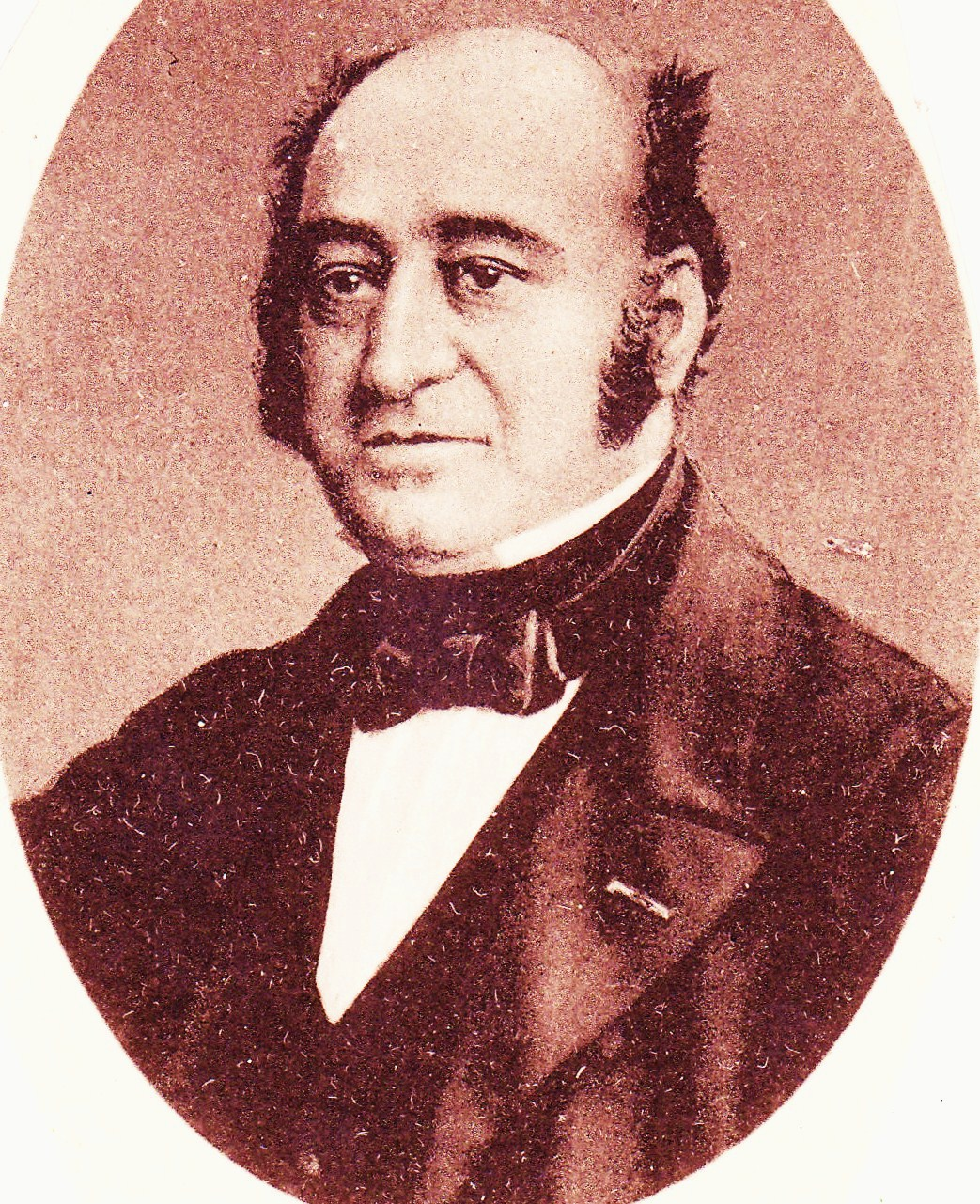
J.F. Adolf Coertzen
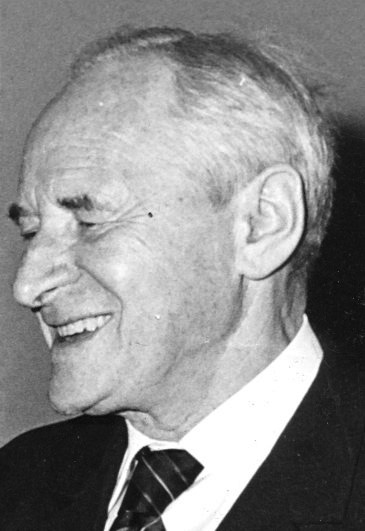
Anton Constandse
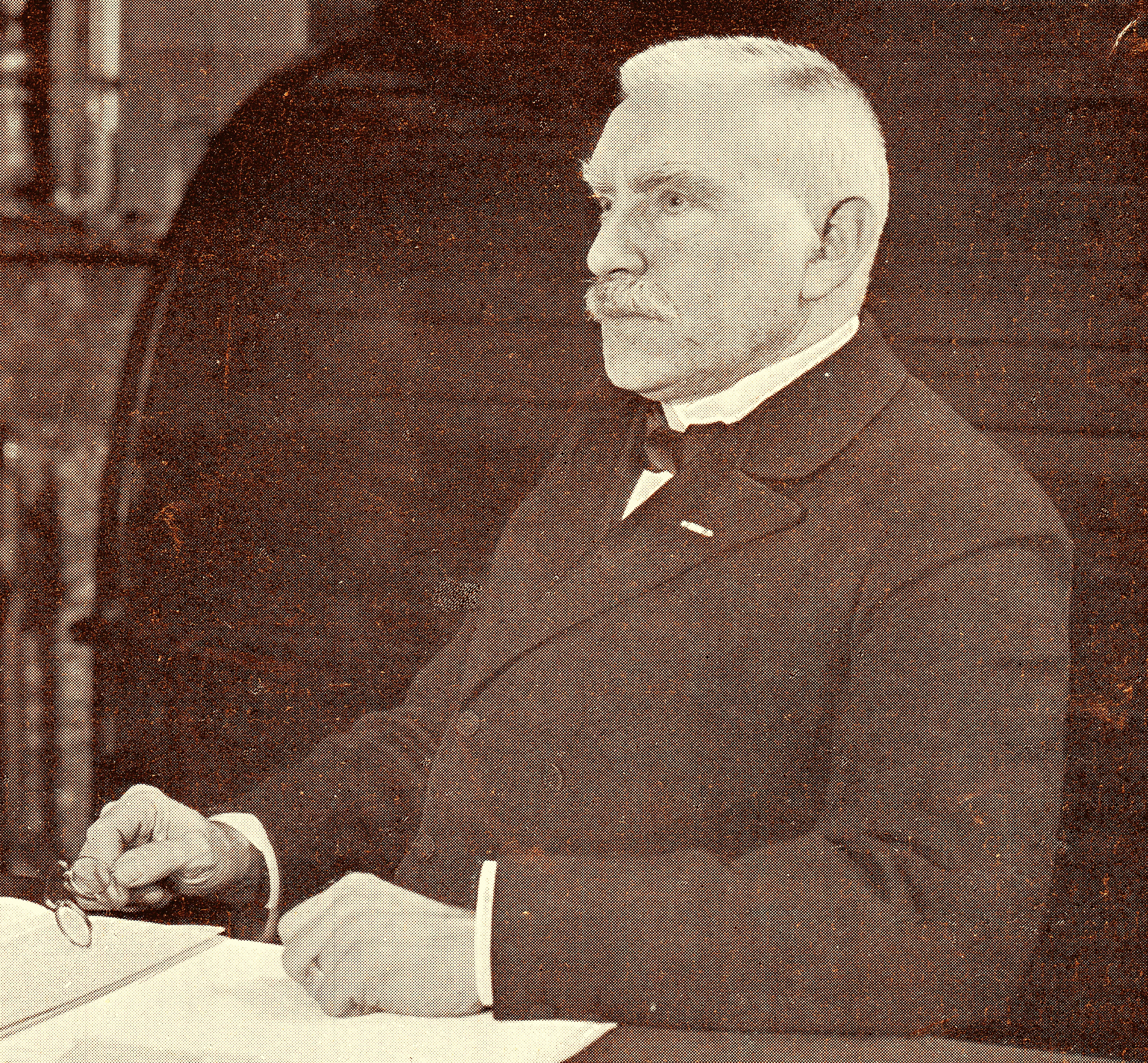
W. Cool
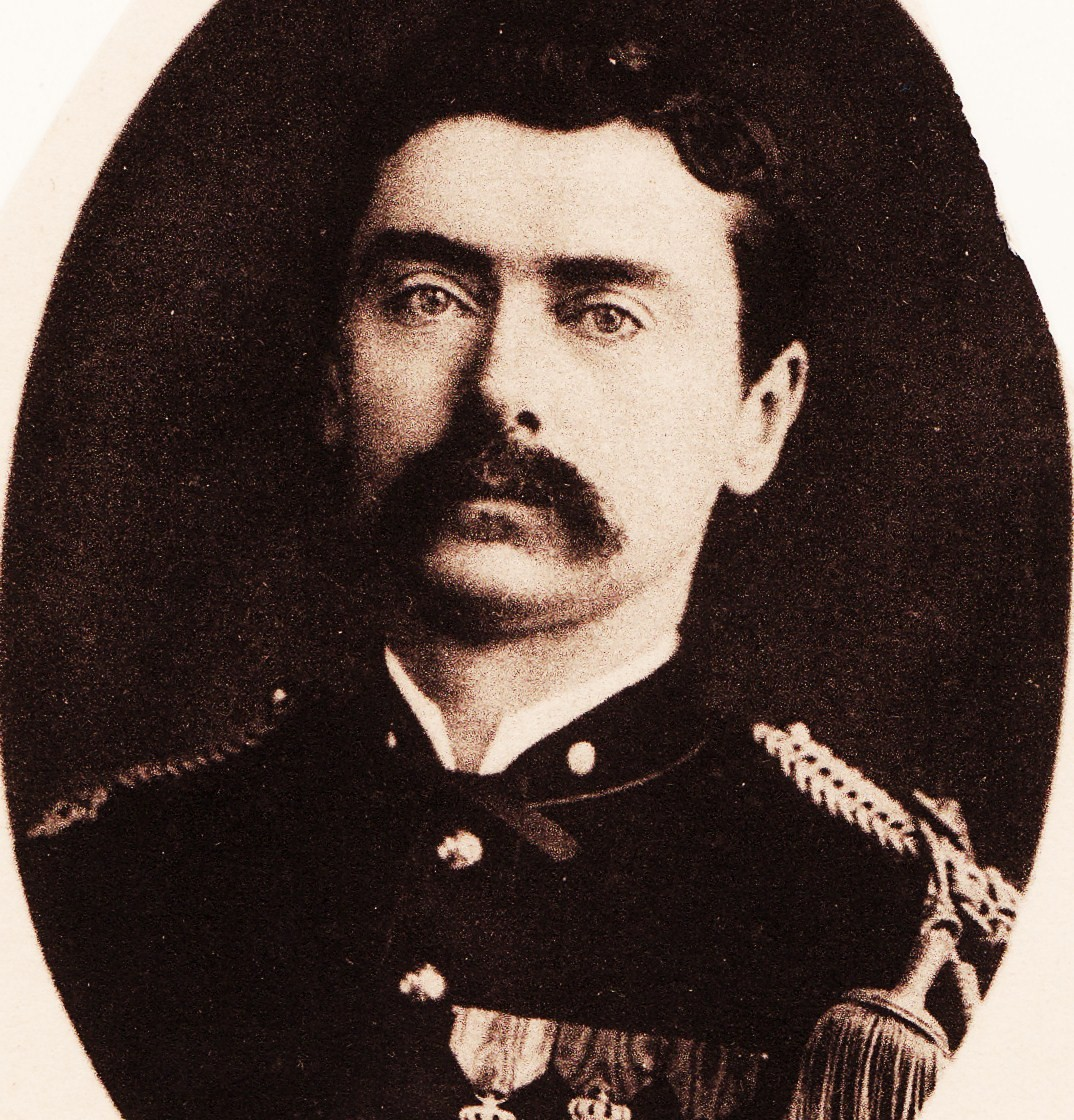
J.H. Coronel
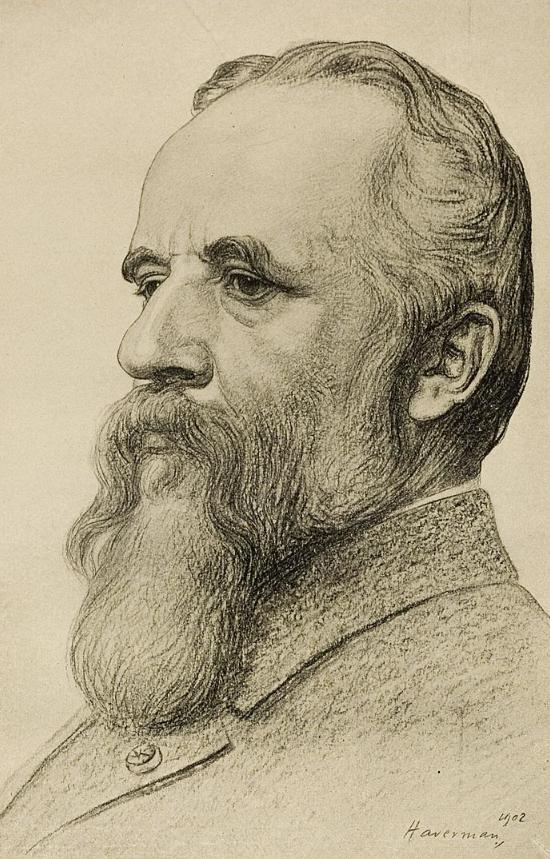
P. Cort van der Linden
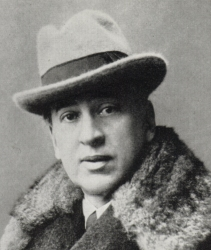
Louis Couperus

## D
- Willy Derby (1886-1944), volkszanger
- Herman Deutmann (1870-1926), hoffotograaf
- Karel Hugo van Diepenbrugge (1817-1889), generaal-majoor, inspecteur der artillerie
- Jannes Johannes Cornelis van Dijk (1871-1954), politicus
- Johan Hendrik Doeleman (1848-1913), beeldend kunstenaar
- Jan Donner (1891-1981), politicus en rechter
- Willem Doorenbos (1820-1906), Nederlands classicus
- Willem Doorn (1836-1908), Nederlands predikant
- Willem Hendrik Doorman (1799-1873), generaal, ridder Militaire Willems-Orde
- Willem Drees (1886-1988), politicus, minister-president van Nederland van 1948 tot 1958
- Toon Dupuis (1877-1937), beeldhouwer en medailleur

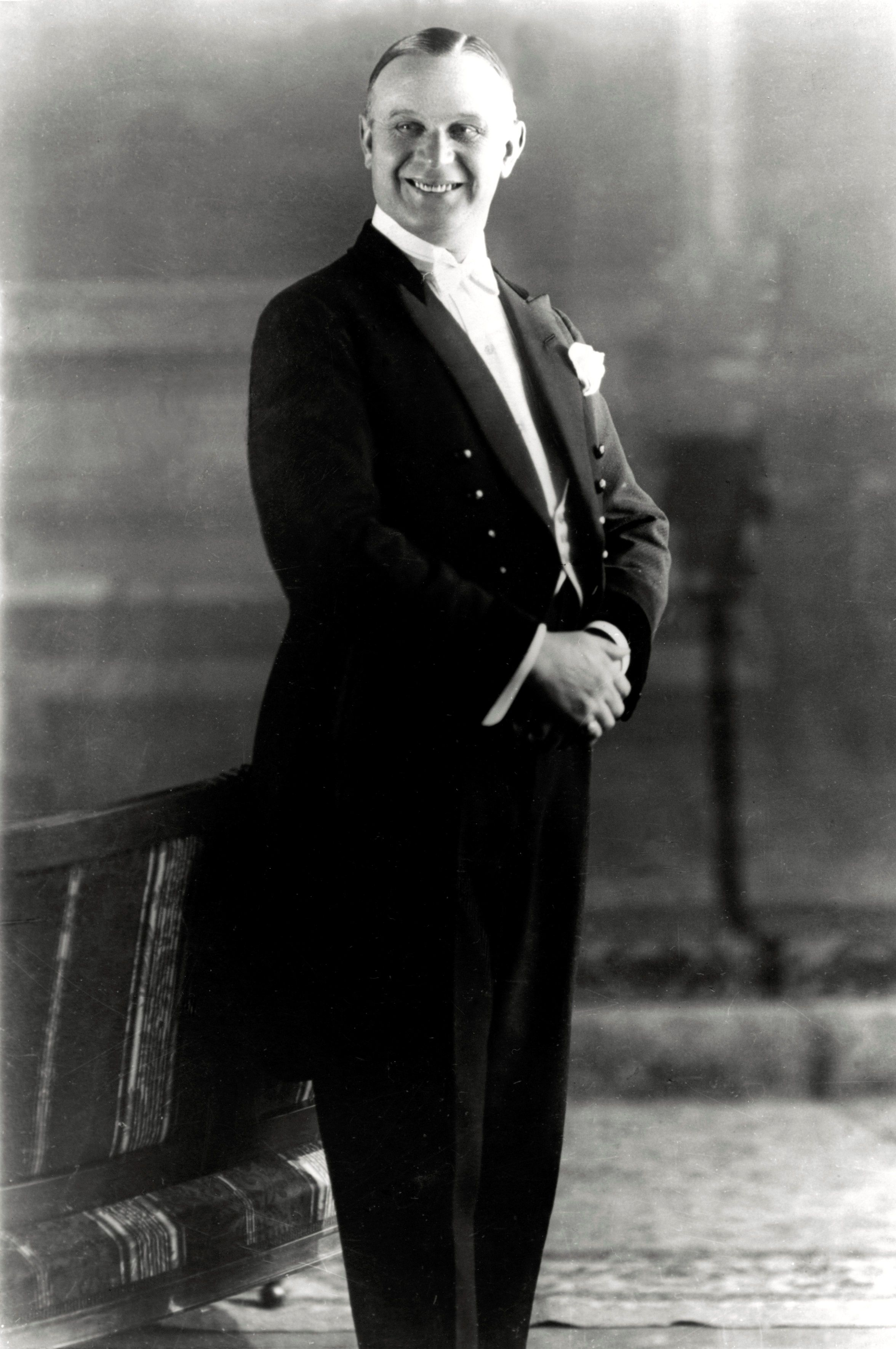
Willy Derby
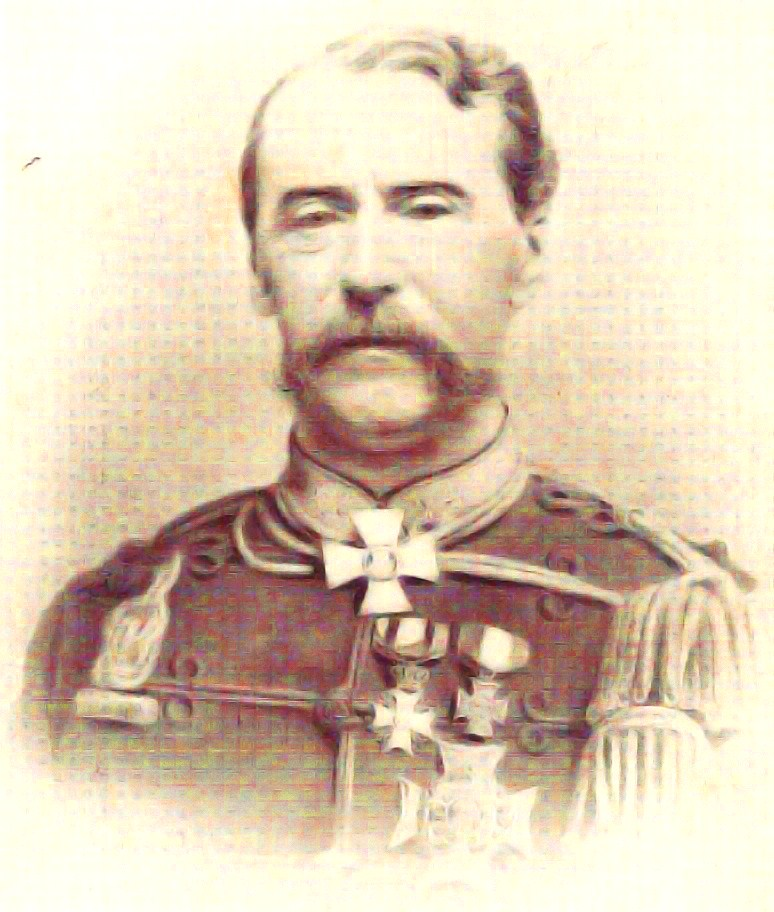
K.H. van Diepenbrugge
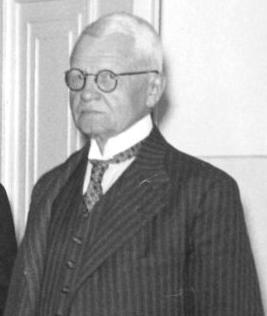
J.J.C. van Dijk
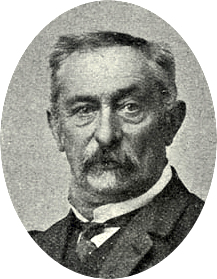
J.H. Doeleman
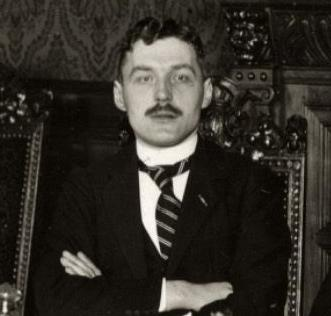
Jan Donner
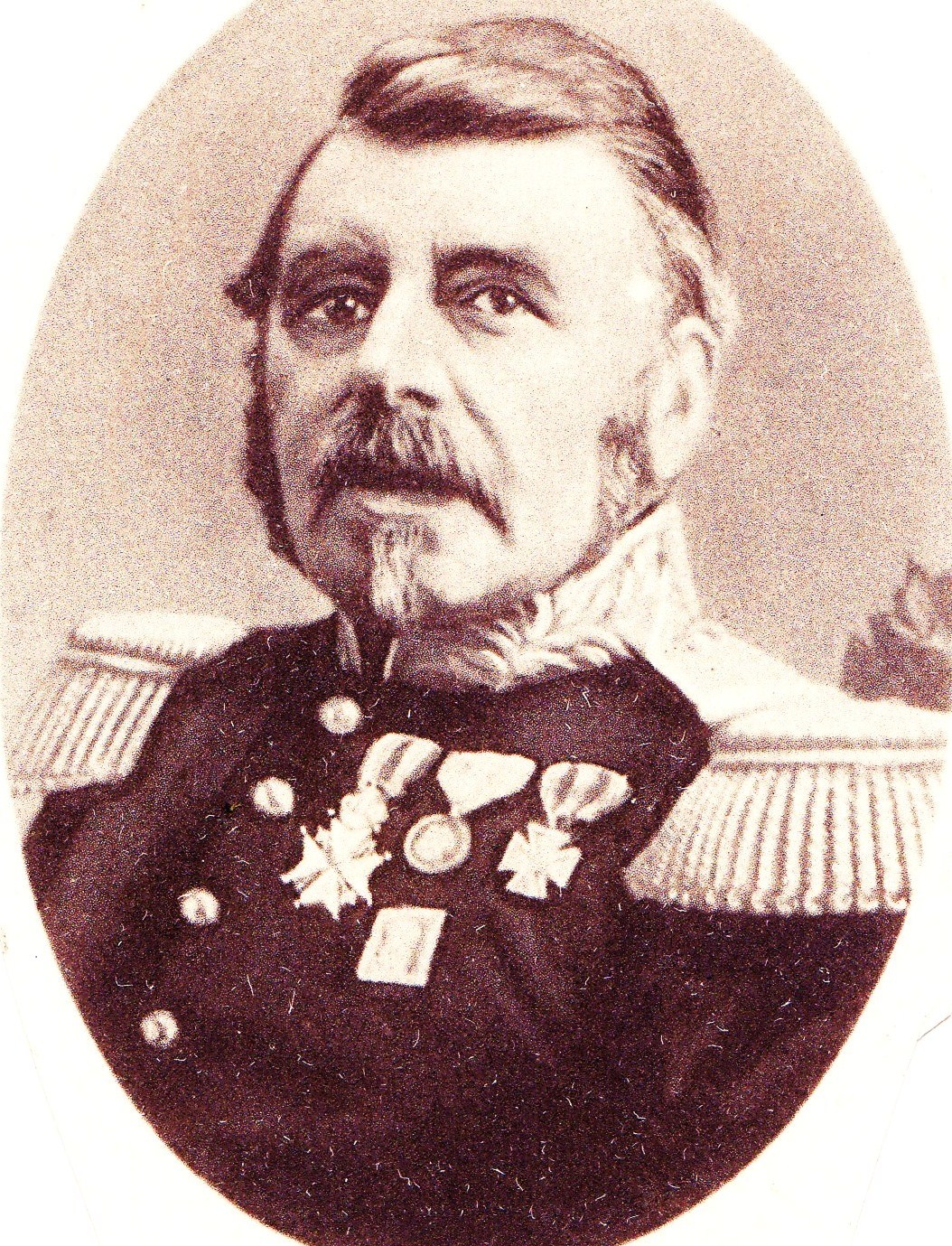
W.H. Doorman
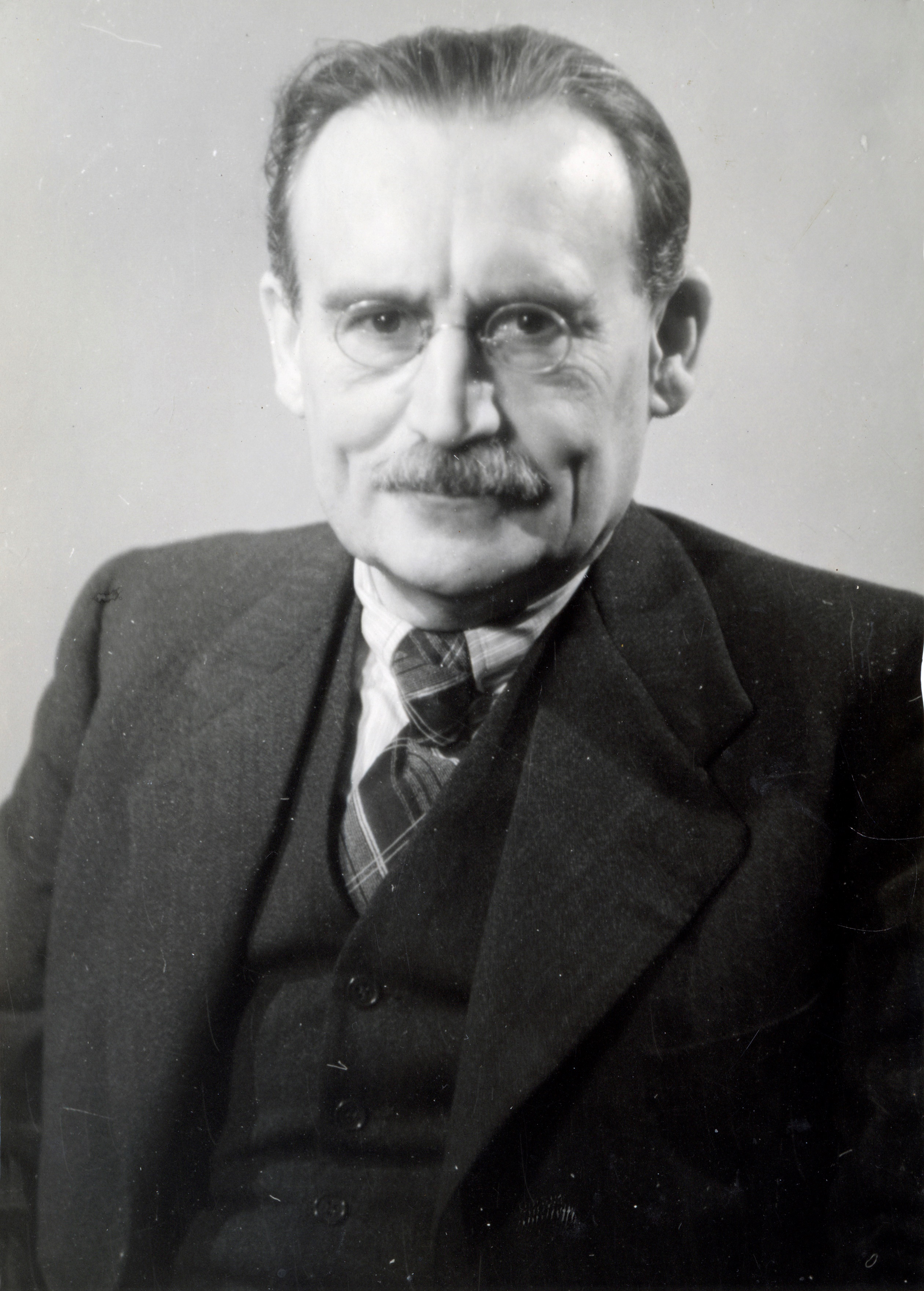
Willem Drees
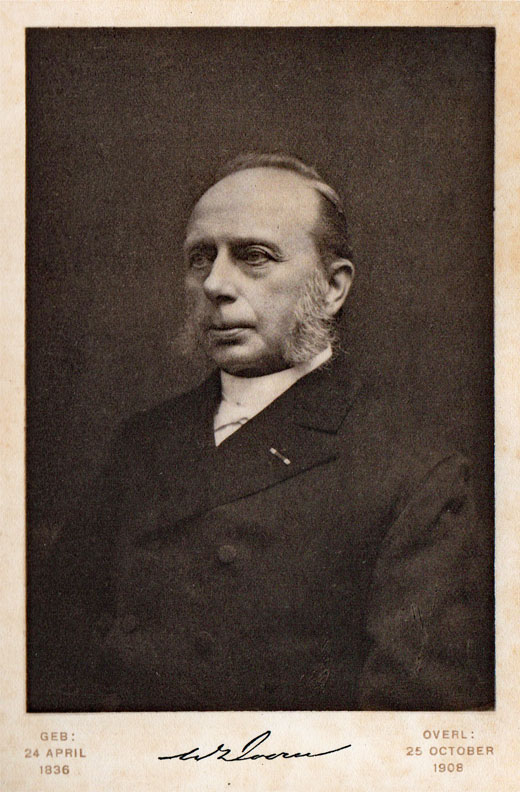
Ds. Willem Doorn

## E
- Johanna van Eijbergen (1865-1950), kunstenares
- Arie Elshout (1923-1991), predikant der Gereformeerde Gemeente Den Haag
- Bertha Elias (1889-1933), bijgenaamd "Freule Elias", juriste, vrouwenrechtenactiviste, eerste vrouwelijke museumdirecteur van Nederland
- Dini von Essen-Bergsma (1897-1933), danseres
- Hein von Essen (1886-1947), architect, dichter, kunstenaar
- Jacob Nicolaes Everts (1785-1846), luitenant-generaal, officier Militaire Willems-Orde
- Ima van Eysinga (1881-1958), schilderes en textielkunstenaar

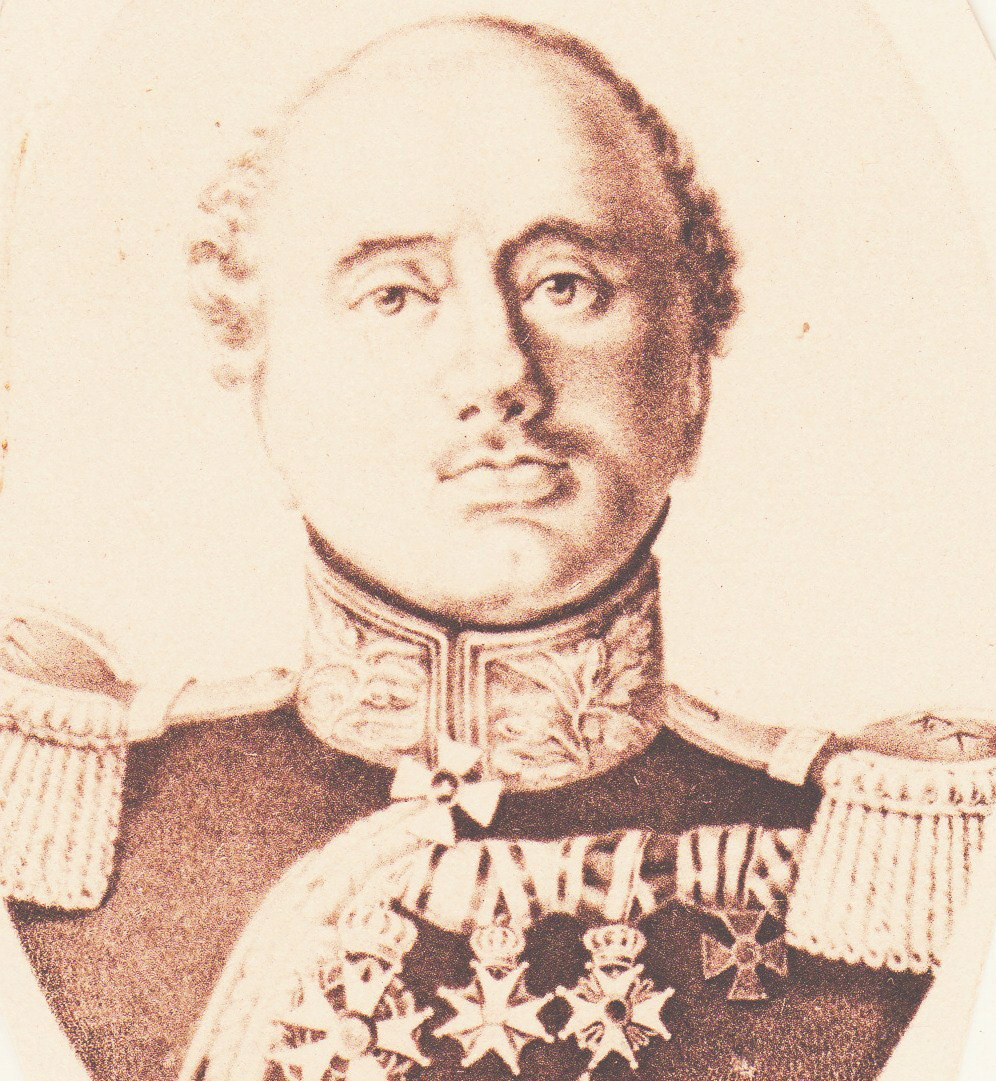
J.N. Everts

## F
- Jan Feith (1874-1944), journalist, schrijver, tekenaar en boekbandontwerper
- Suze Fokker (1864-1900), schilder en (reclame)tekenaar
- Isaäc Dignus Fransen van de Putte (1822-1902), liberaal politicus
- Johan Furstner (1887-1970), officier en politicus

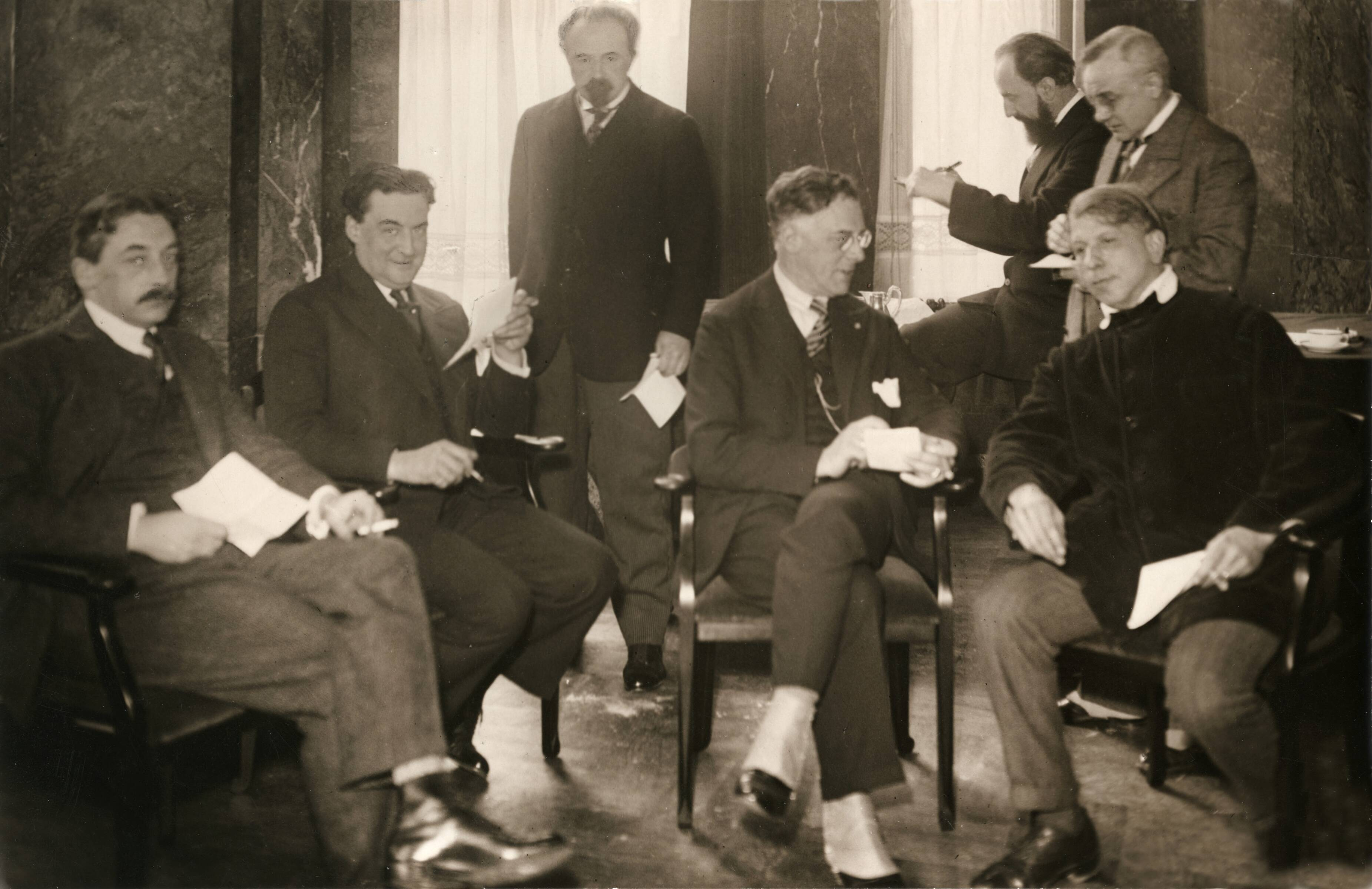
Jan Feith (zittend, tweede van rechts)
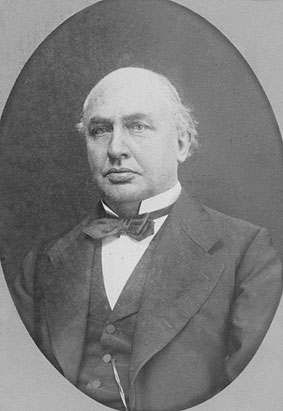
I.D. Fransen van de Putte
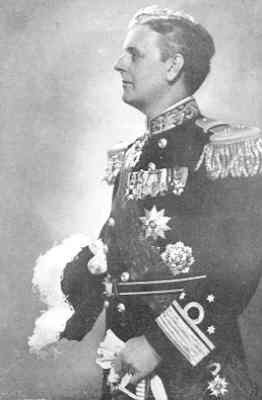
J.T. Furstner

## G
- Paul Joseph Constantin Gabriël (1828-1903), schilder, tekenaar, aquarellist en etser
- Jacob Geel (1789-1862), literator, filoloog en bibliothecaris
- Pieter Sjoerds Gerbrandy (1885-1961), politicus, minister-president van Nederland gedurende de Tweede Wereldoorlog
- Jenny Gilliams (1892-1927), cabaretière
- Hendrik Goeman Borgesius (1847-1917), politicus
- Neville Davison Goldsmid (1814-1875), industrieel, kunstverzamelaar
- Jan de Graan (1852-1874), violist
- Hans Grosheide (1930-2022), Staatssecretaris Onderwijs, Justitie, burgemeester Rijswijk, jurist
- Walter Robert de Greve (1864-1924), commandant Koninklijk Nederlandsch-Indisch leger, ridder Militaire Willems-Orde

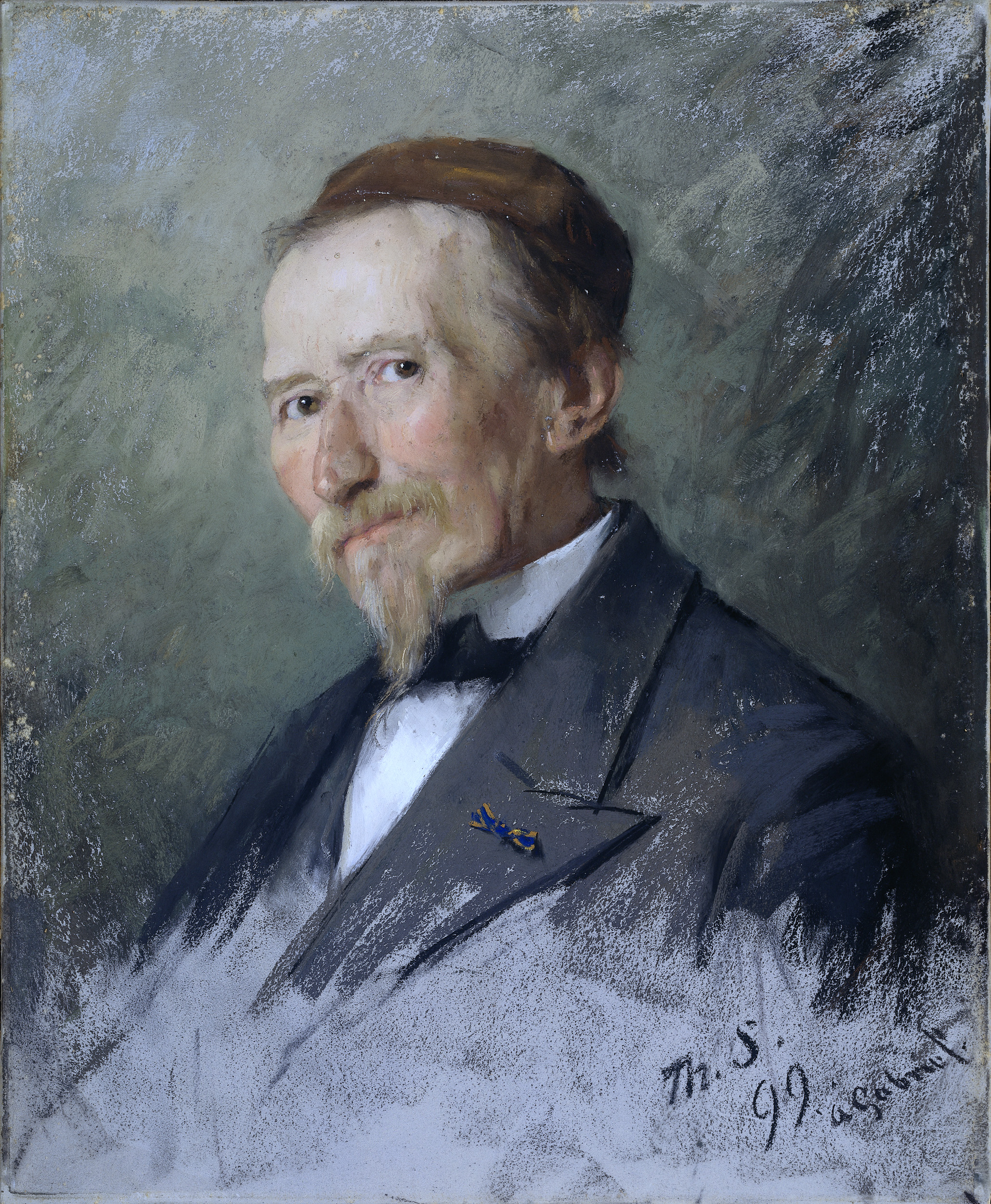
Paul Gabriël
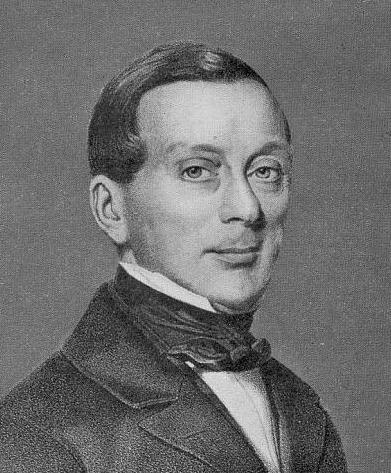
Jacob Geel
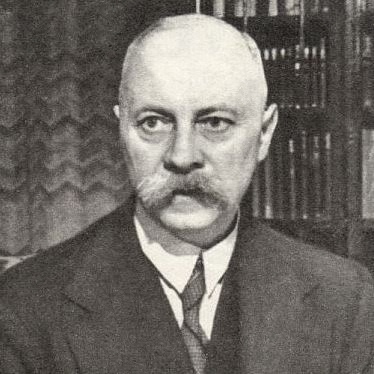
P.S. Gerbrandy
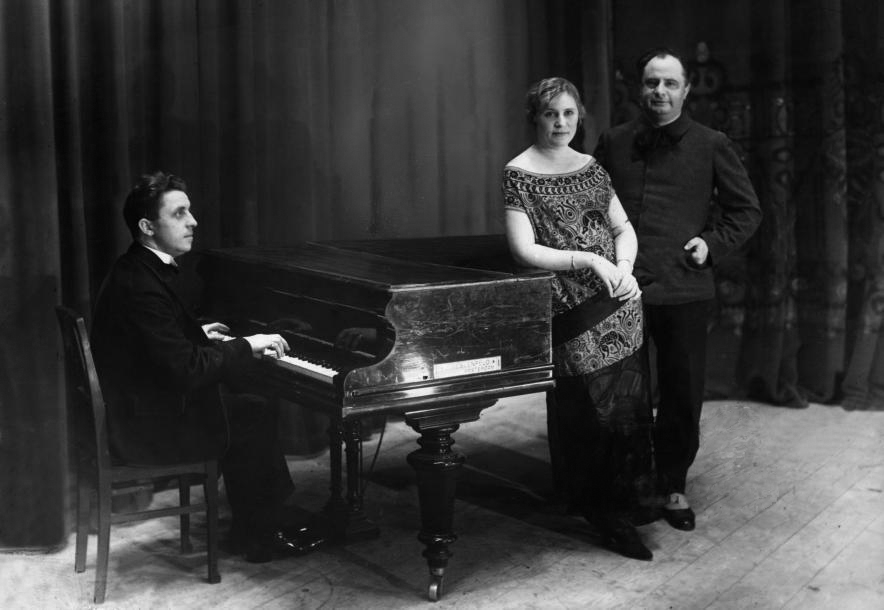
Jenny Gilliams
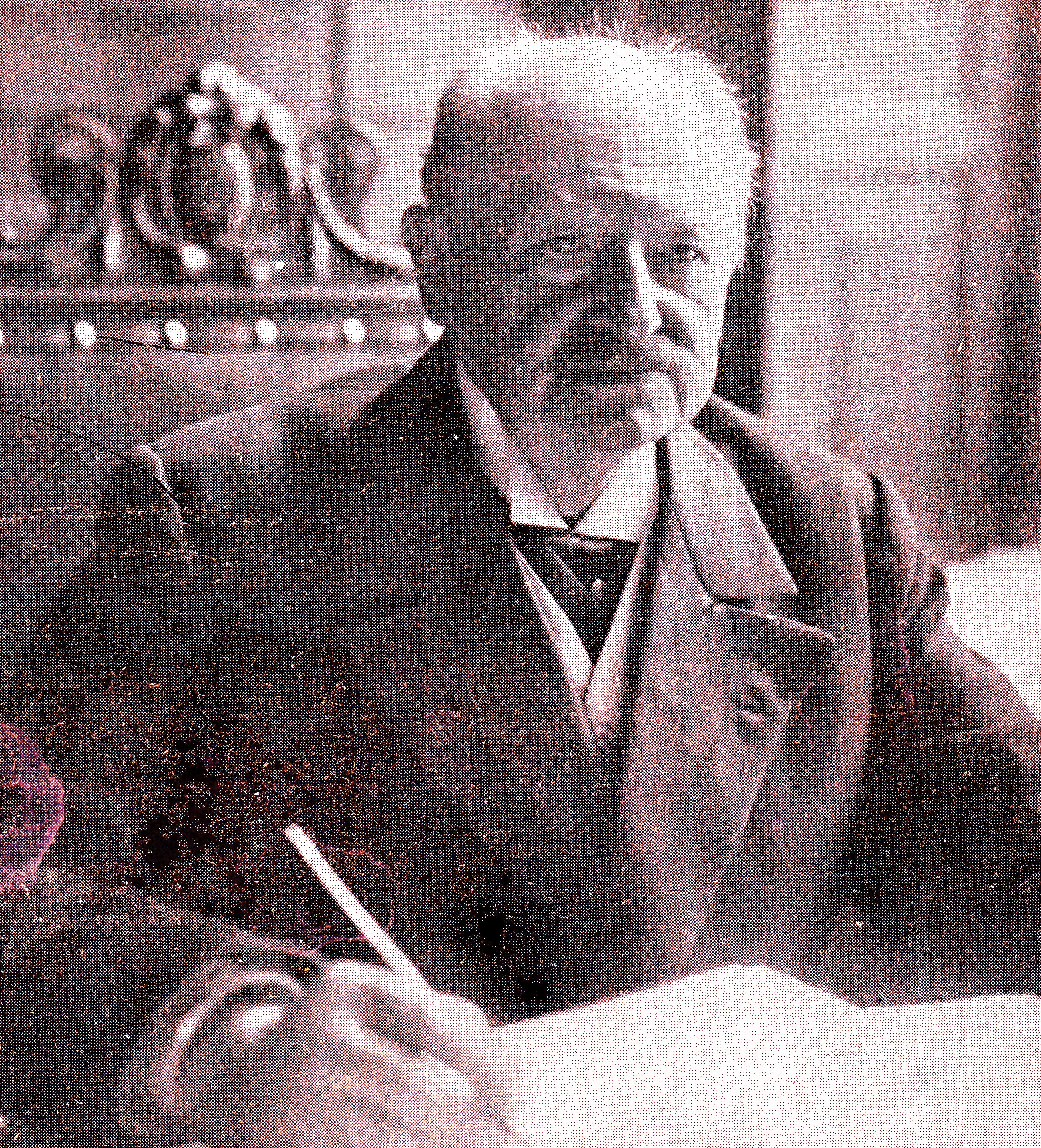
H. Goeman Borgesius
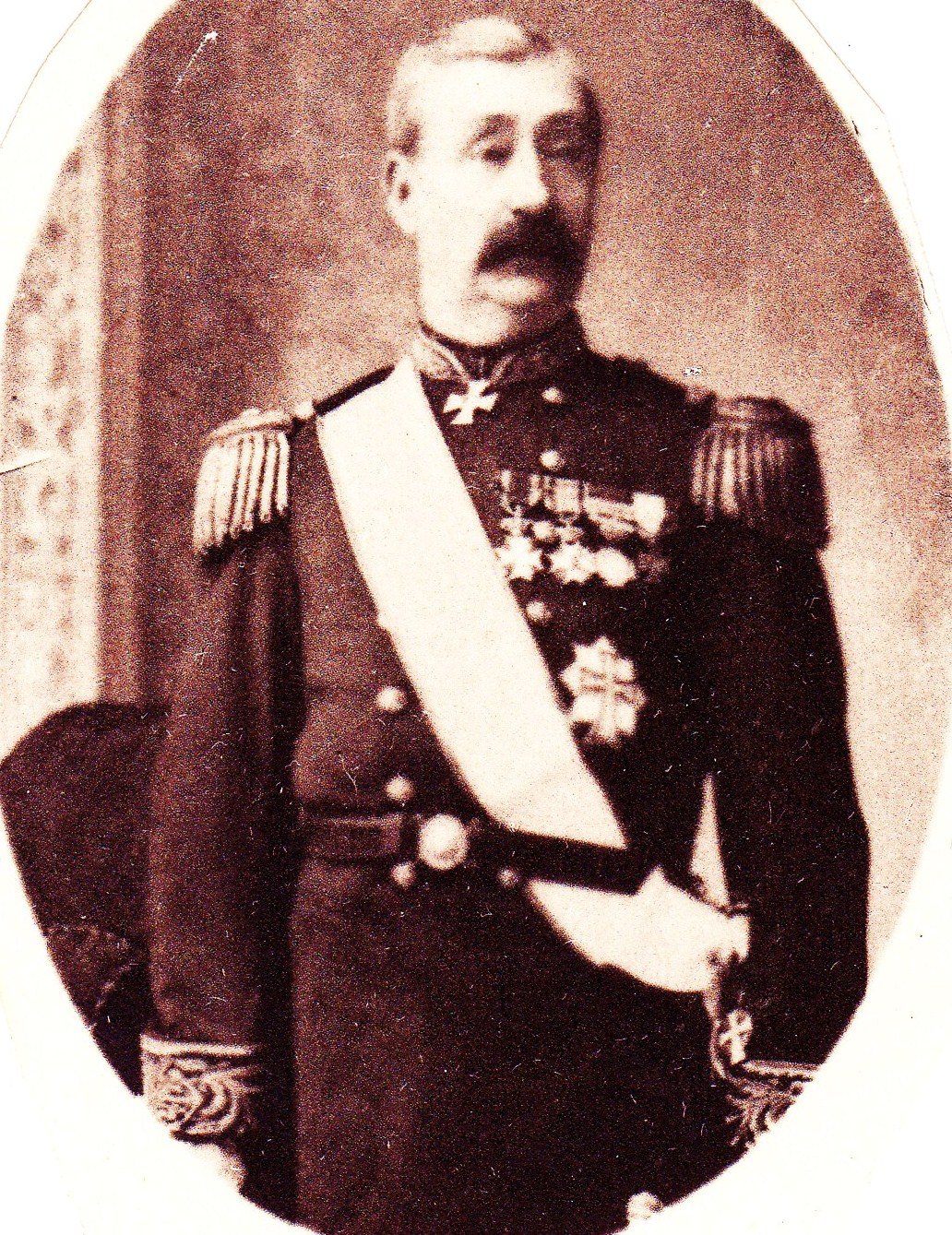
W.K. van Gennep
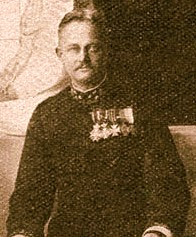
W.R. de Greve

## H
- Panthaleon Emile Hajenius (1874-1939), kolonel, ridder Militaire Willems-Orde
- Hendrik Hamakers (1834-1916), majoor, ridder Militaire Willems-Orde
- P.H.J. van der Heem (1875 - 1933), oprichter van Van der Heem & Bloemsma NV
- J. van der Heem (1907 - 1957), medeoprichter van Van der Heem & Bloemsma NV en voorzitter van de Haagsche Kamer van Koophandel
- Jacobus Diderik Jan van der Hegge Spies (1830-1895), kapitein-ter-zee, ridder Militaire Willems-Orde
- Jaap Hillen (1923-2008), organist en dirigent (Utrechts Studenten Koor en Orkest en Haags Barokgezelschap)
- Jan van Hillo (1922-1980), presentator, documentairemaker en regisseur
- Hans Hirschfeld (1899-1961), econoom
- Carel Hendrik Hoedt (1862-1932), kapitein Koninklijk Nederlandsch-Indisch Leger, ridder Militaire Willems-Orde
- Martina d'Hont (1880-1968), zangeres
- Eduard Houbolt (1885-1954), kunstschilder
- Samuel van Houten (1837-1930), minister van Binnenlandse Zaken
- Thérèse Hoven (1860-1941), journaliste en schrijfster
- Theo van Hoytema (1863-1917), tekenaar, lithograaf en boekbandontwerper

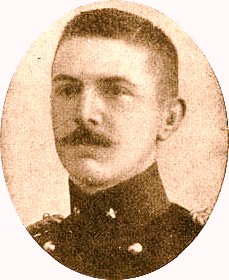
P.E. Hajenius
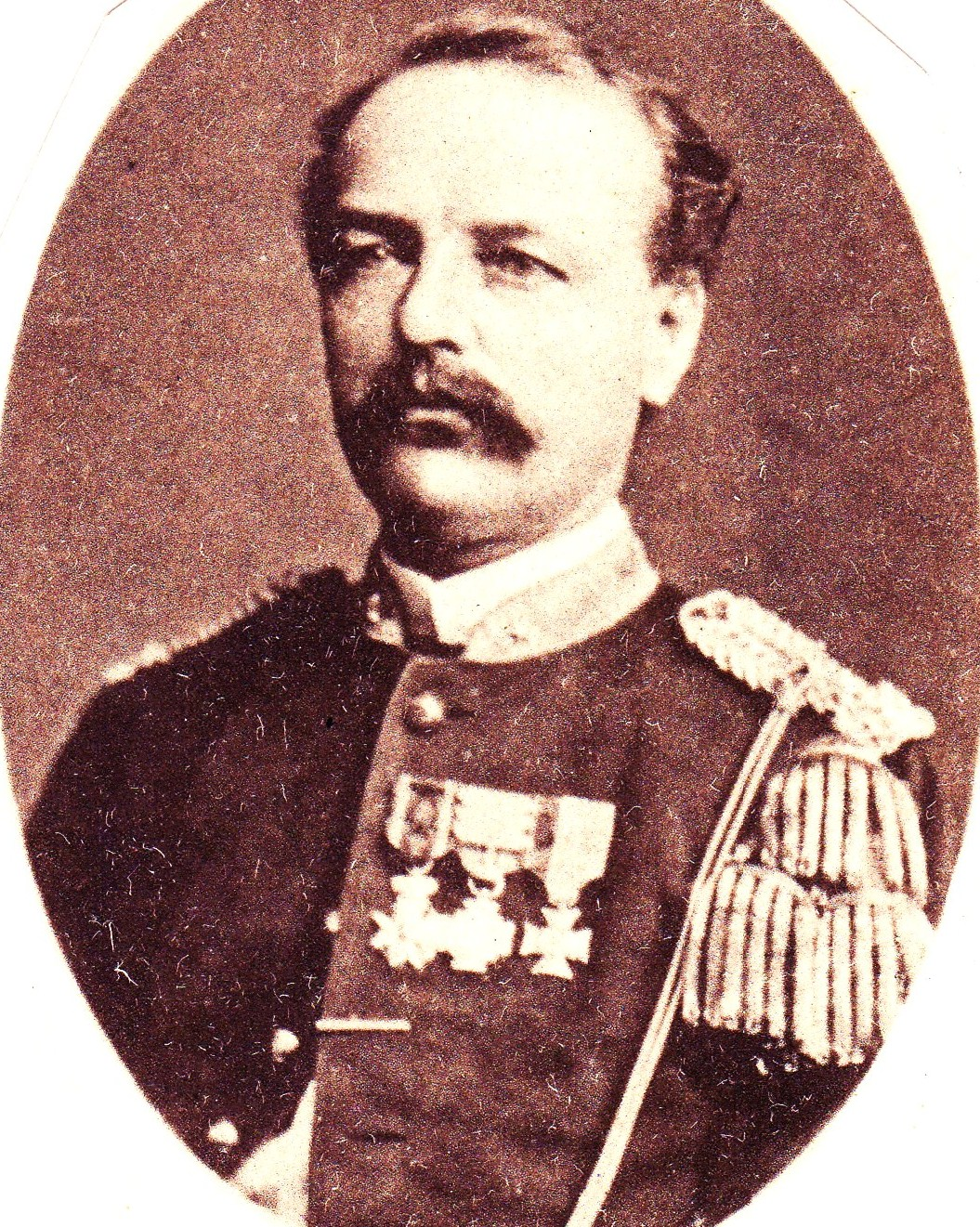
H. Hamakers
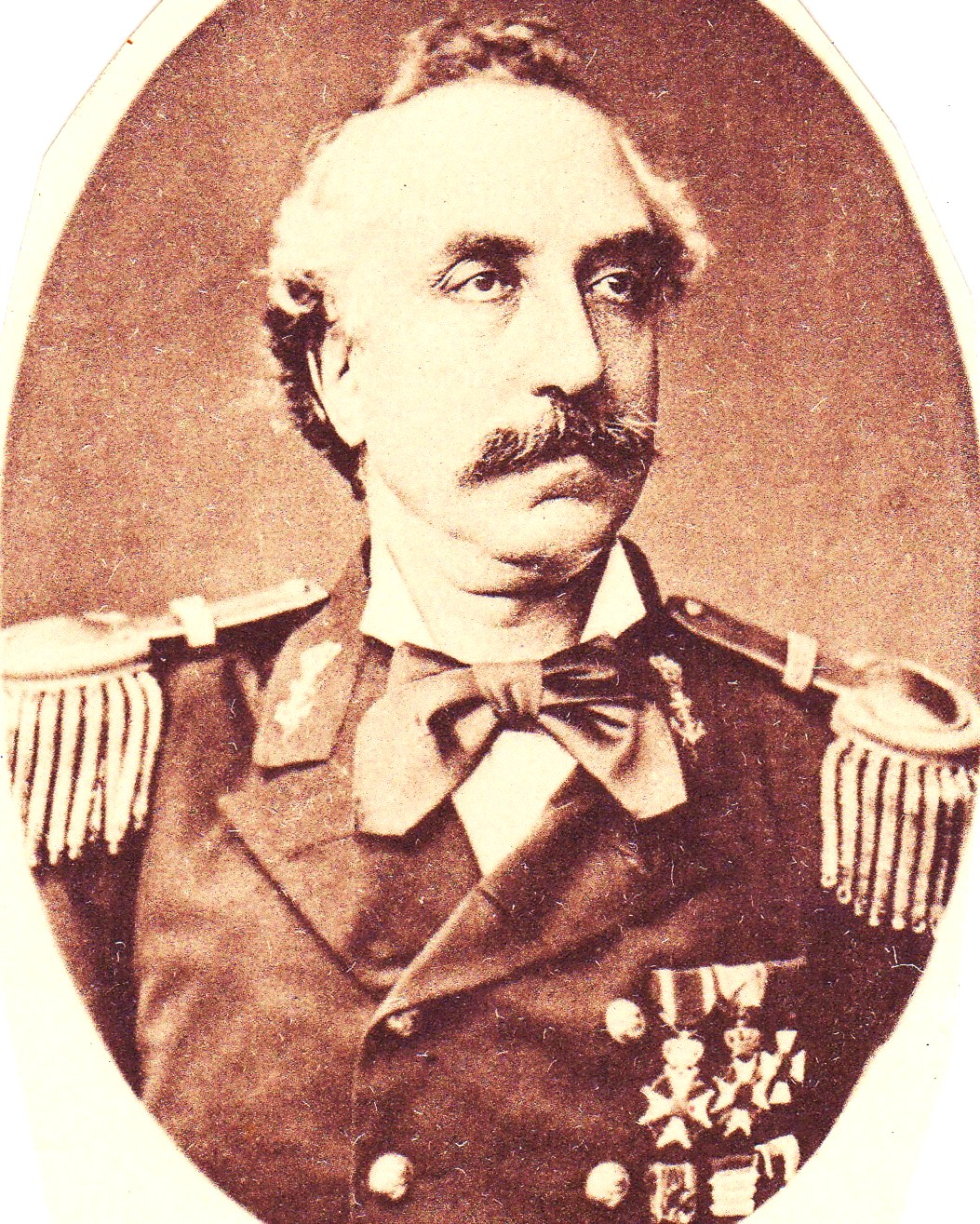
J.D.J. van der Hegge Spies
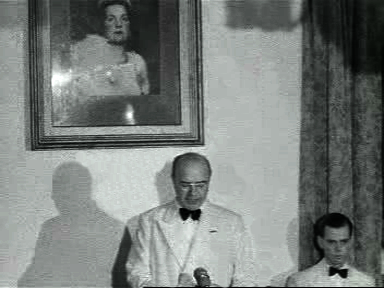
H.M. Hirschfeld
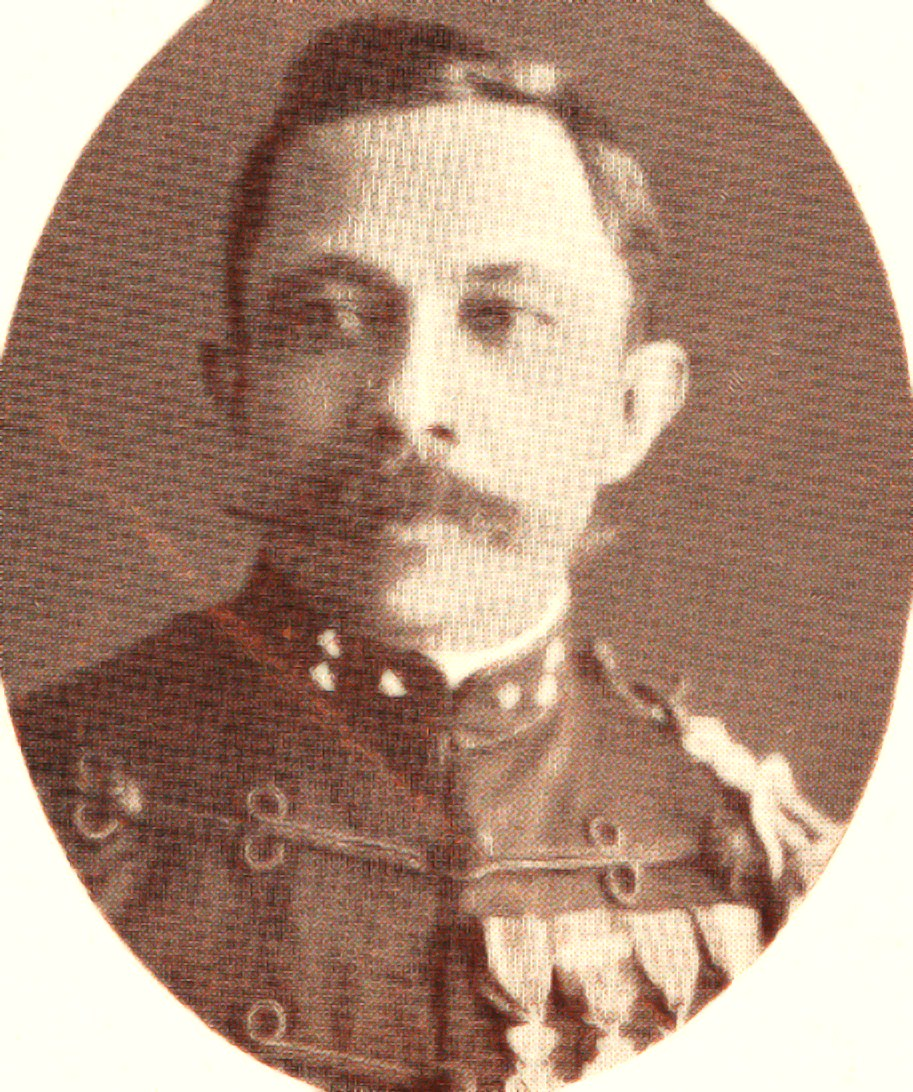
C.H. Hoedt
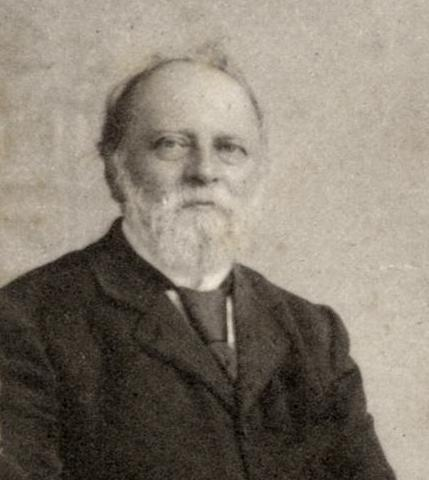
Samuel van Houten
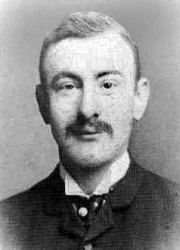
Theo van Hoytema

## I
- Ernst Franz Insinger (1870-1930), luitenant-generaal

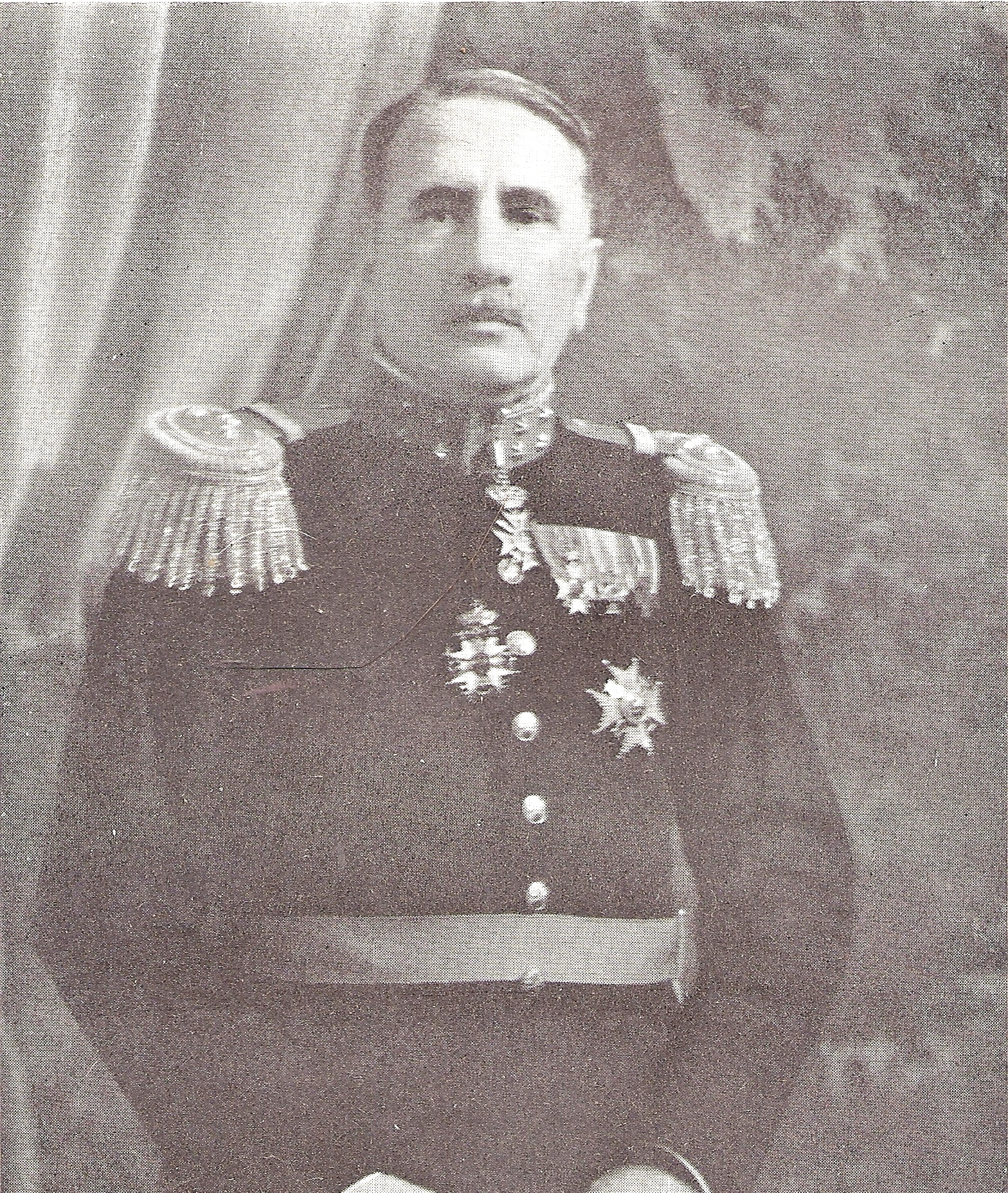
E.F. Insinger

## J
- Gerrit Jäger (1863-1894), journalist, toneelschrijver en vriend van Louis Couperus
- Bonifacius Cornelis de Jonge (1875-1958) gouverneur-generaal van Nederlands-Indië

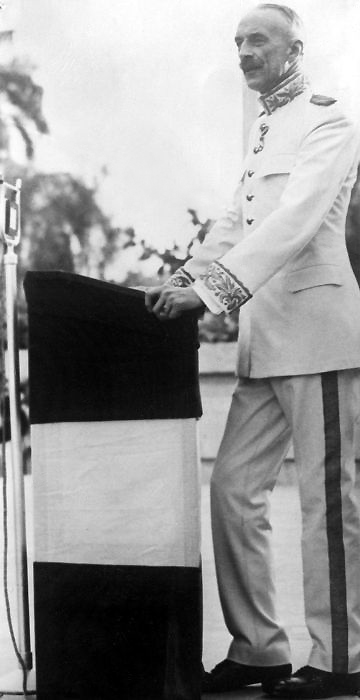
B.C. de Jonge

## K
- Harm Kamerlingh Onnes (1893-1985), Kunstenaar
- Abraham van Karnebeek (1836-1925), Nederlanders politicus
- Herman van Karnebeek (1874-1942), Nederlands politicus
- Jan Wisse Kersten (1915-1960), predikant der Gereformeerde Gemeente Scheveningen
- Eduard Willem Frederik Kerling sr. (1860-1932), kunstenaar
- Anna Kerling (1862-1955), schilderes
- Rijnholt Antony Klerck (1774-1854), luitenant-generaal, ridder Militaire Willems-Orde
- Johan Philip Koelman (1818-1893), schilder, beeldhouwer en schrijver
- Cornelis Eliza van Koetsveld (1807-1893), hofprediker en schrijver
- Gijsbertus Johannes van Kooten (1851-1923), luitenant-generaal en ridder Militaire Willems-Orde
- Gerhardus Kruys (1838-1902), viceadmiraal, minister van marine (Commandeur in de Orde van de Nederlands Leeuw)
- Roelof Kuipers (1855-1922), architect
- Abraham Kuyper (1837-1920), theoloog, predikant, staatsman, journalist en van 1901 tot 1905 minister-president
- Henriëtte Kuyper (1870-1932), schrijfster

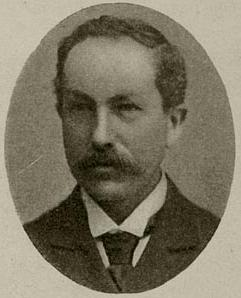
A.P.C. van Karnebeek
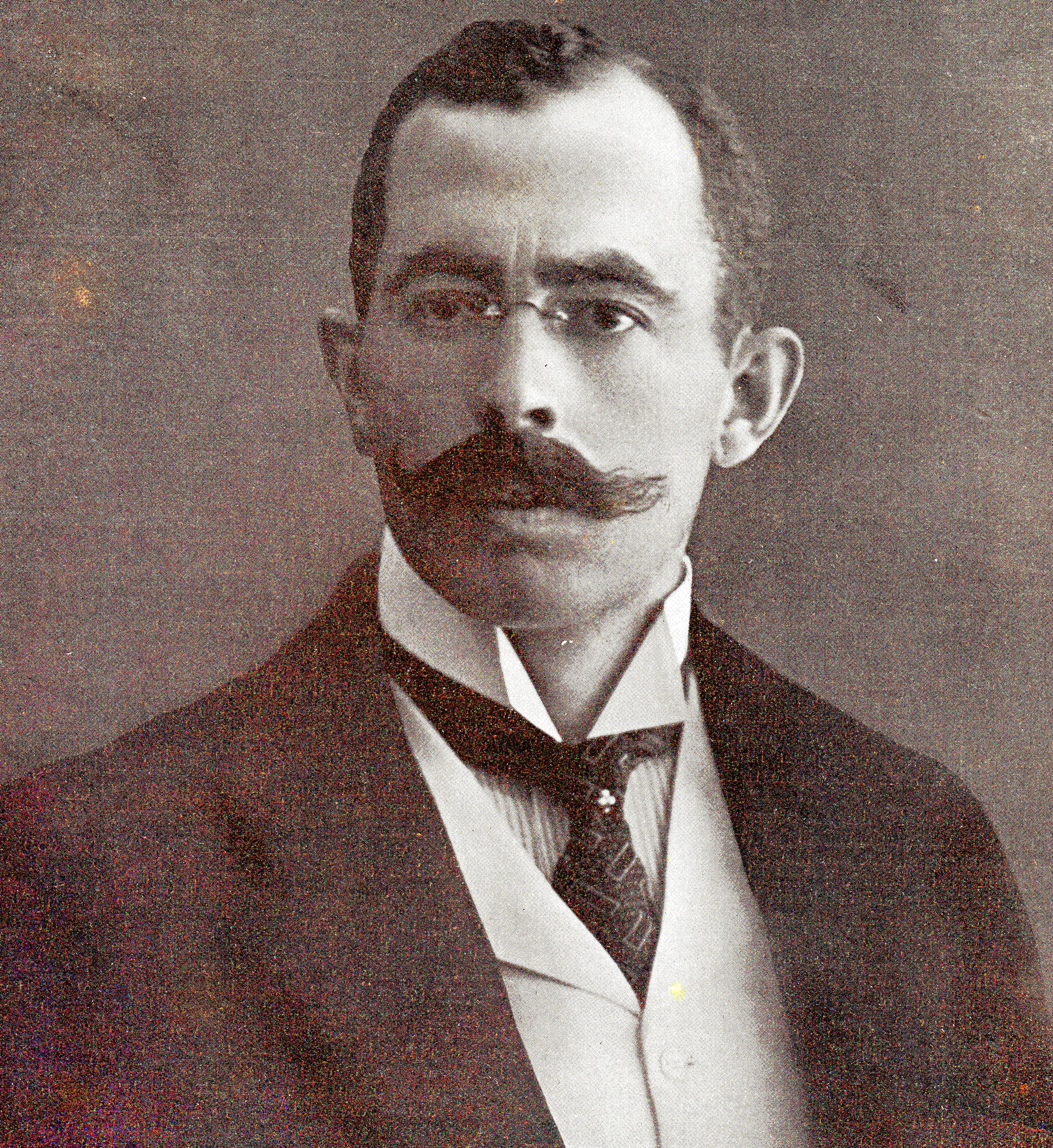
H.A. van Karnebeek
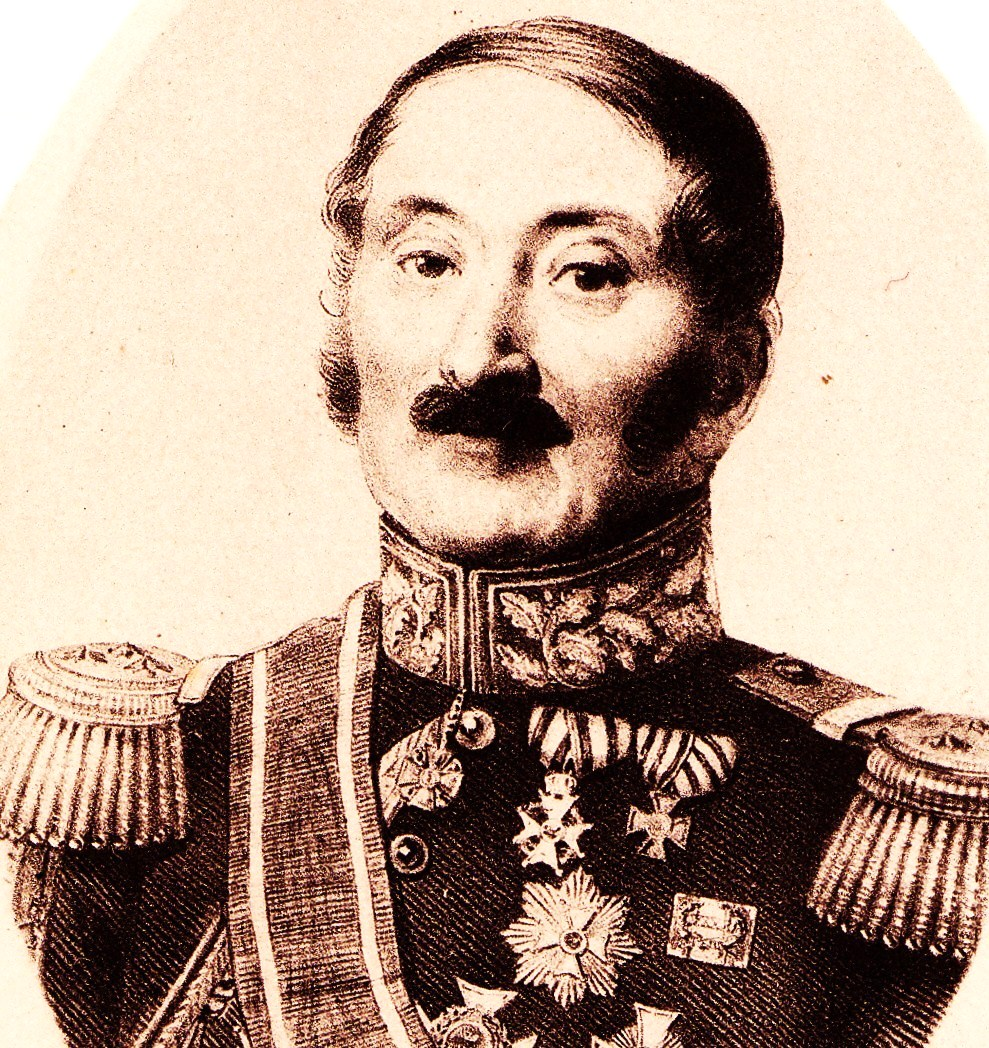
R.A. Klerck
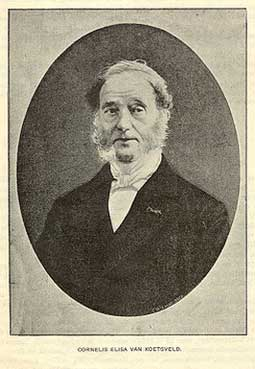
C.E. van Koetsveld
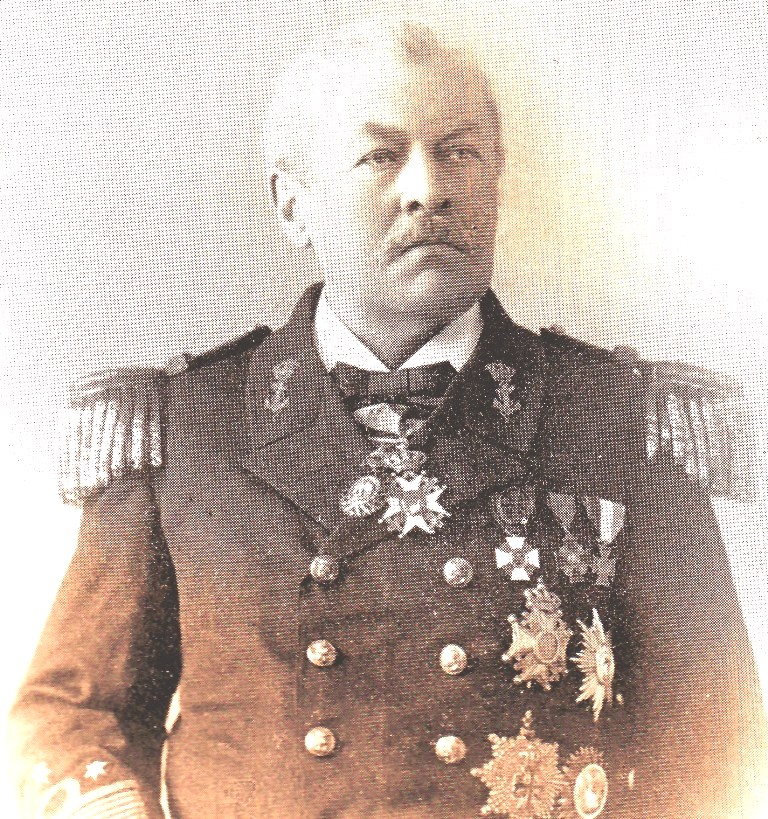
G. Kruys
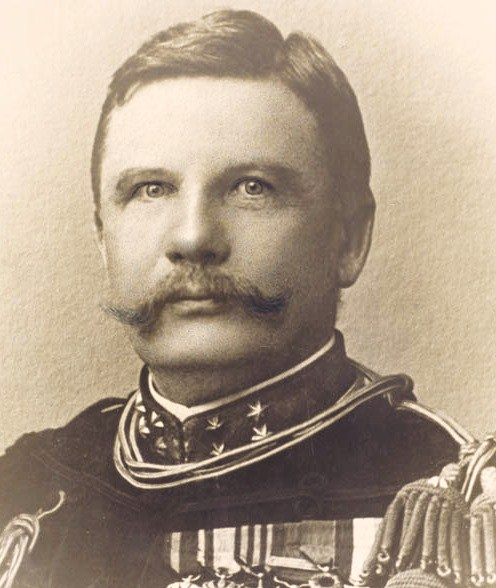
G.J. van Kooten
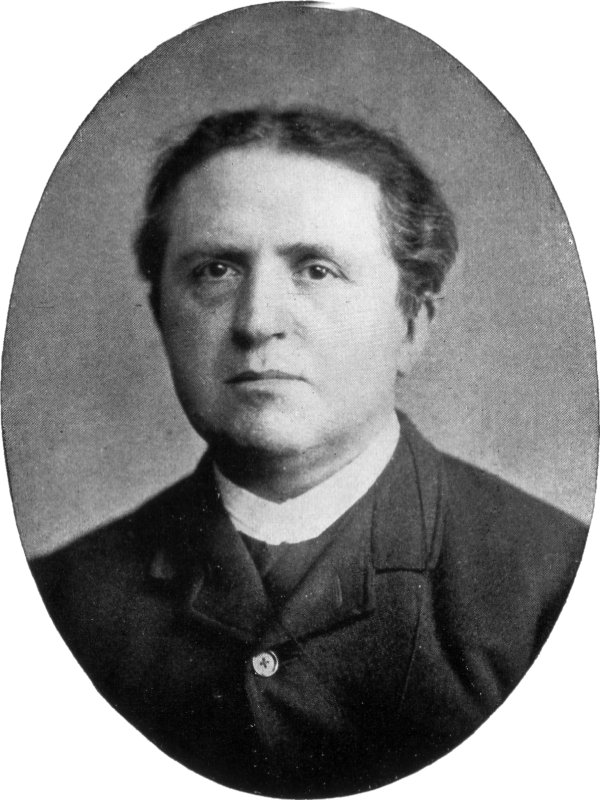
Abraham Kuyper

## L
- Gerardus van der Leeuw (1890-1950), theoloog en minister van Onderwijs, Kunsten en Wetenschappen
- Petrus Abraham Samuel van Limburg Brouwer (1829-1873), publicist en politicus
- Mark Prager Lindo (1819-1877), schrijver en docent
- Suze de Lint (1878-1953), kunstenares
- Aschwin zur Lippe-Biesterfeld (1914-1988), broer van Prins Bernhard
- Johannes Servaas Lotsy (1808-1863), minister van Marine en van Koloniën, minister van Staat
- John Francis Loudon (1822-1895), Kamerheer des Konings in buitengewone dienst, Hofmaarschalk van Prins Alexander en nauw betrokken bij de oprichting van de Billiton Maatschappij
- Pieter Louwerse (1840-1908), schrijver, dichter en schoolmeester

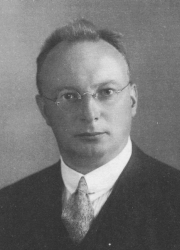
Gerard van der Leeuw
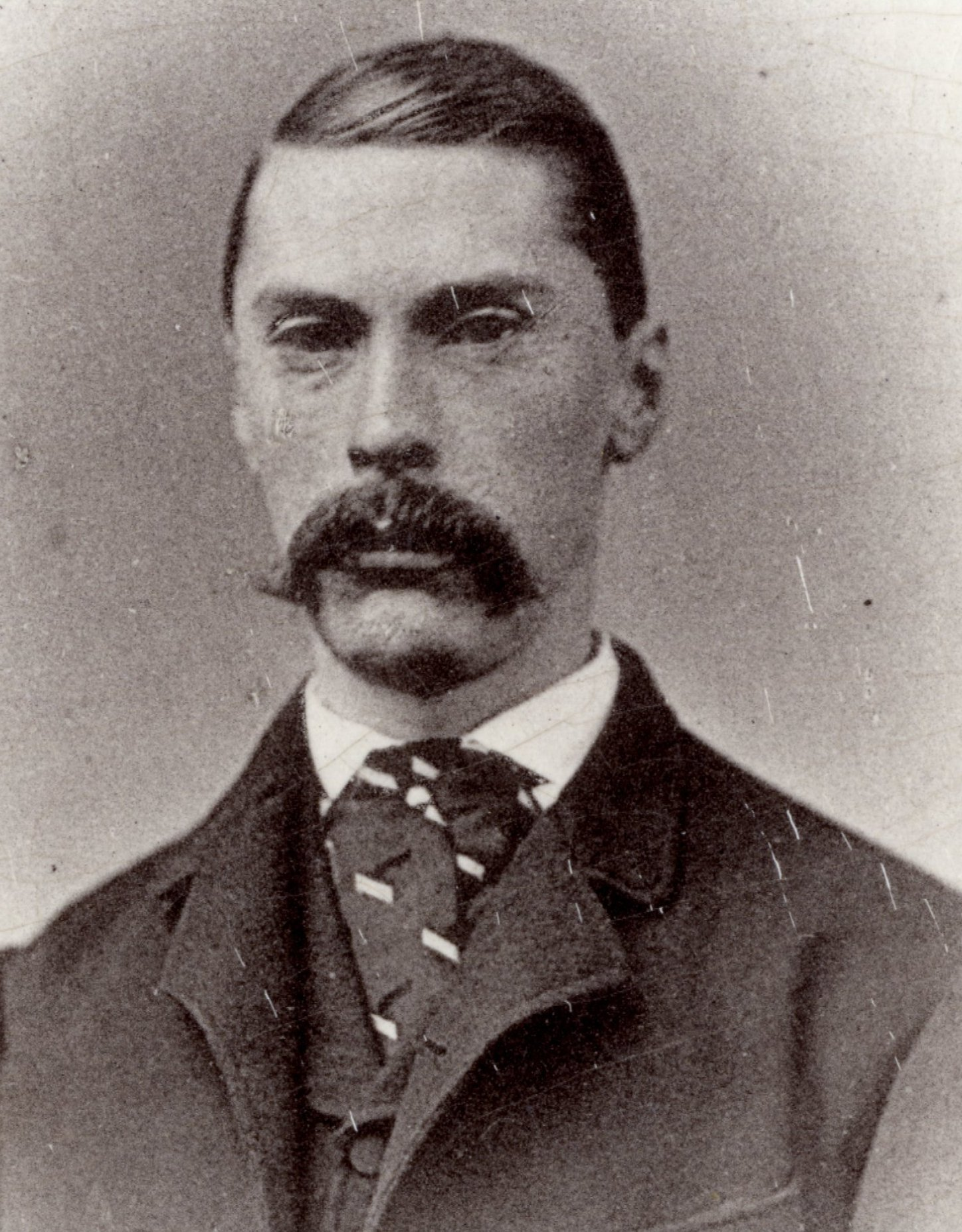
P.A.S. van Limburg Brouwer
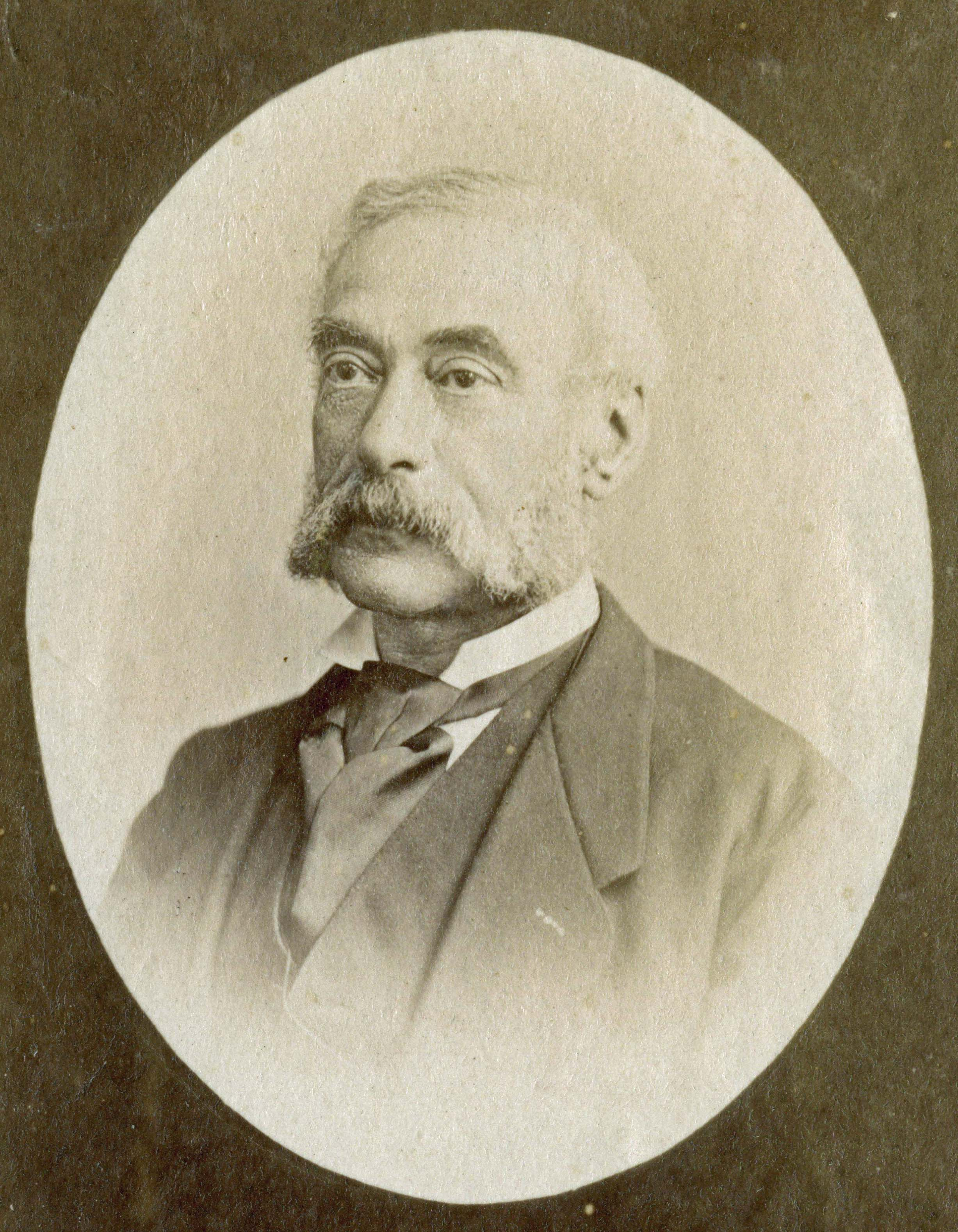
Mark Prager Lindo
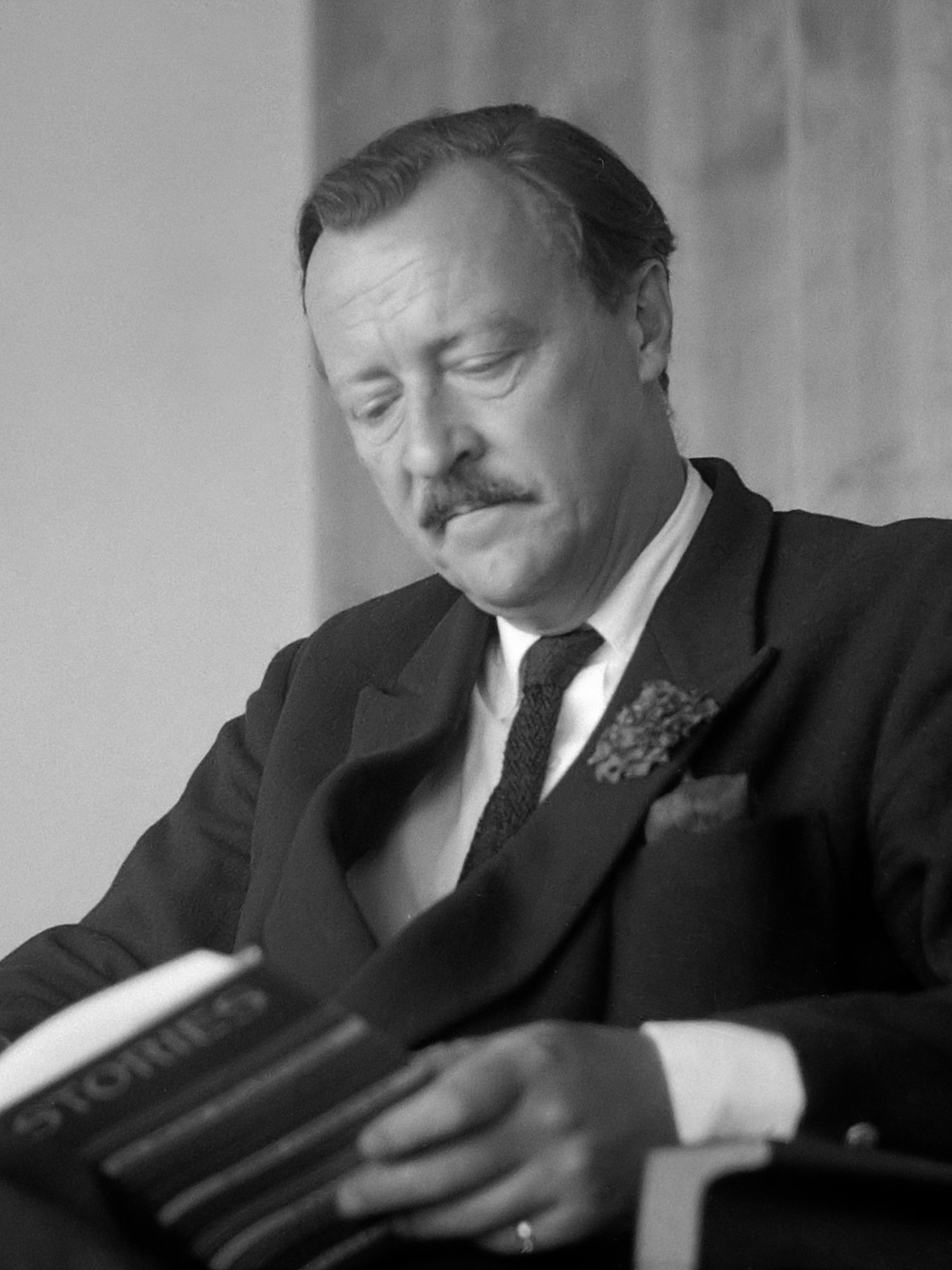
Aschwin zur Lippe-Biesterfeld

## M
- Norman MacLeod (1811-1896), luitenant-generaal
- Henri Marchant (1869-1956), politicus
- Willem Maris (1844-1910), kunstschilder, tekenaar, etser en aquarellist
- Wilhelm Martin (1876-1954) Kunsthistoricus, directeur van het Mauritshuis (1909-1945) en De Mesdag Collectie (1934-1954)
- Grada Hermina Marius (1854-1919), schilderes, kunstcritica en kunsthistorica
- Elisa van Mastrigt (1896-1989), beeldhouwer en schilder
- Dirk Matak Fontein (1840-1912), officier van gezondheid, ridder Militaire Willems-Orde
- Augustine de Meester-Obreen (1866-1953), schilder en kunstcriticus
- Johan de Meester (1860-1931), schrijver en journalist
- Adriaan Meijer (1852-1919), burgemeester van De Wijk, Emmen en Meppel
- Hendrik Willem Mesdag (1831-1915), schilder, echtgenoot van Sientje van Houten
- Sientje Mesdag - van Houten (1834-1909), schilderes, echtgenote van Hendrik Willem Mesdag
- Piet Moeskops (1893-1964), wielrenner
- Salomon Jean René de Monchy (1880-1961), esperantist en burgemeester van Arnhem en Den Haag
- Hendrik Pieter Nicolaas Muller (1859-1941), koopman, wereldreiziger, etnograaf, publicist, diplomaat, filantroop
- Job Mutters (1889-1974), scheidsrechter en militair

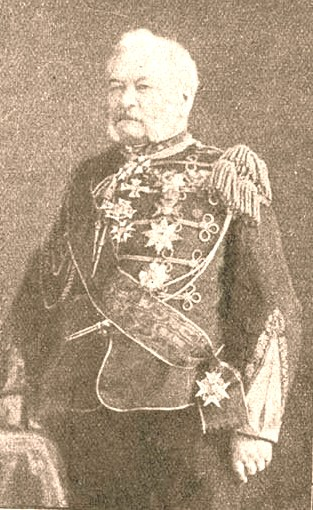
Norman MacLeod
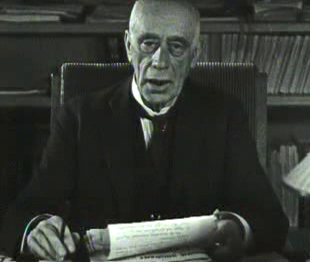
H.P. Marchant
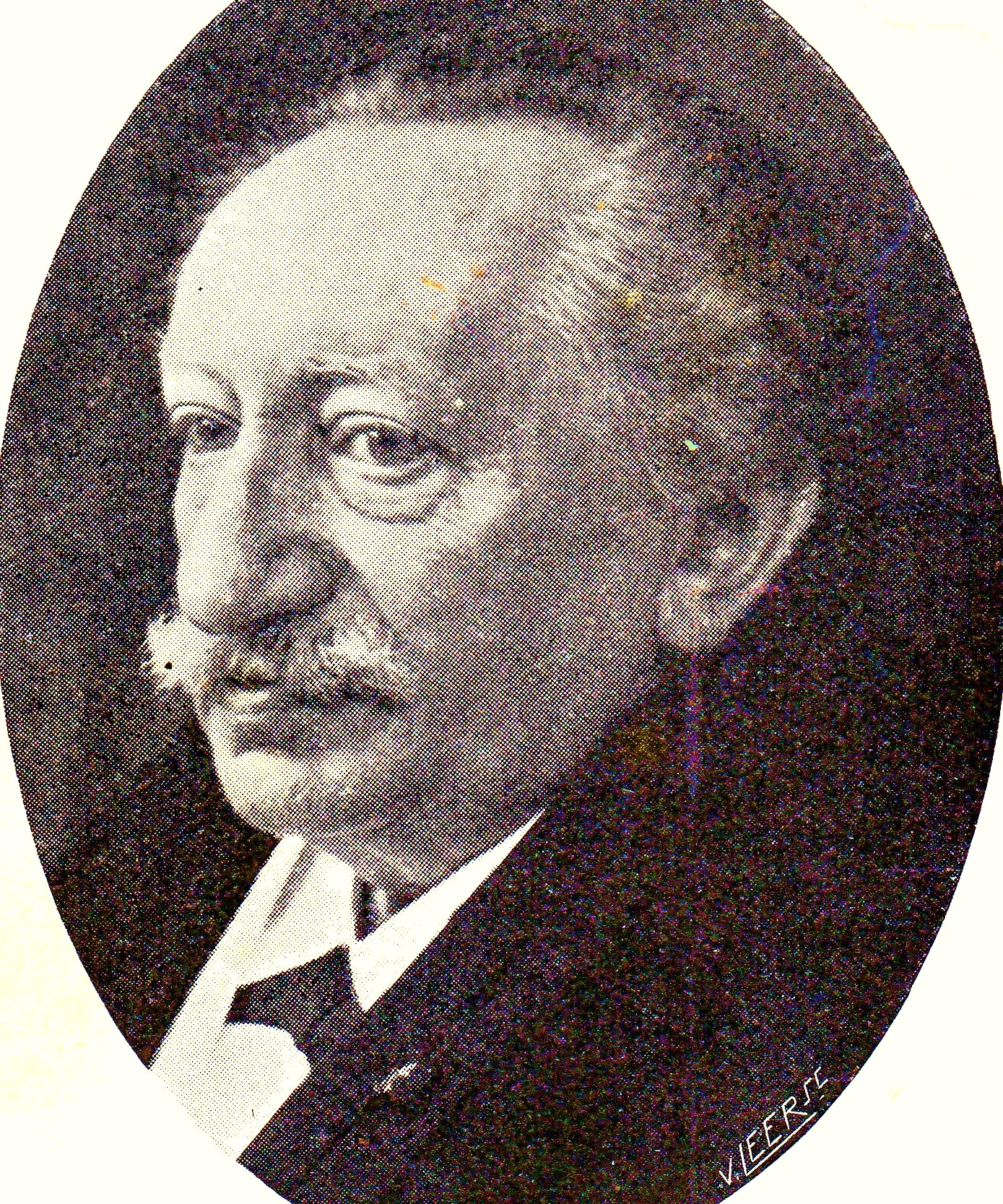
Willem Maris
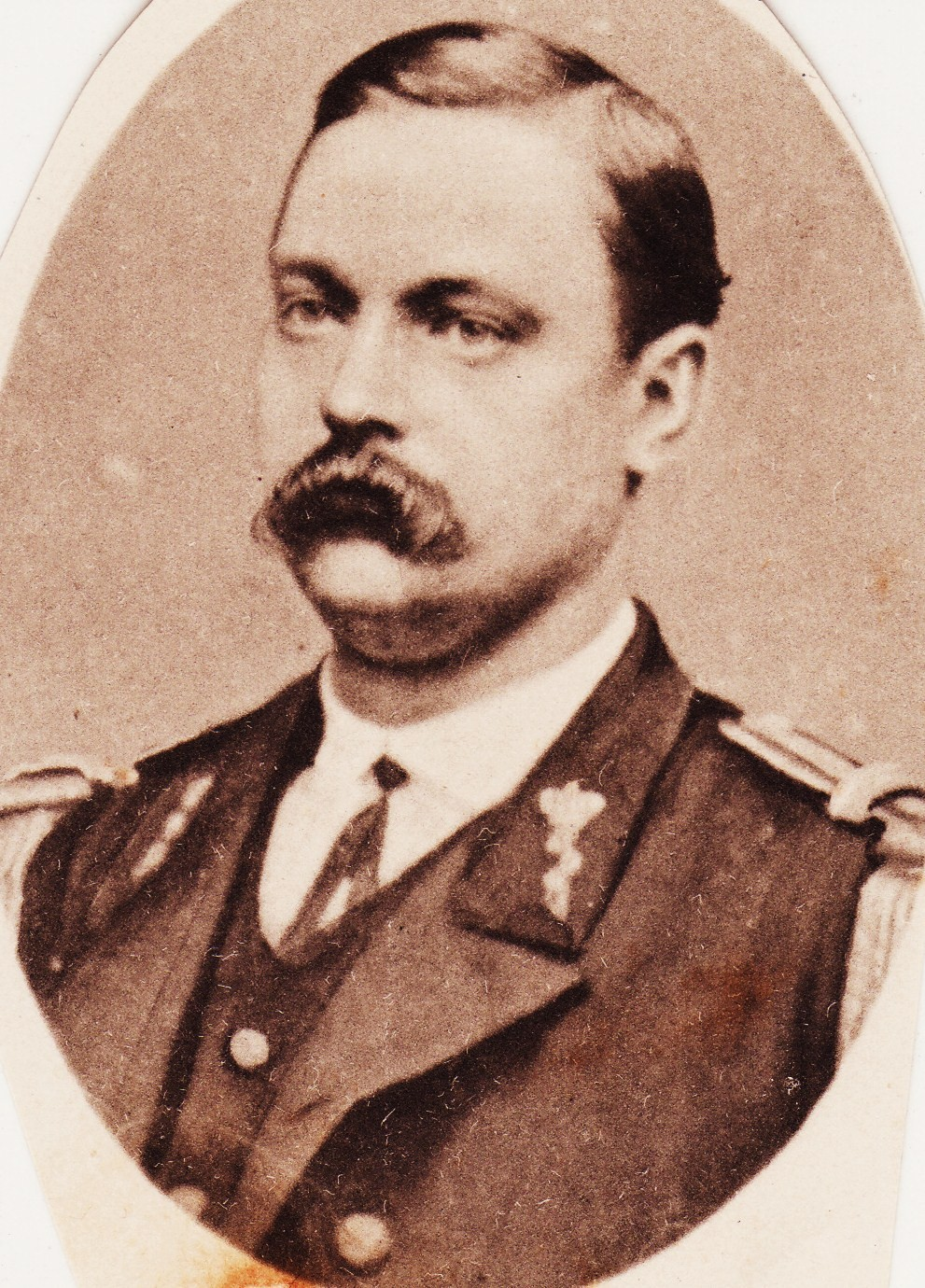
D. Matak Fontein
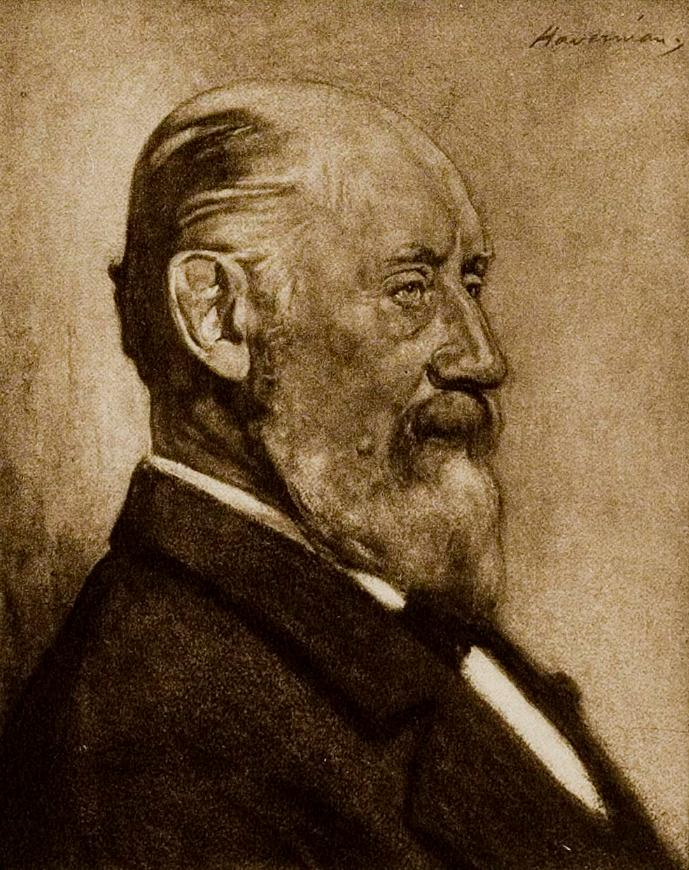
H.W. Mesdag
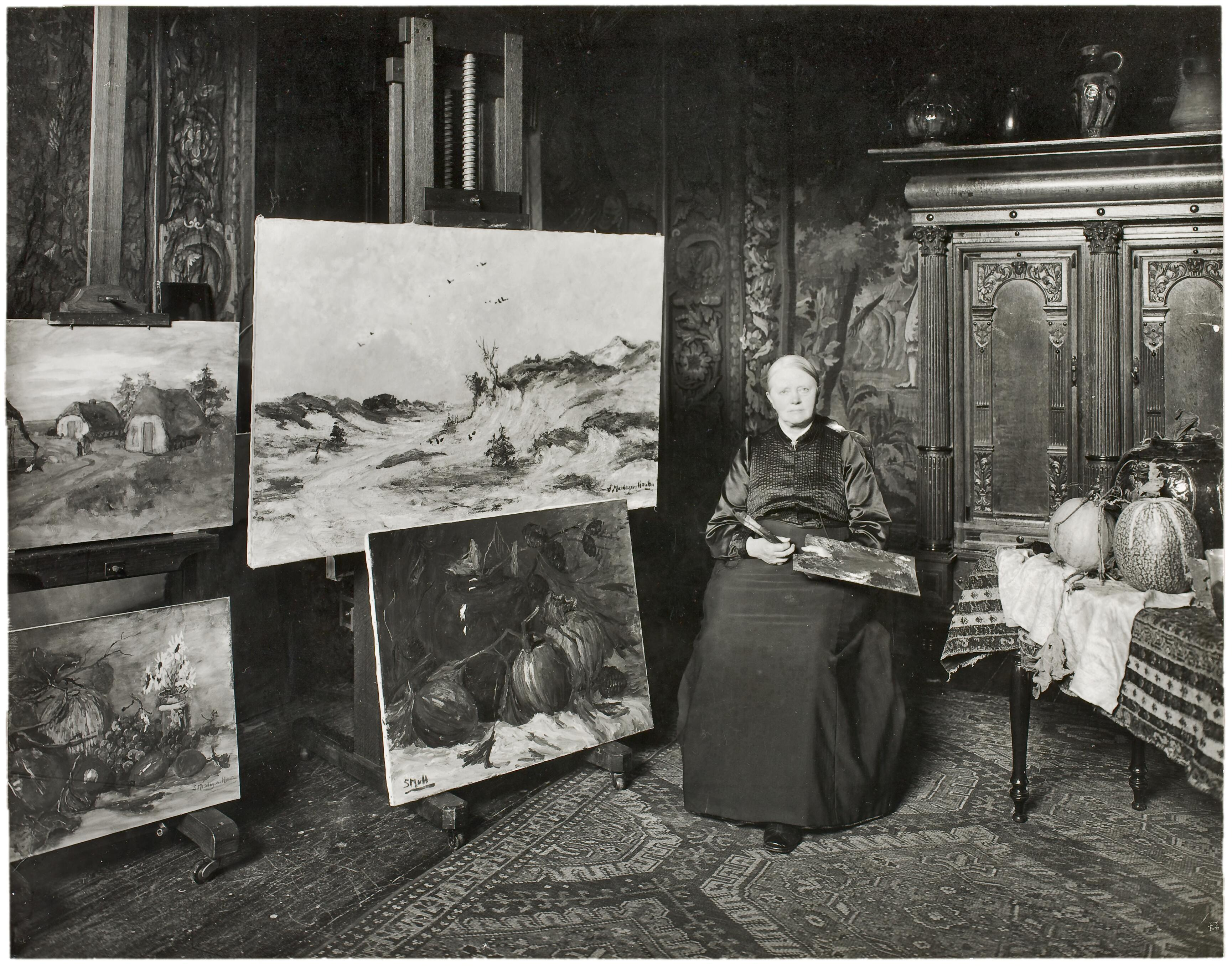
Sientje Mesdag-van Houten
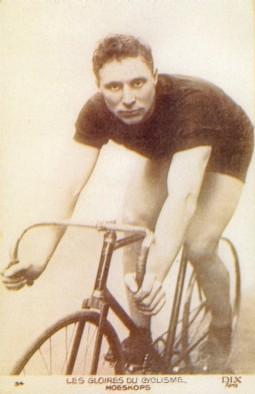
Piet Moeskops
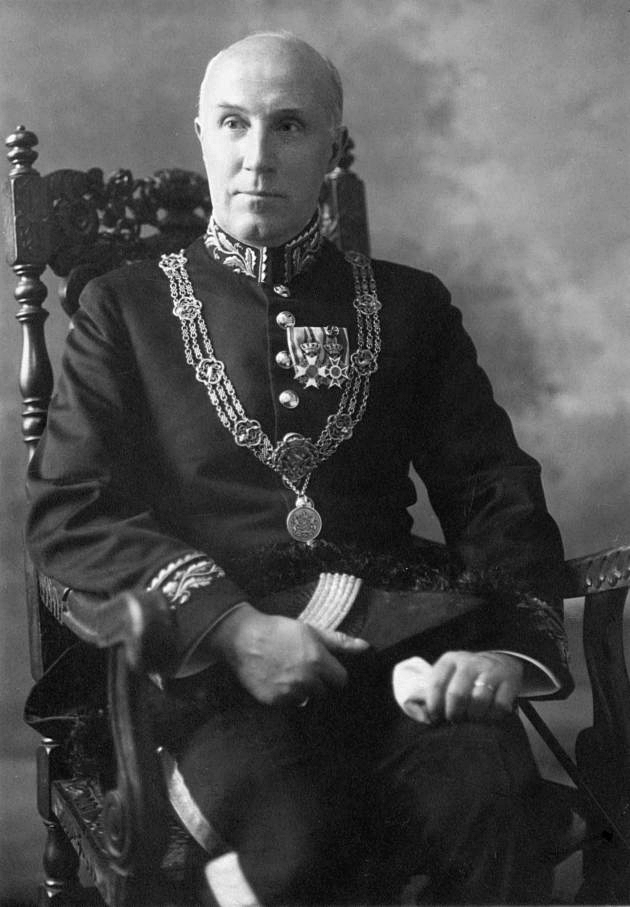
S.J.R. de Monchy
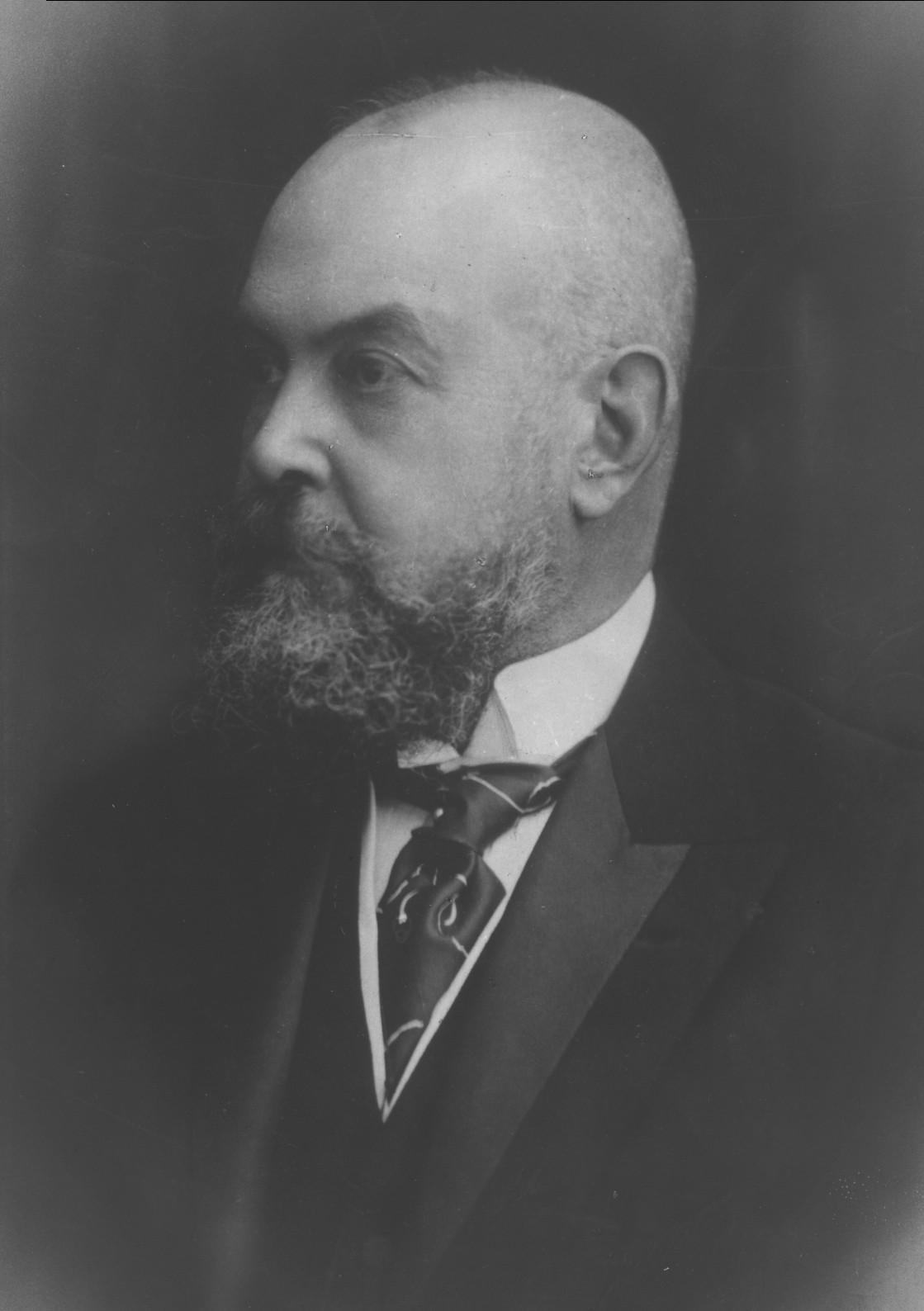
H.P.N. Muller

## N
- Lambertus Neher (1889-1967), politicus, verzetsstrijder tijdens de Tweede Wereldoorlog en topman van de PTT
- Albert Neuhuys (1844-1914), schilder van de Haagse School, aquarellist, etser en lithograaf
- Adriaan Johan Charles de Neve (1857-1913), assistent-resident te Atjeh, ridder Militaire Willems-Orde
- Gerardus Philippus Marius van der Noordaa (1847-1904), majoor, ridder Militaire Willems-Orde
- Aad Nuis (1933-2007), politicus van Democraten 66 (D66), dichter, staatssecretaris van Cultuur en journalist

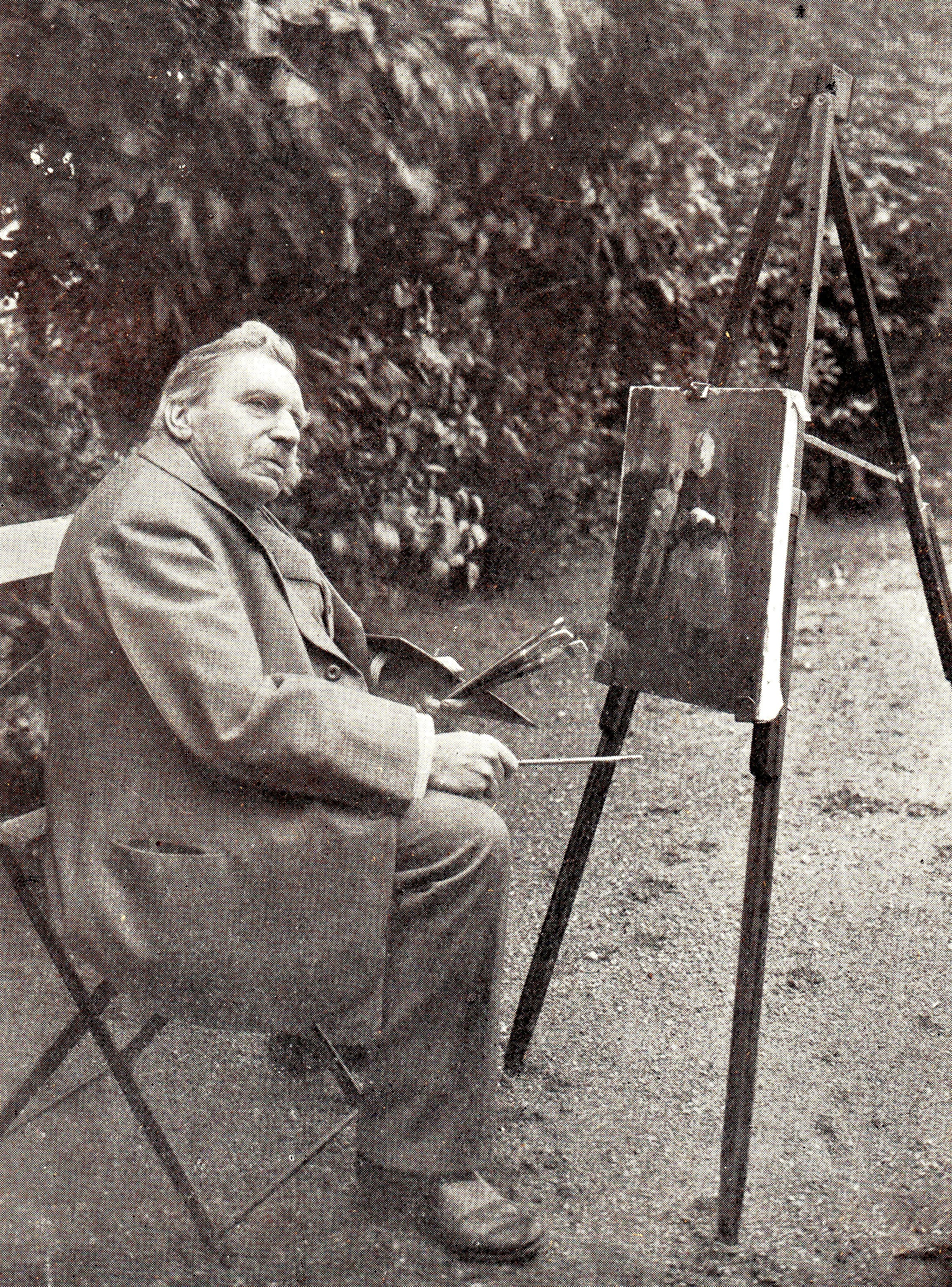
Albert Neuhuys
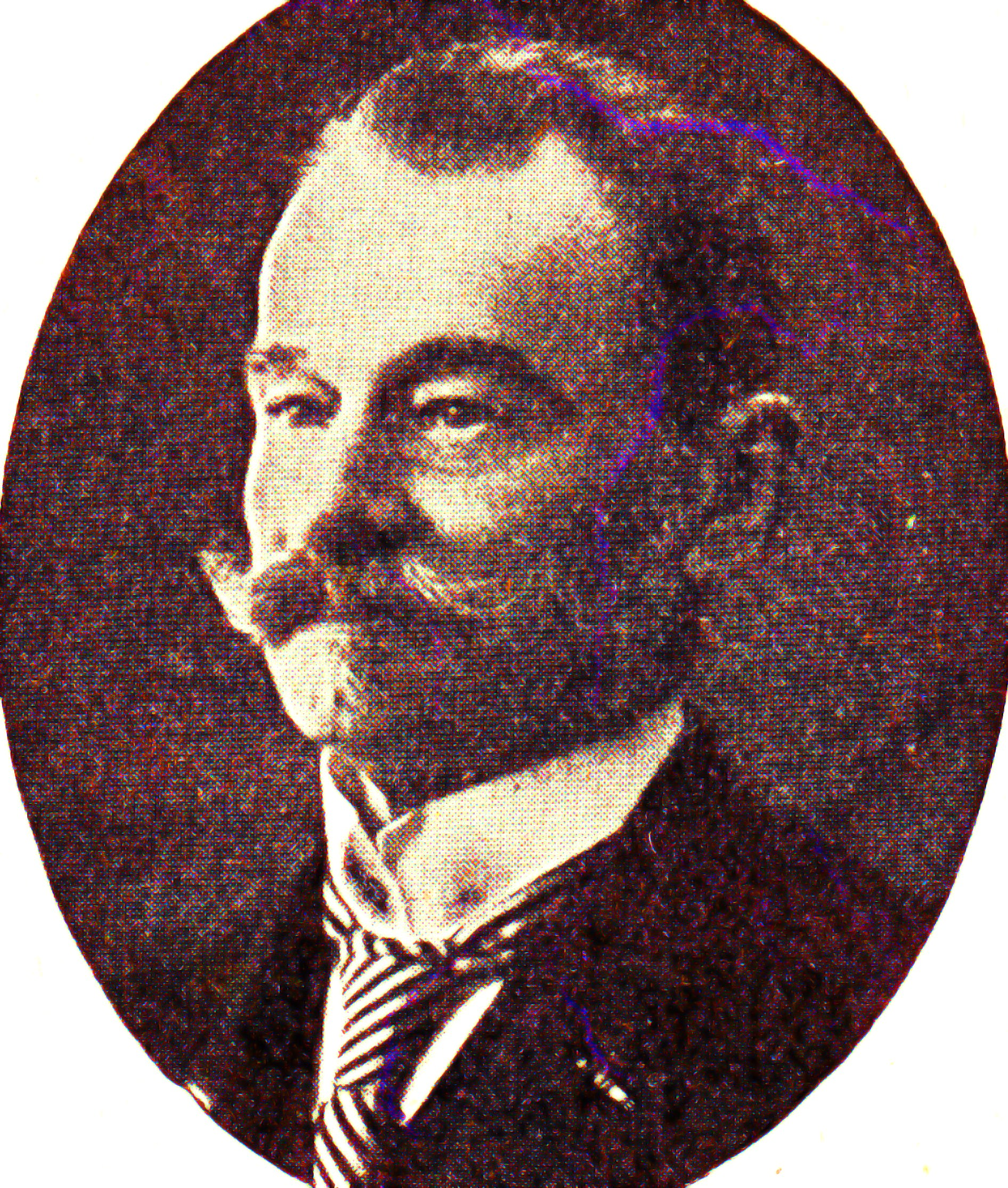
A.J.C. de Neve
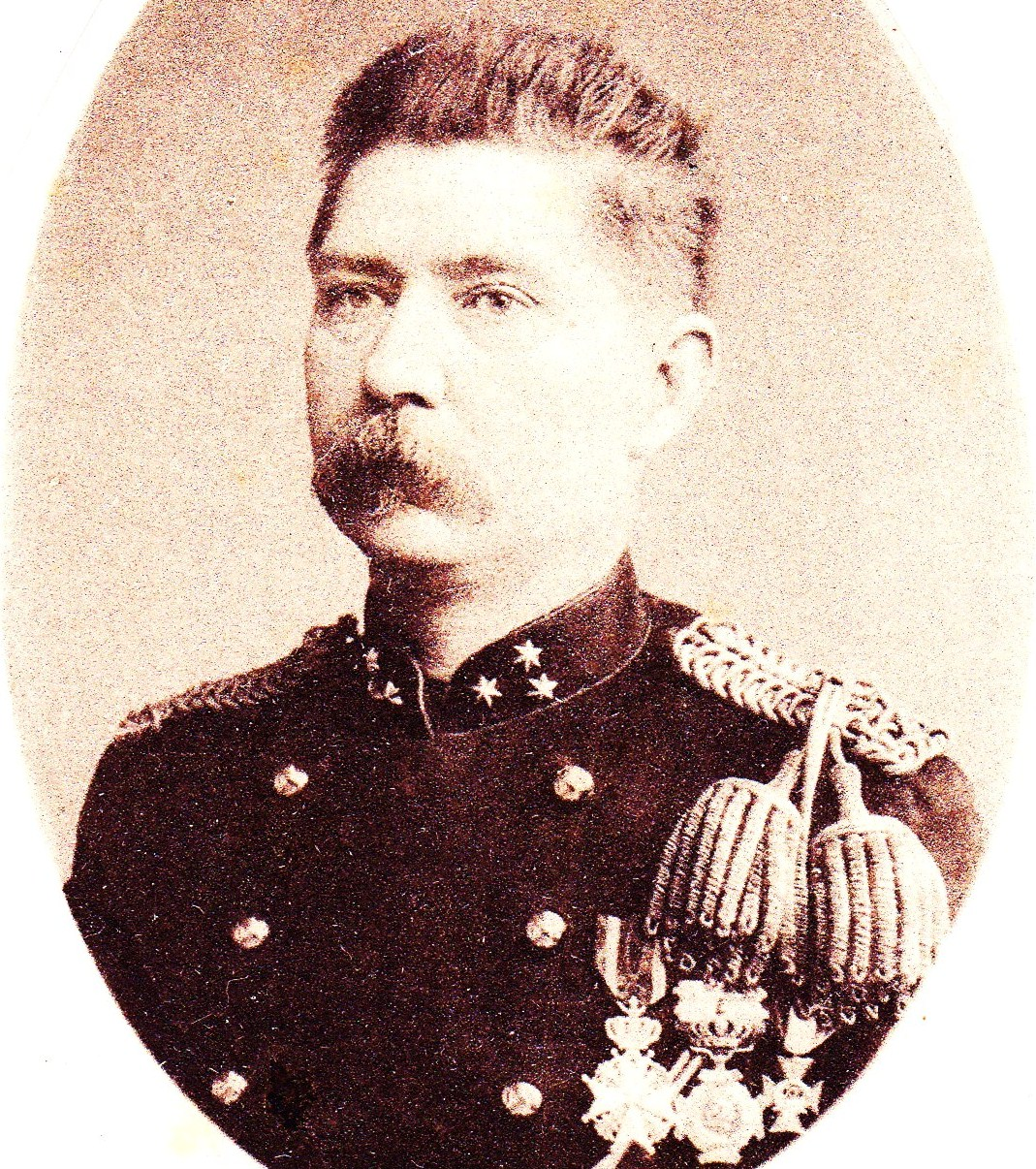
G.P.M. van der Noordaa

## O
- Antonie Frederik Jan Floris Jacob van Omphal (1788-1863), luitenant-generaal

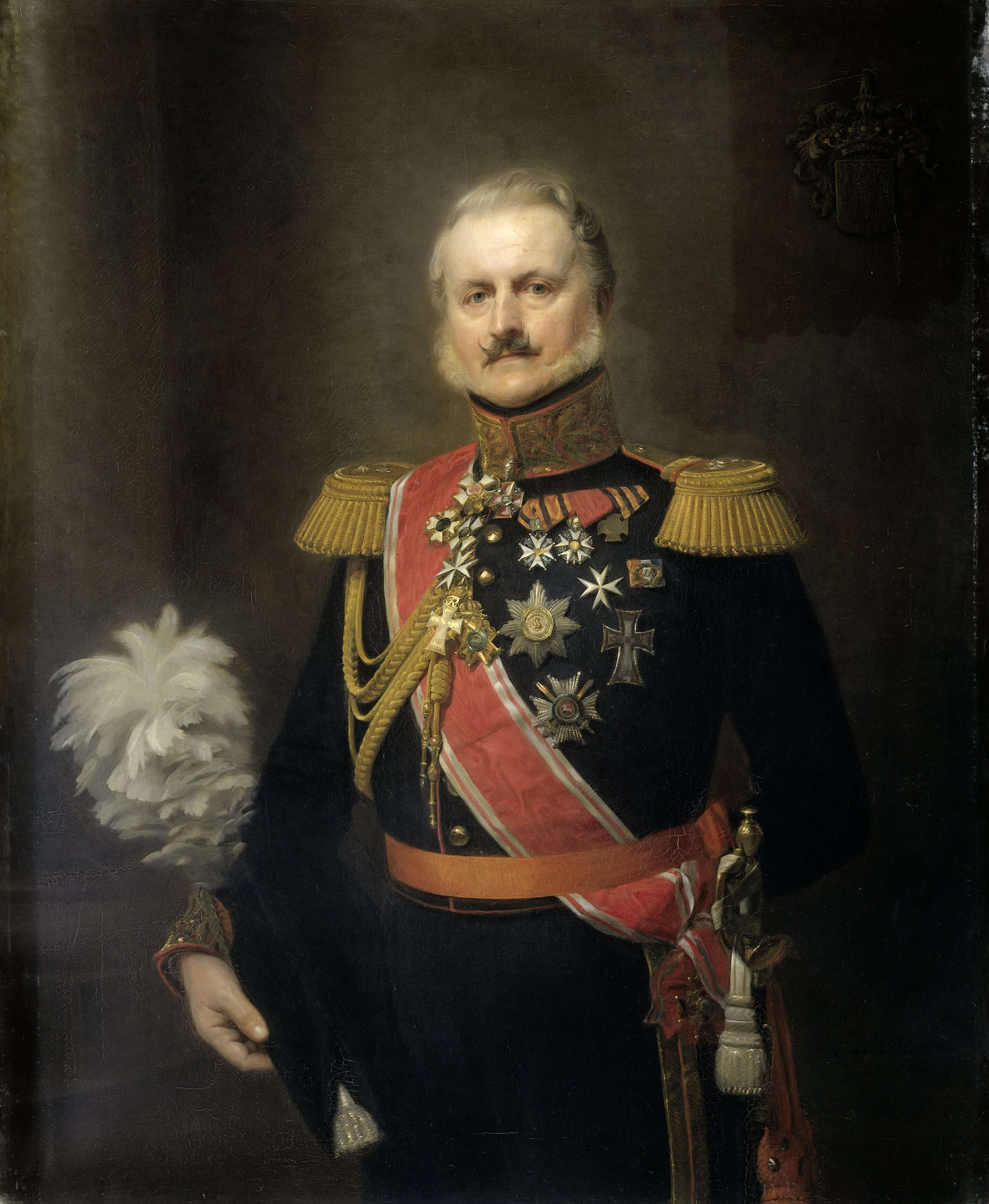
A.F.J.F.J. van Omphal

## P
- Jan Pieter Paauwe (1872-1956), predikant
- Charlotte van Pallandt (1898-1997), Nederlandse schilder en beeldhouwster
- Jean-Louis Pisuisse (1880-1927), zanger en cabaretier
- Nicolaas Jules Cesar van Polanen Petel (1855-1922), kapitein Koninklijk Nederlandsch-Indisch Leger
- Johannes Tak van Poortvliet (1839-1904) Nederlands politicus
- Willem Frederik Pop (1858-1931), minister van Oorlog
- Lodewijk Nicolaas Post de Jong (1932-2003), kunstschilder
- Jan Prins (dichter) alias C.L. Schepp (1876-1948), dichter en vertaler

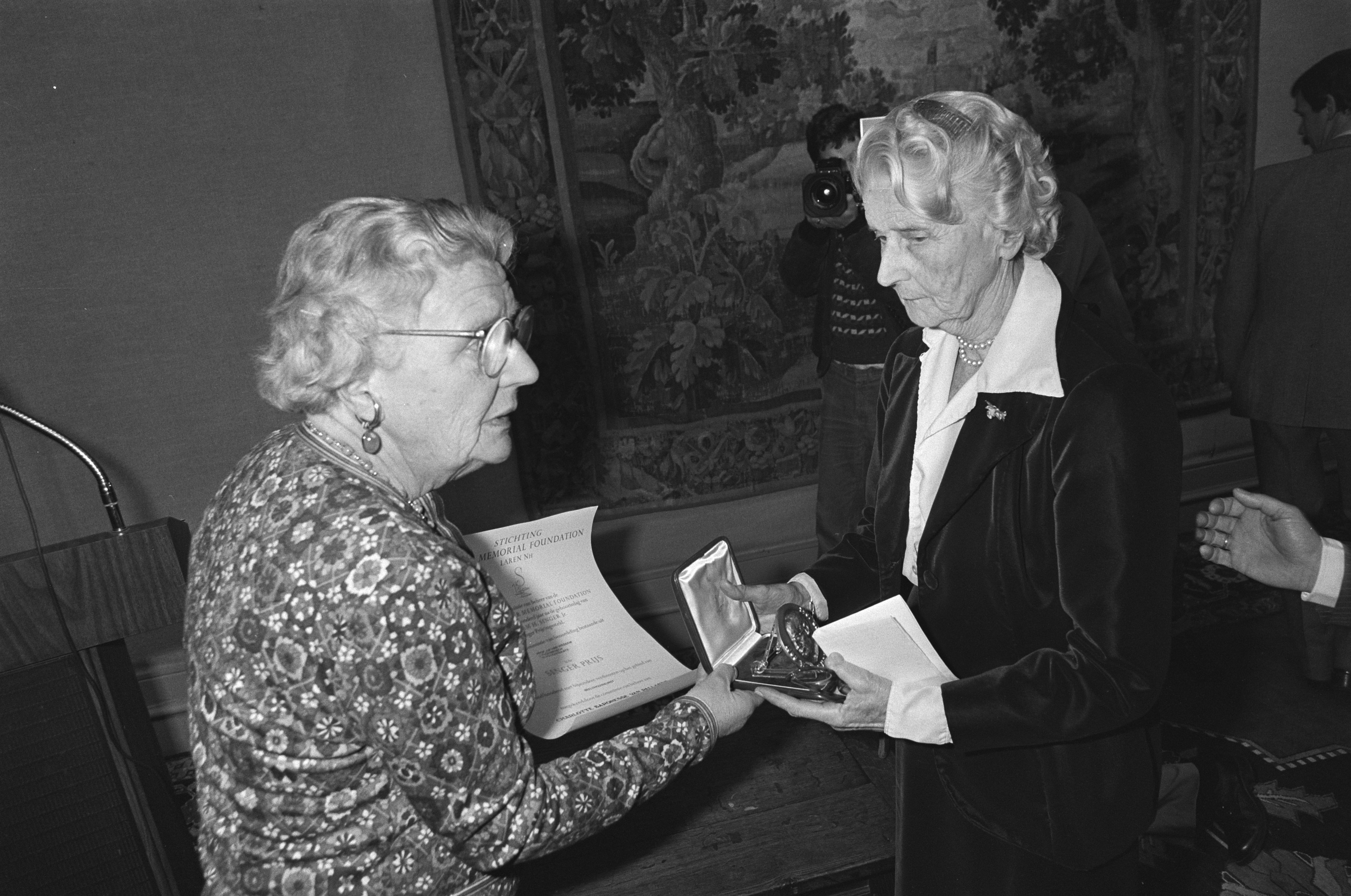
Charlotte van Pallandt
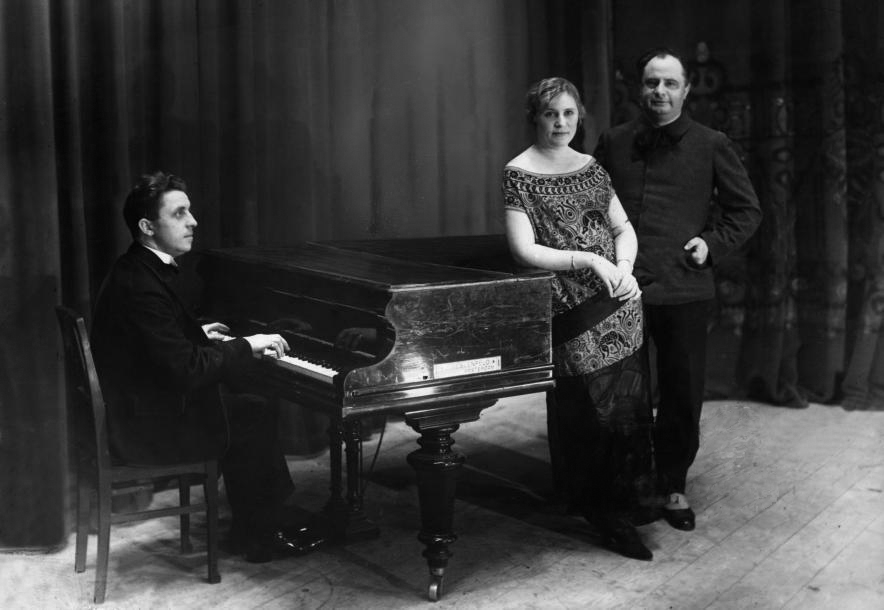
Jean-Louis Pisuisse
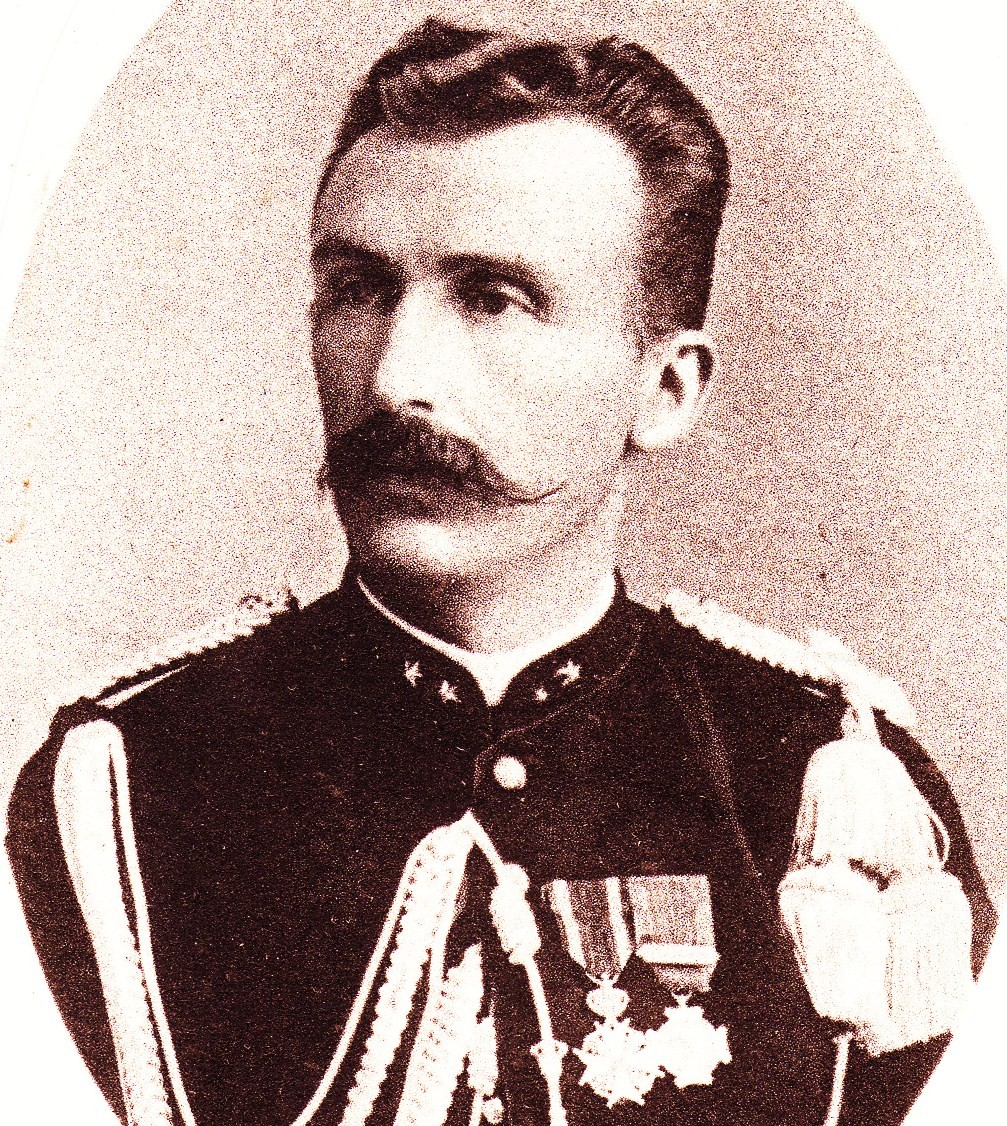
N.J.C. van Polanen Petel
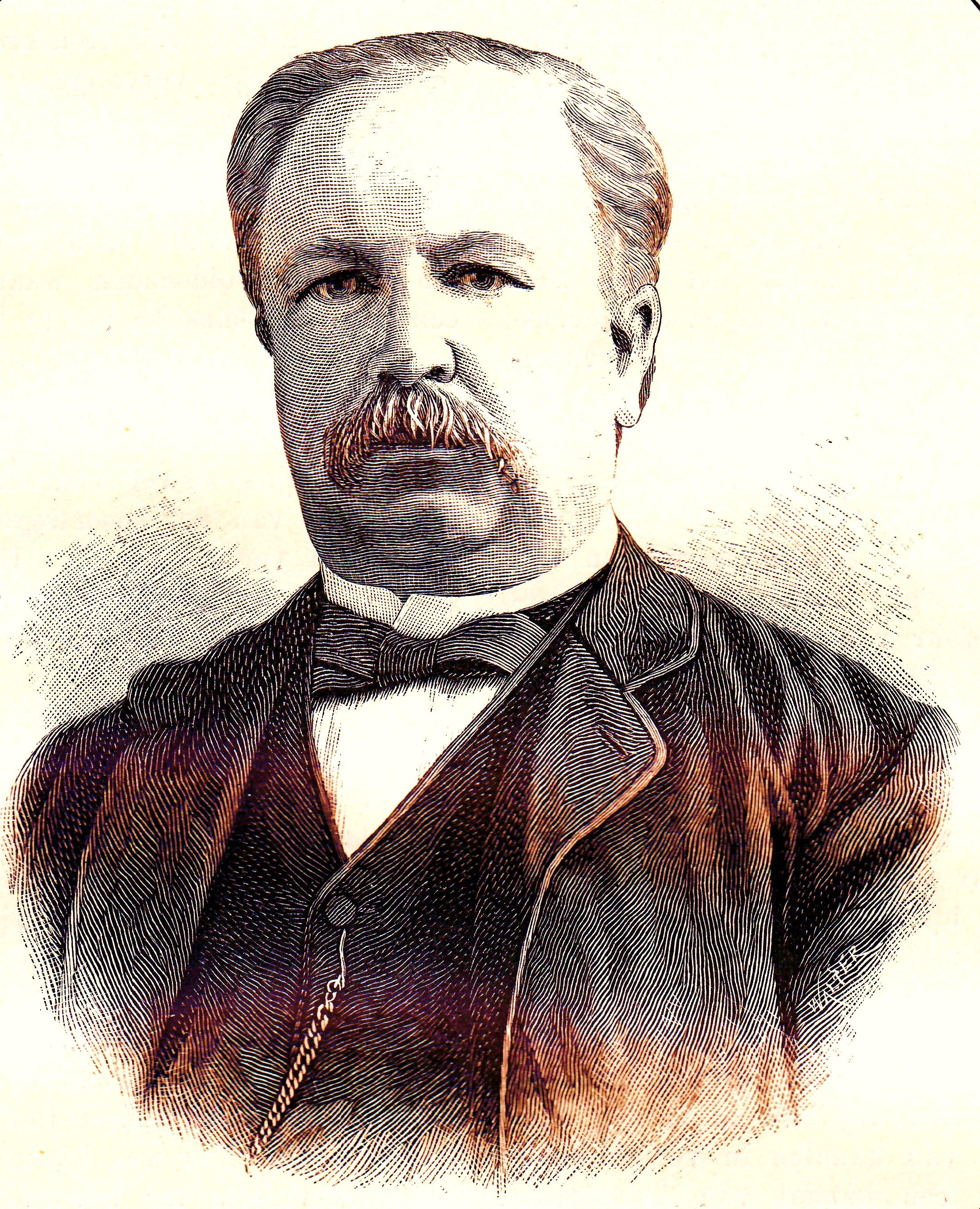
J.P.R. Tak van Poortvliet
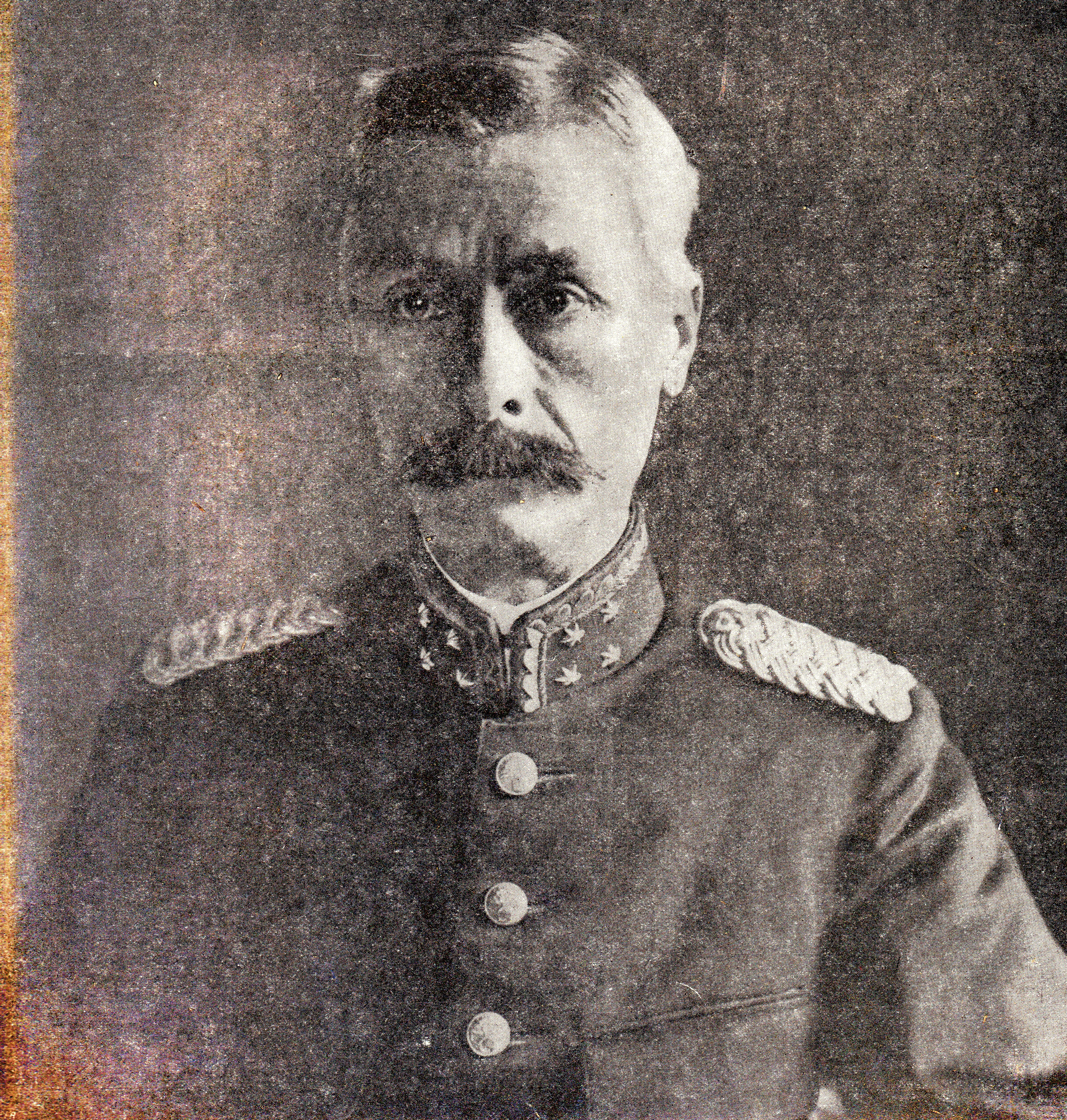
W.F. Pop

## Q
- Huibert Quispel (1841-1921), vice-admiraal, officier Militaire Willems-Orde

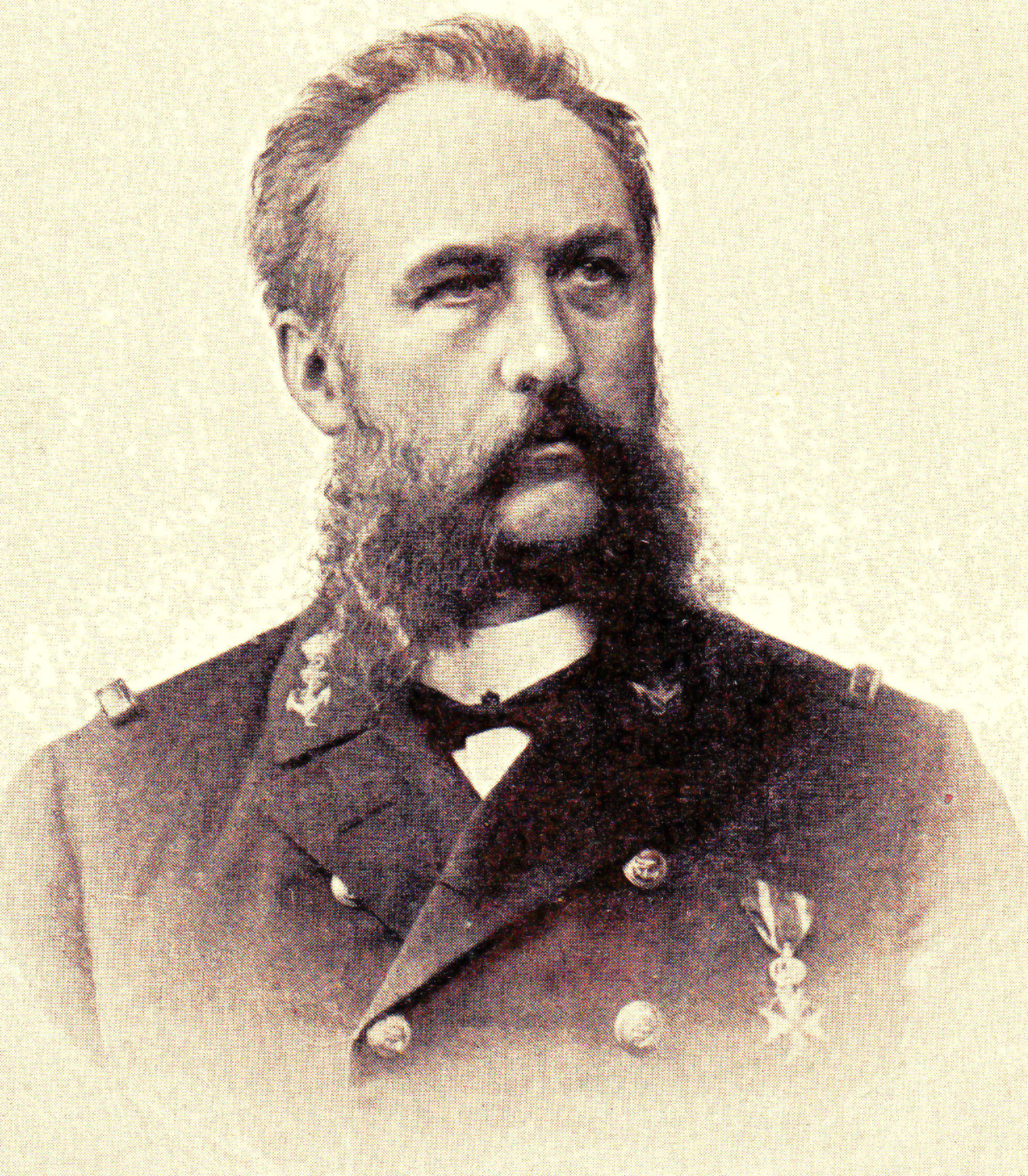
H. Quispel

## R
- Johan Hendrik Ram (1861-1913), luchtvaartpionier, officier en oorlogsverslaggever; vriend van Louis Couperus
- Frederik Regout (1858-1937), oprichter aardewerkfabriek Frederik Regout & Co. (1891-1896), mede-oprichter tingieterij Urania (1903-1910)
- Zeger Reyers (1789-1857), Nederlands architect, hij ontwierp verschillende classicistische gebouwen
- Paul du Rieu (1859 (?)-1901), architect
- Julius Constantijn Rijk (1814-1891), viceadmiraal, commandeur Militaire Willems-Orde
- Pieter Rink (1851-1941), politicus
- Willem Cornelis Rip (1856-1922) kunstschilder
- Suze Robertson (1855-1922), schilderes, tekenares en echtgenote van Richard Bisschop
- Jacob Alexander Röell (1838-1924), Nederlands militair en politicus uit het regentengeslacht Röell
- Albert Johan Roest (1837-1920), burgemeester van Den Haag van 1887 tot 1897
- Henk Roomberg (1895-1945), voetballer
- Leonardus Johannes Warnerus van Rouveroy (1818-1897), majoor, ridder Militaire Willems-Orde
- Leonard Henri Ruyssenaers (1850-1913), secretaris-generaal Hof van Arbitrage

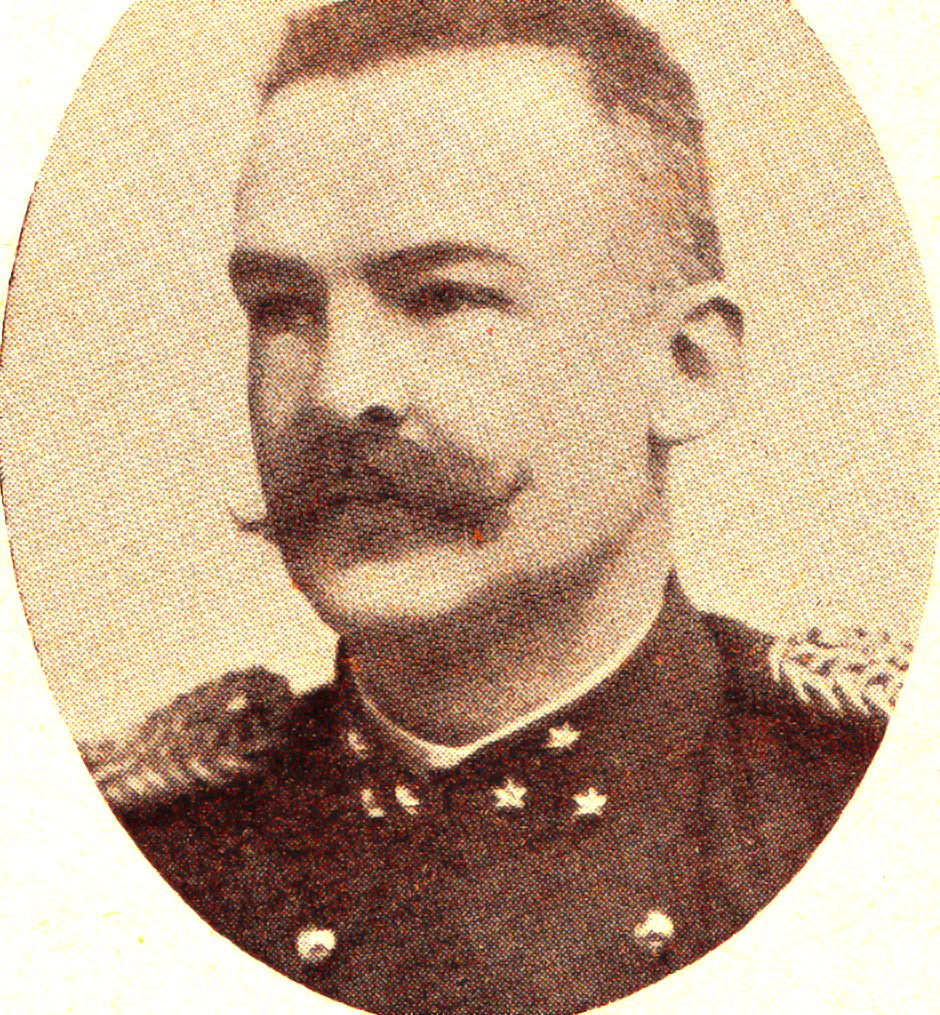
J.H. Ram
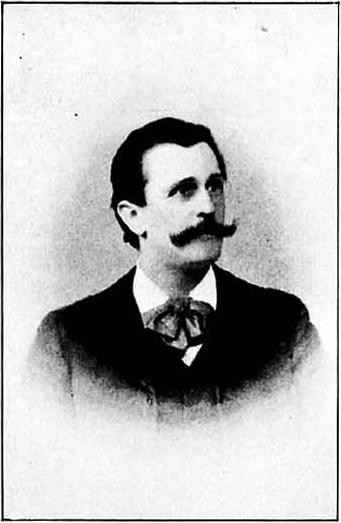
P. du Rieu
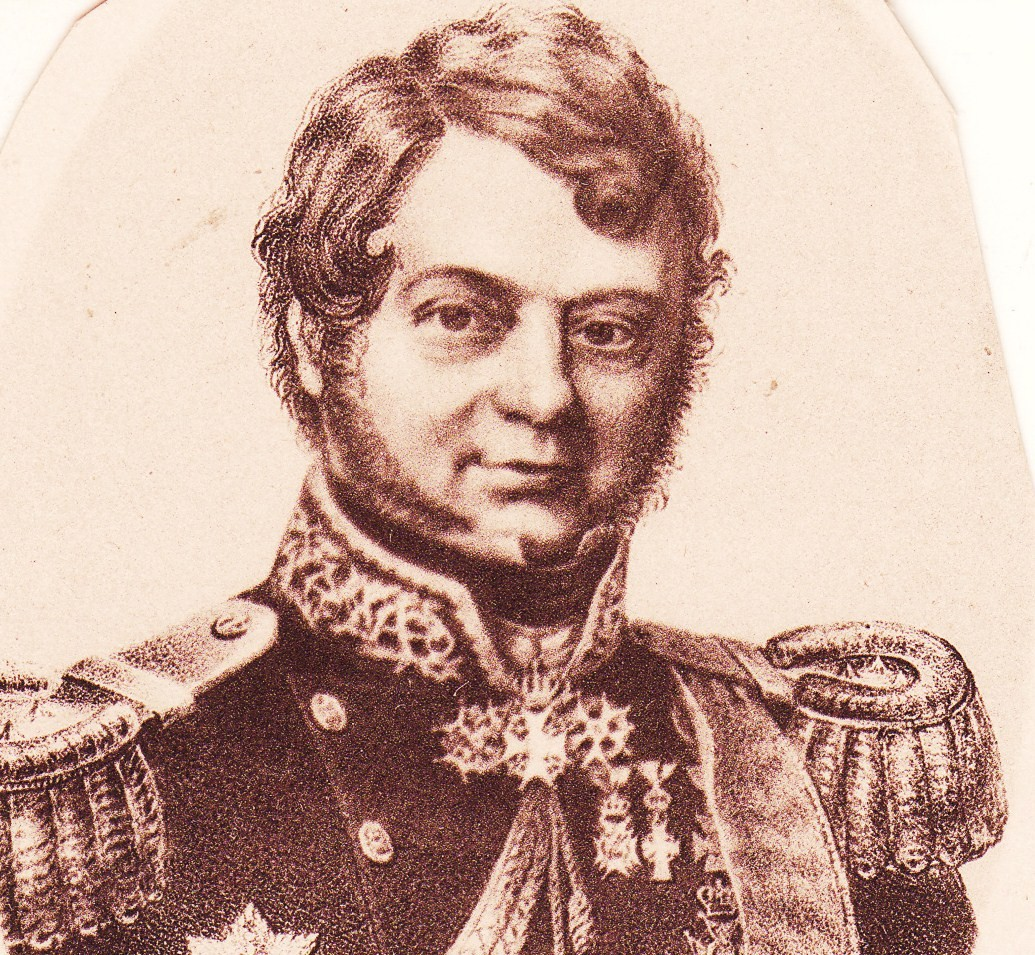
J.C. Rijk
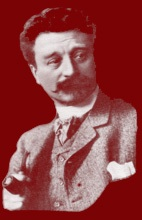
W.C. Rip
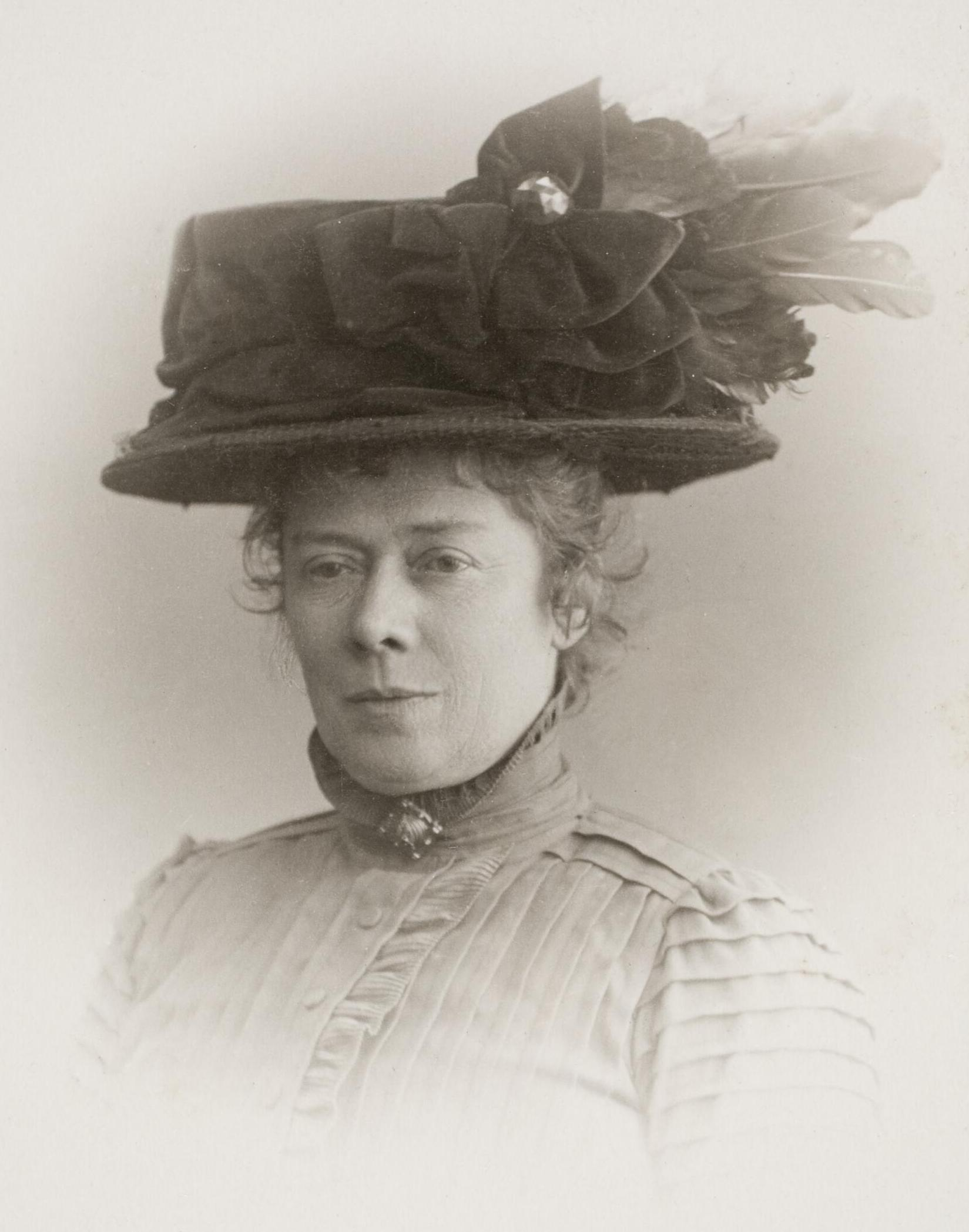
Suze Robertson
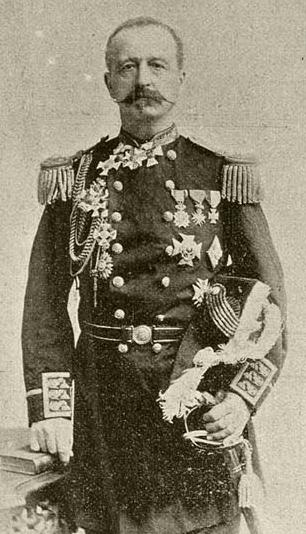
J.A. Röell
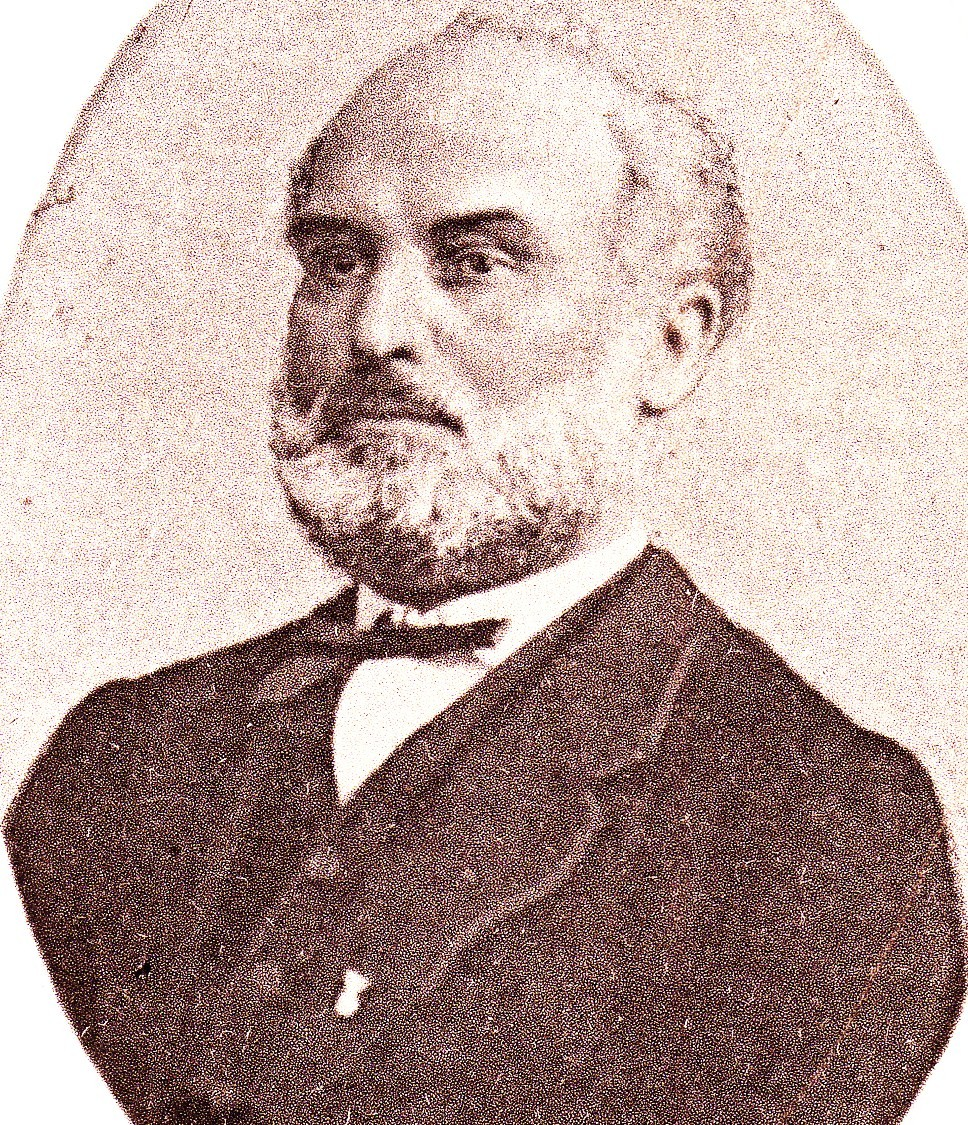
L.J.W. van Rouveroy
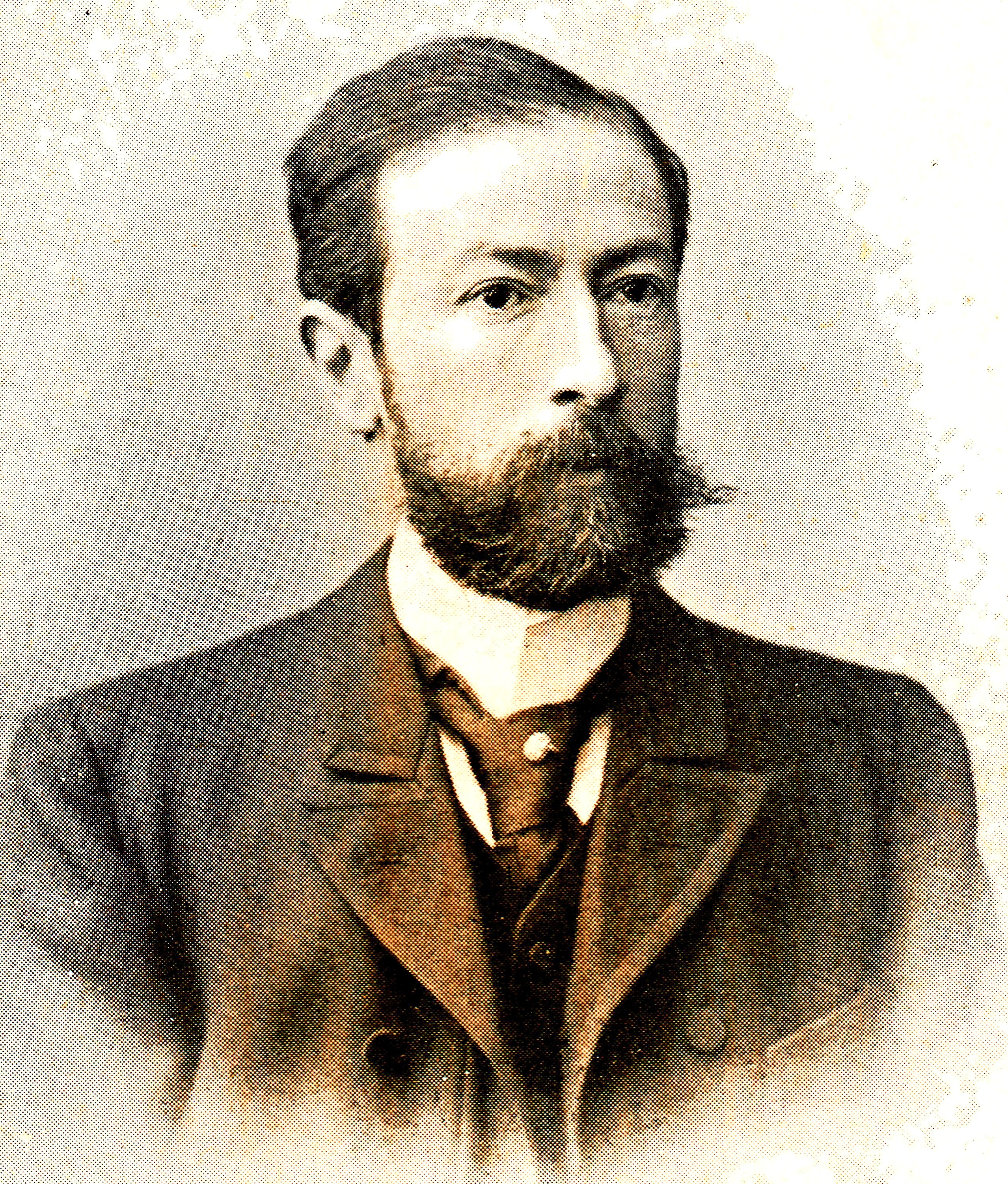
L.H. Ruyssenaers

## S
- Alexander de Savornin Lohman (1837-1924), politicus
- Catharina Anna Maria Spoor-de Savornin Lohman, (1868-1930), schrijfster, critica en journaliste
- Pieter Scharroo (1883-1963), kolonel, bevelhebber Nederlandse troepen bij bombardement van Rotterdam
- Andreas Schelfhout (1787-1870), schilder
- Jakob van Schevichaven (1866-1935), detectiveschrijver onder de naam Ivans
- Adriaan A. Schoevers (1891-1965), oprichter van Instituut Schoevers in 1913.
- Aegidius Clemens August Schönstedt (1811-1881), luitenant-generaal, ridder Militaire Willems-Orde
- Maria Sickesz (1923-2015), grondlegger van orthomanuele therapie
- Leo Simons (1862-1932), schrijver en uitgever
- Jan Elias Nicolaas Sirtema van Grovestins (1842-1919), luitenant-generaal, ridder Militaire Willems-Orde
- Johan Cornelis Gerard De Slegte (1899-1961), boekhandelaar
- Cees Slinger (1929-2007), Nederlands jazzpianist
- Louis Philip Jacob Snabilié (1797-1865), officier van gezondheid, ridder Militaire Willems-Orde
- Cornelis Jacobus Snijders (1852-1939), luitenant-generaal, ridder Militaire Willems-Orde
- Aarnout Marinus Snouck Hurgronje (1882-1951) Nederlands politicus
- Albert Snouck Hurgronje (1903-1967), voetballer
- Alfred van Sprang (1917-1960), journalist
- Jan Springer (1850-1915), architect
- Nicolaas Pieter van der Stok (1841-1907), officier van gezondheid, ridder Militaire Willems-Orde
- Kick Stokhuyzen (1930-2009), televisiepresentator; stemacteur (Winnie de Poeh)
- Jacques Henri Leonard Jean Sweerts de Landas Wyborgh (1851-1912), viceadmiraal
- Jan van Swieten (1807-1888), commandant Koninklijk Nederlandsch-Indisch leger
- Egbert Willem Justinus baron Six, heer van Oterleek (1824-1901), president Algemene Rekenkamer

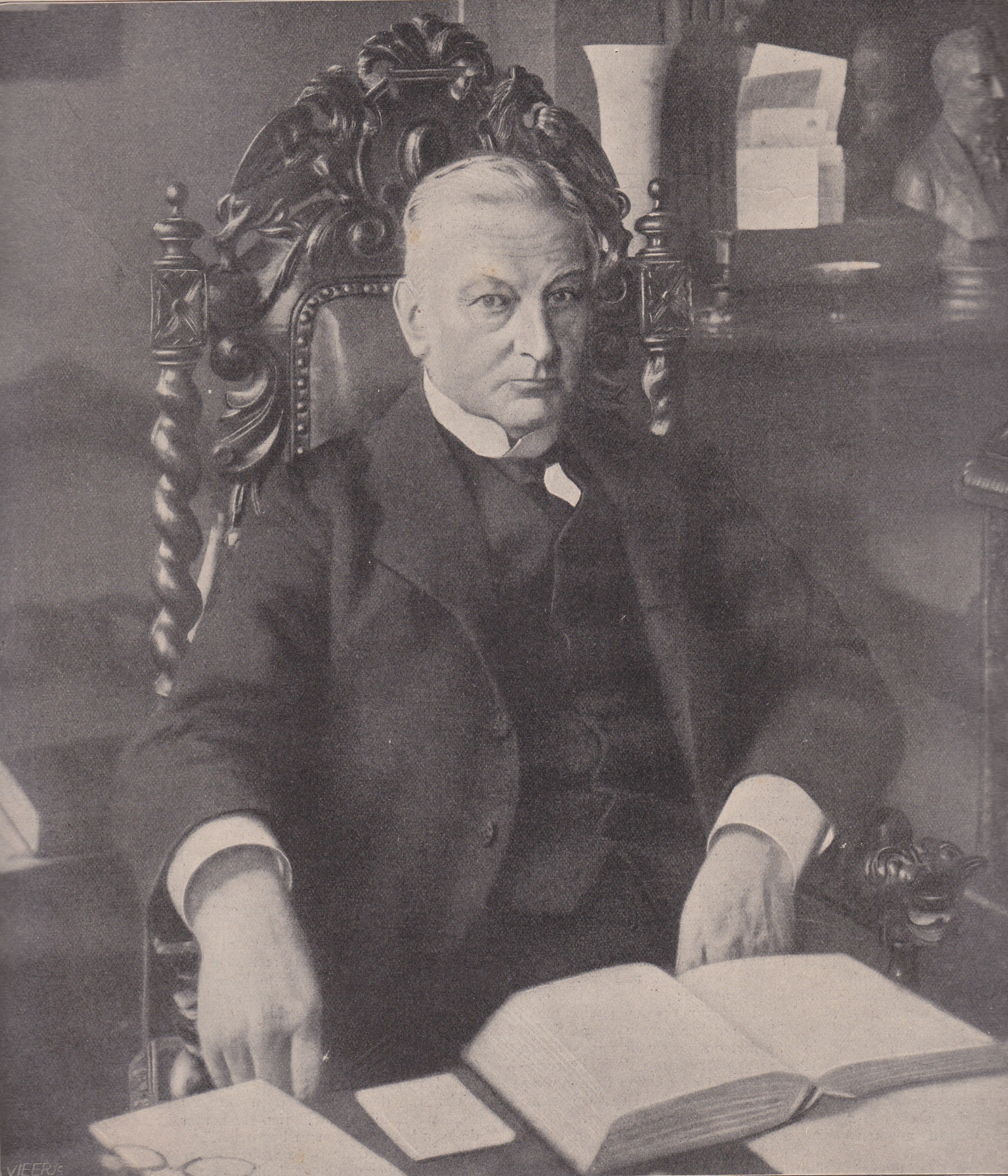
A.F. de Savornin Lohman
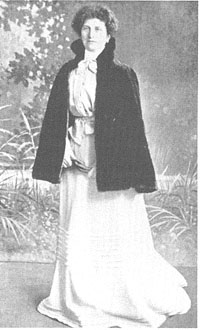
Anna de Savornin Lohman (1892)
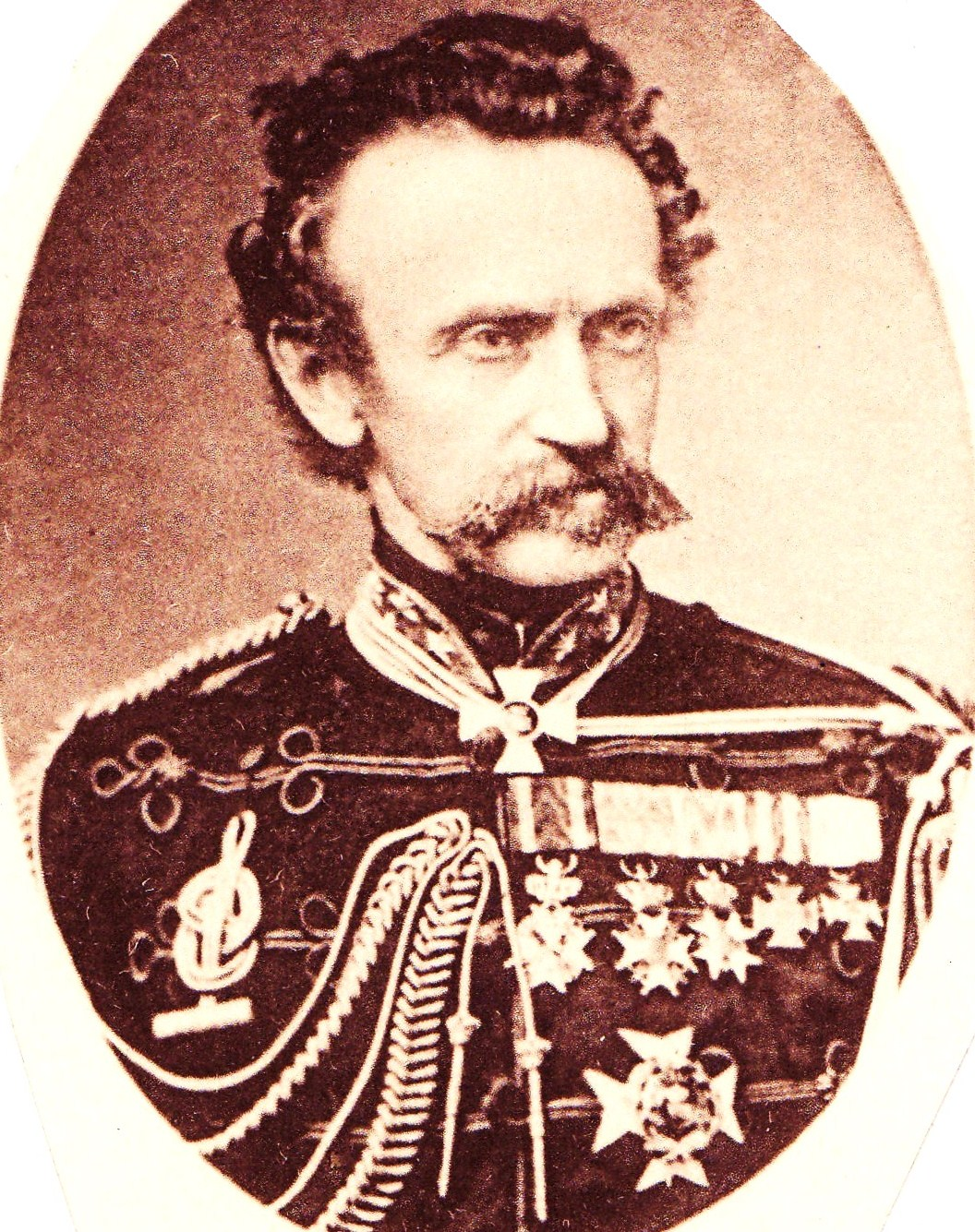
A.C.A. Schönstedt
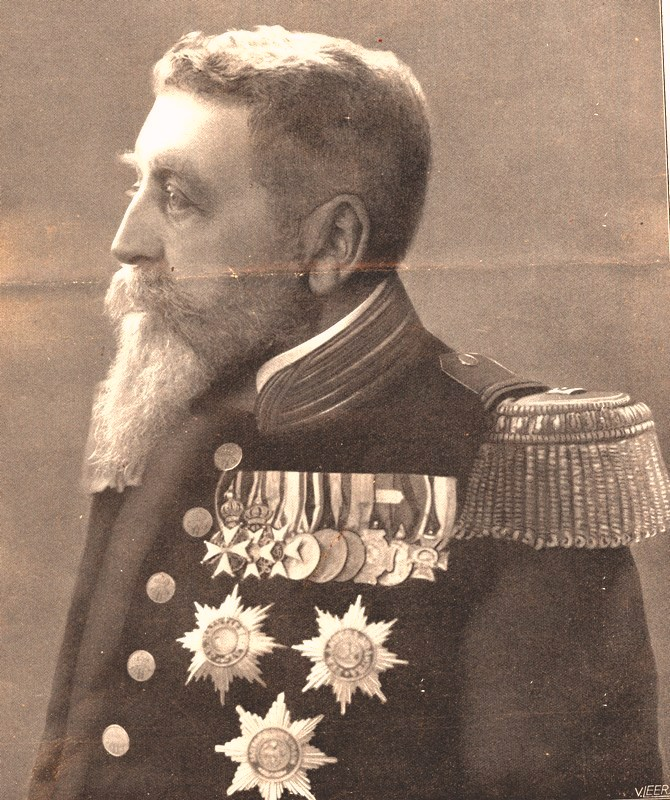
J.E.N. Sirtema van Grovestins
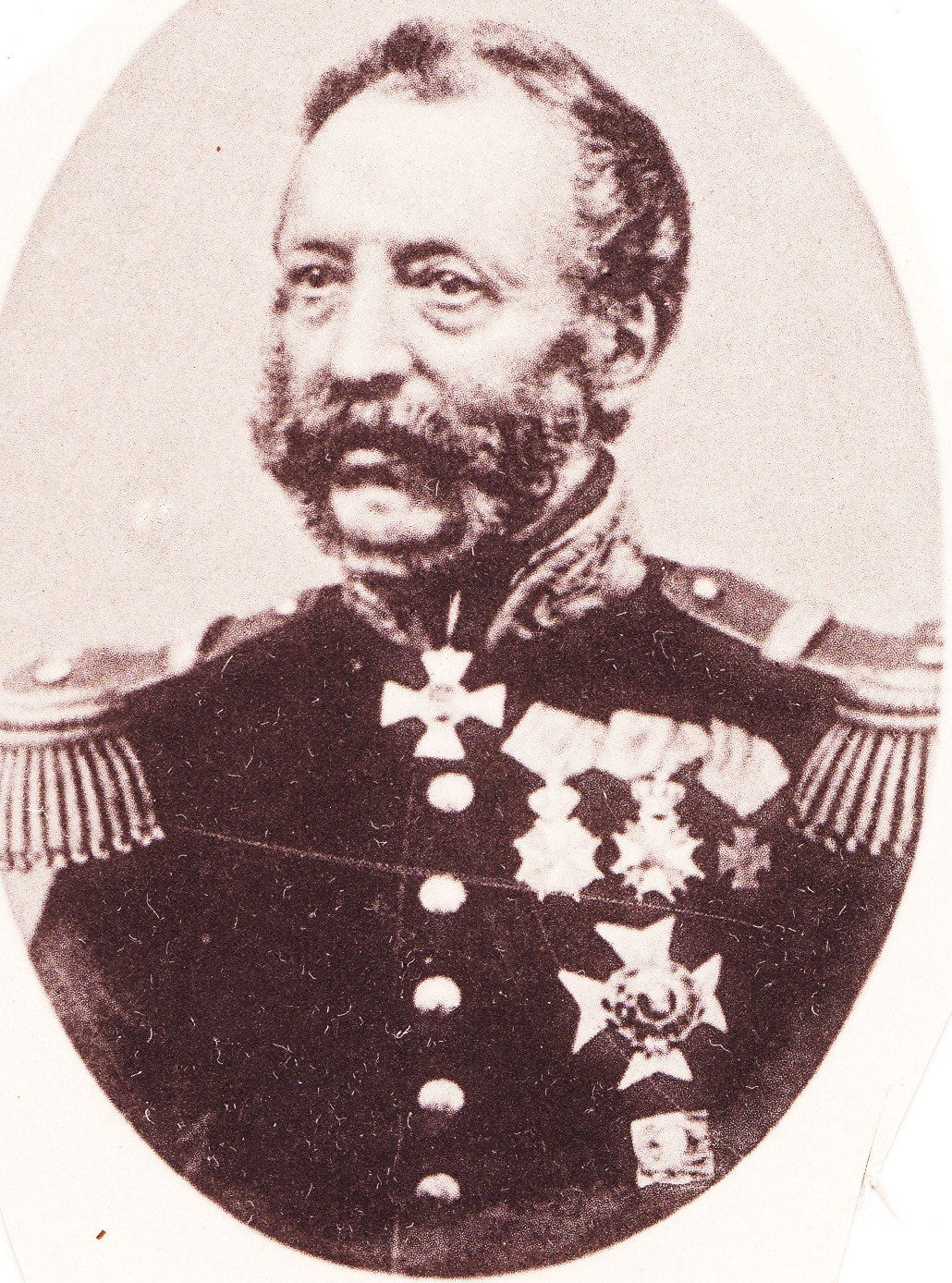
L.P.J. Snabilié
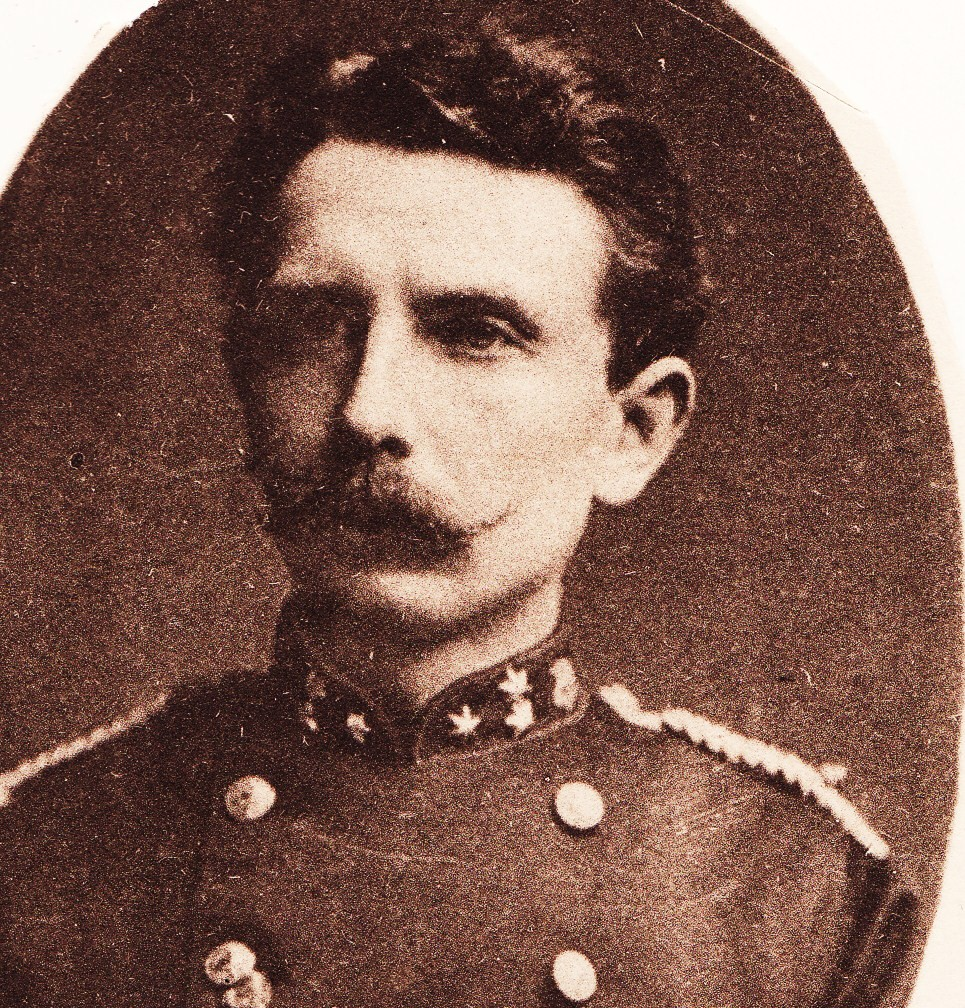
C.J. Snijders
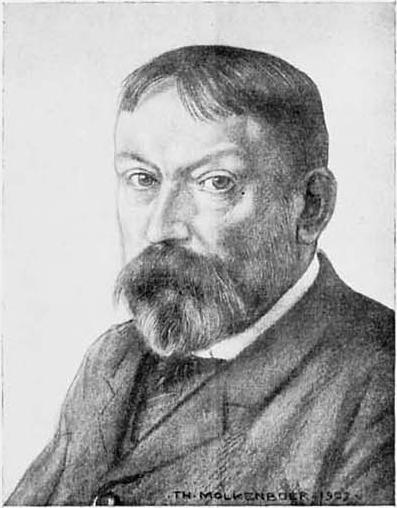
J.L. Springer
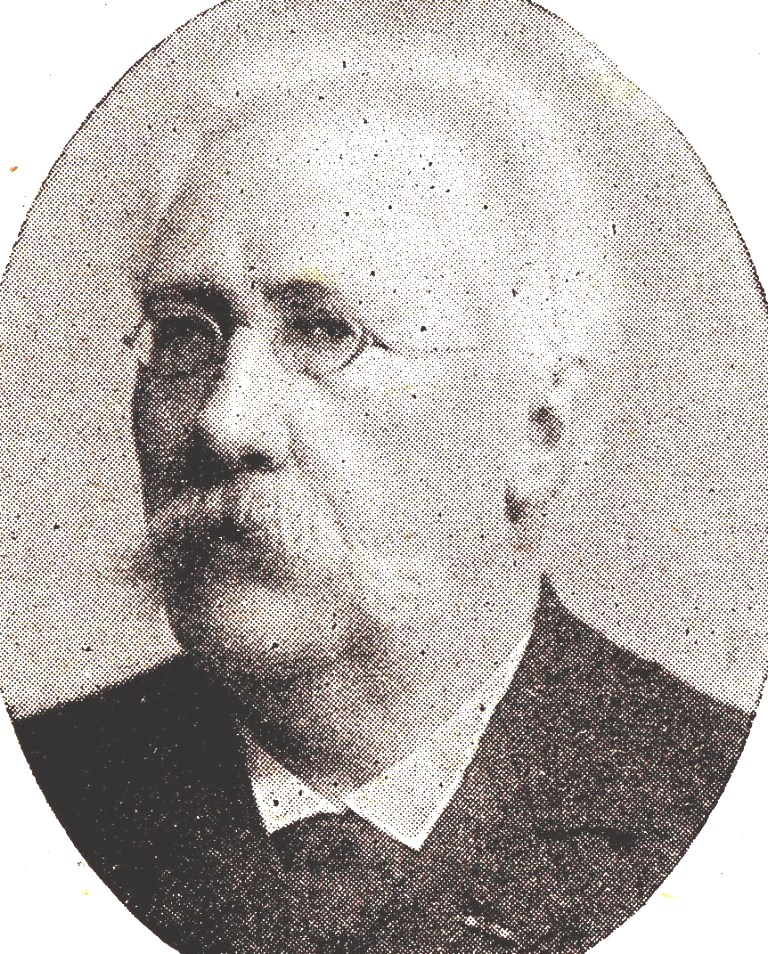
N.P. van der Stok
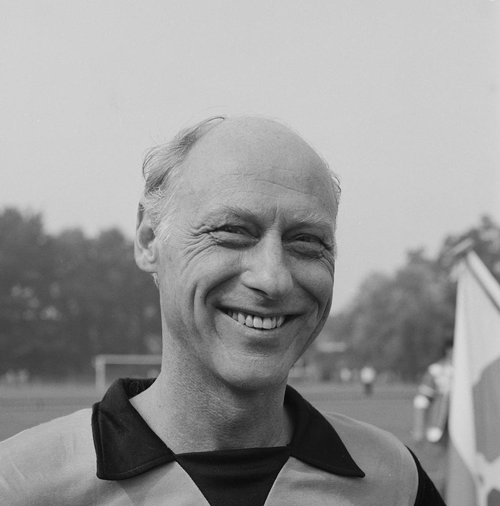
Kick Stokhuyzen
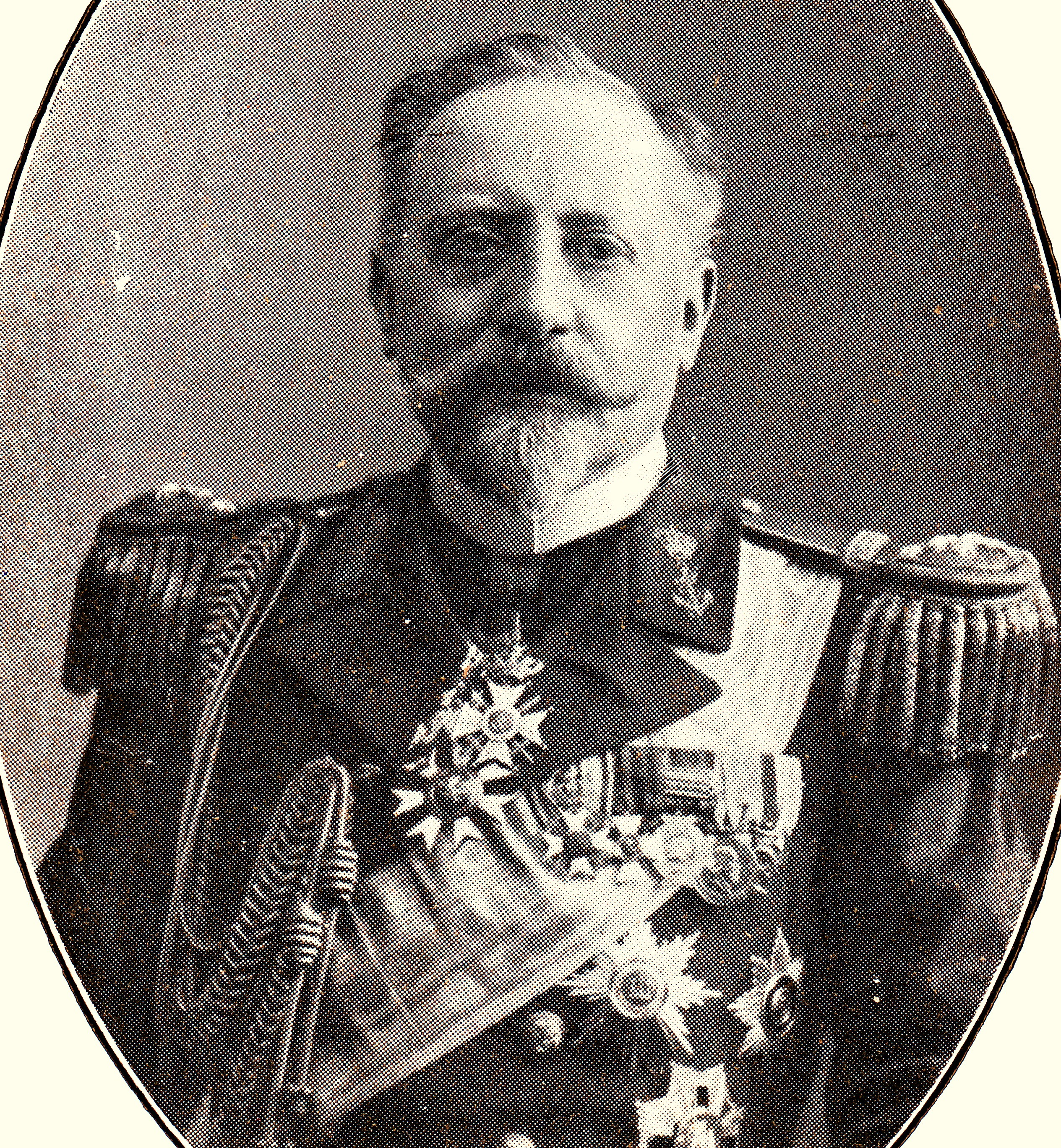
J.H.L.J. Sweerts de Landas Wyborgh
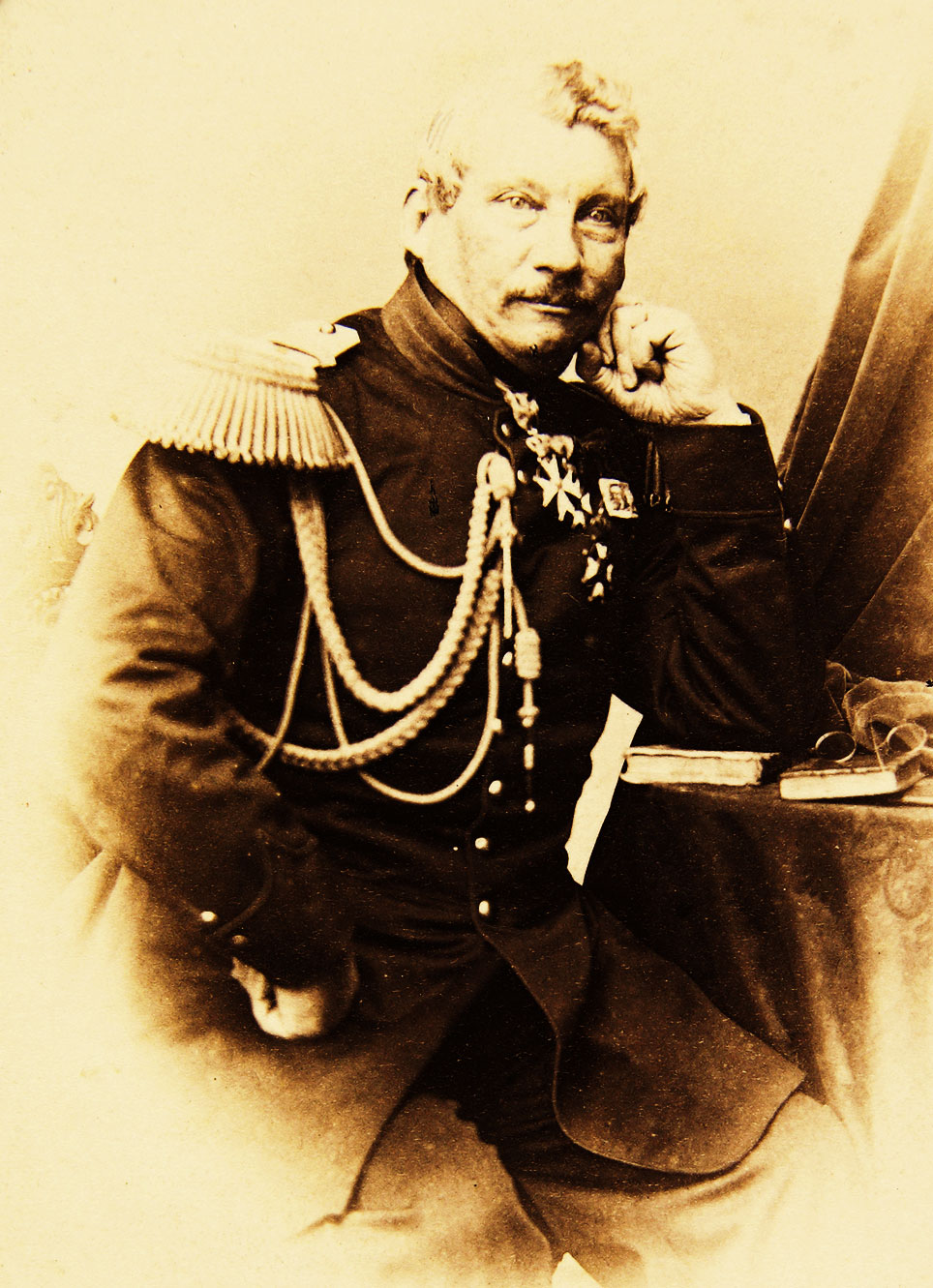
J. van Swieten

## T
- Adriën Telders (1843-1913), vicepresident Hoge Raad der Nederlanden
- Henricus Martinus Tersteege (1828-1916), luitenant-kolonel, officier Militaire Willems-Orde
- Aletta van Thol - Ruijsch (1860-1930), schilderes
- Hendrik Otto van Thol (1859-1902), schilder
- Hendrik Tilanus (1884-1966), politicus
- Jaap van Till (1900–1977), bankier
- Jan Tinbergen (1903-1994), econoom en natuurkundige
- Henriëtte Maria Louise Tinne-van Capellen (1796-1863), hofdame van Sophie van Württemberg en moeder van Alexine Tinne (1835-1869), Nederlandse ontdekkingsreizigster
- Frederik Willem Hendrik Tuinenburg (1857-1921), majoor Koninklijk Nederlandsch-Indisch Leger, ridder Militaire Willems-Orde
- Ernest Frederik Christiaan Hendrik Joan van Tuyll van Serooskerken (1850-1916), generaal-majoor

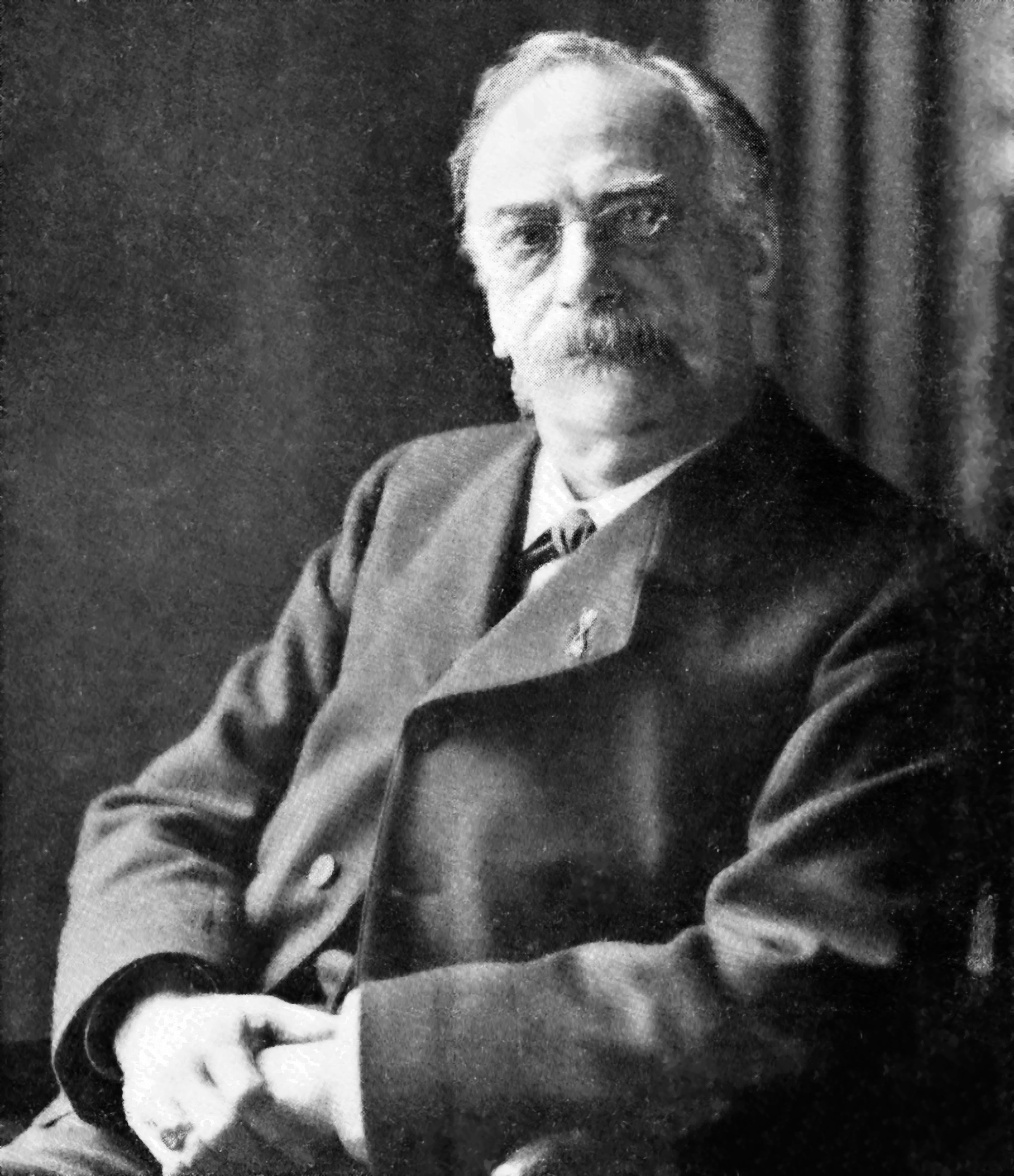
A. Telders
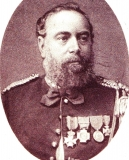
H.M. Tersteege
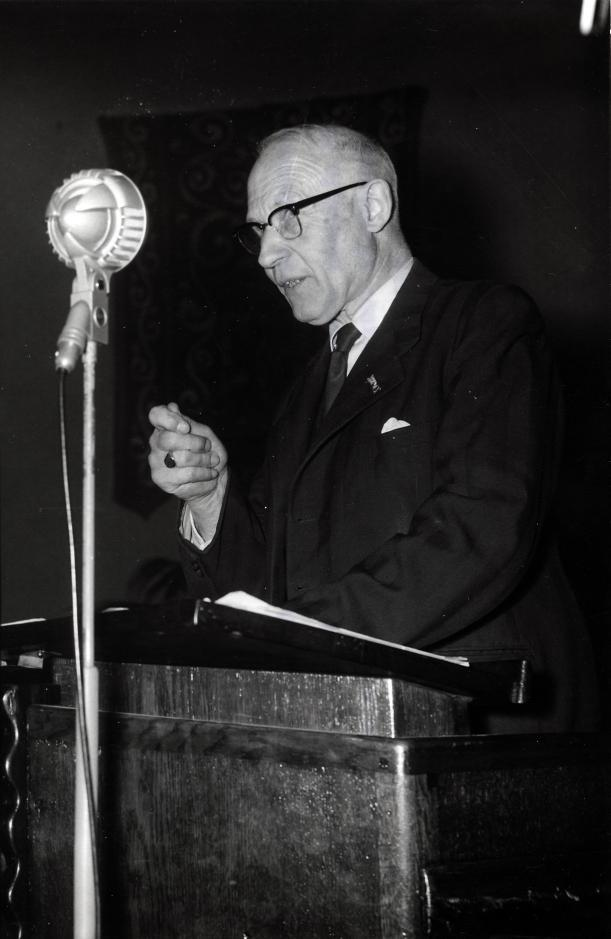
H.W. Tilanus
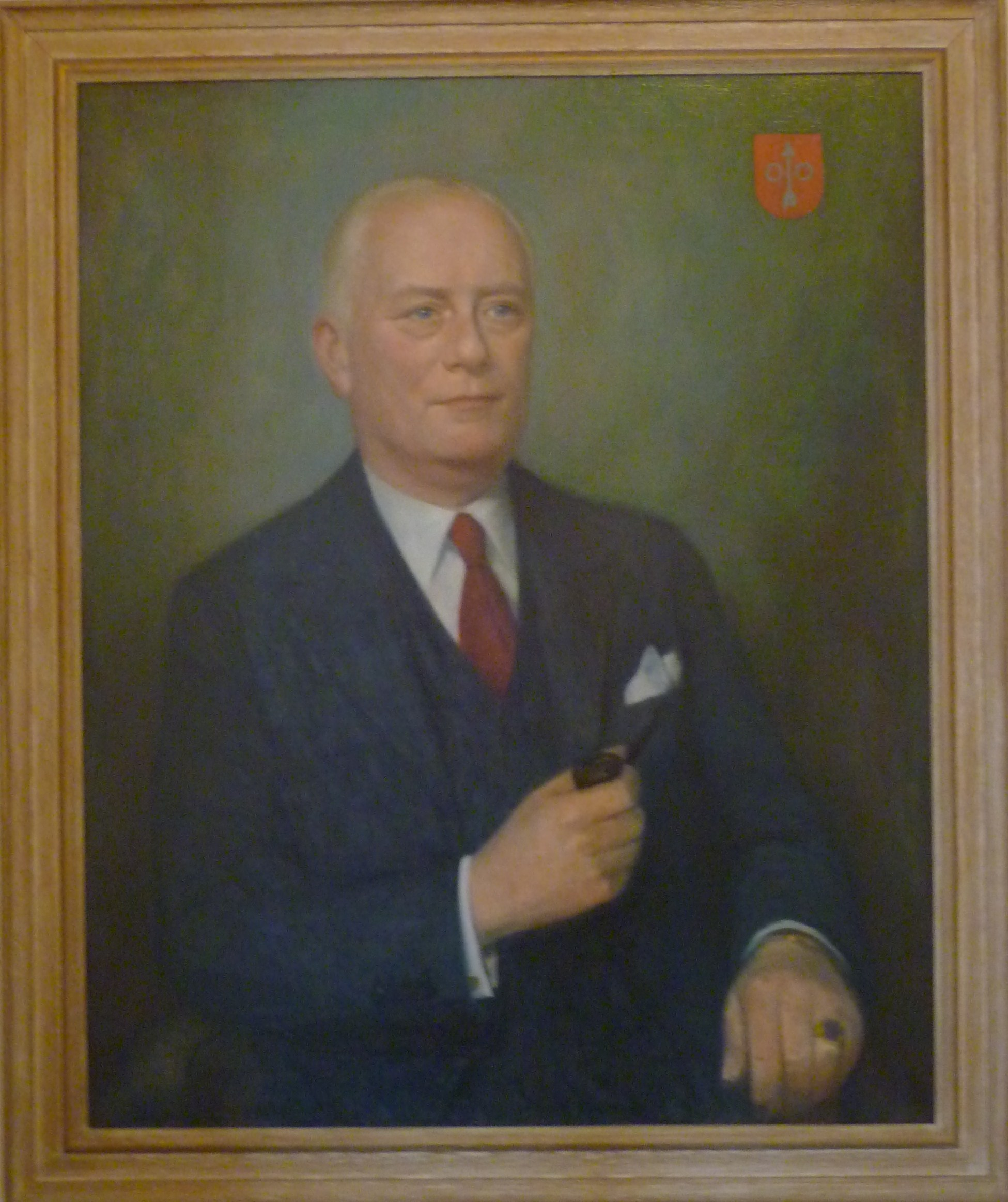
J.C.C. (Jaap) van Till
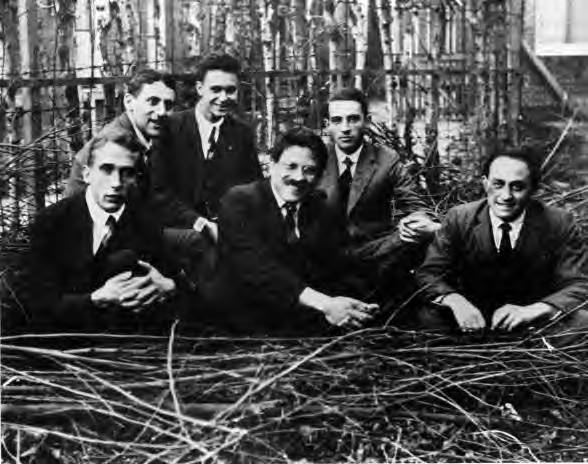
Jan Tinbergen
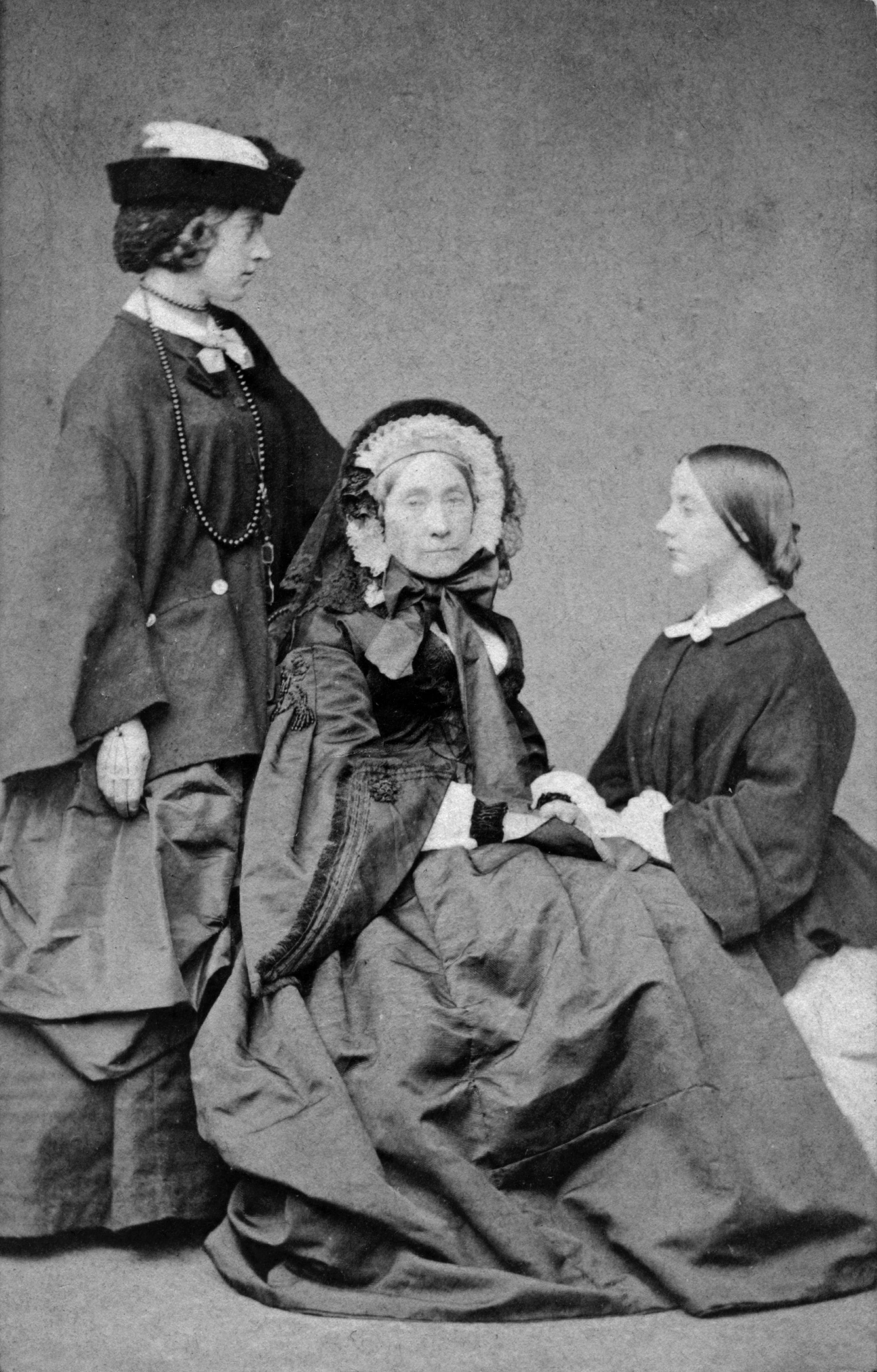
Henriëtte Tinne (midden)
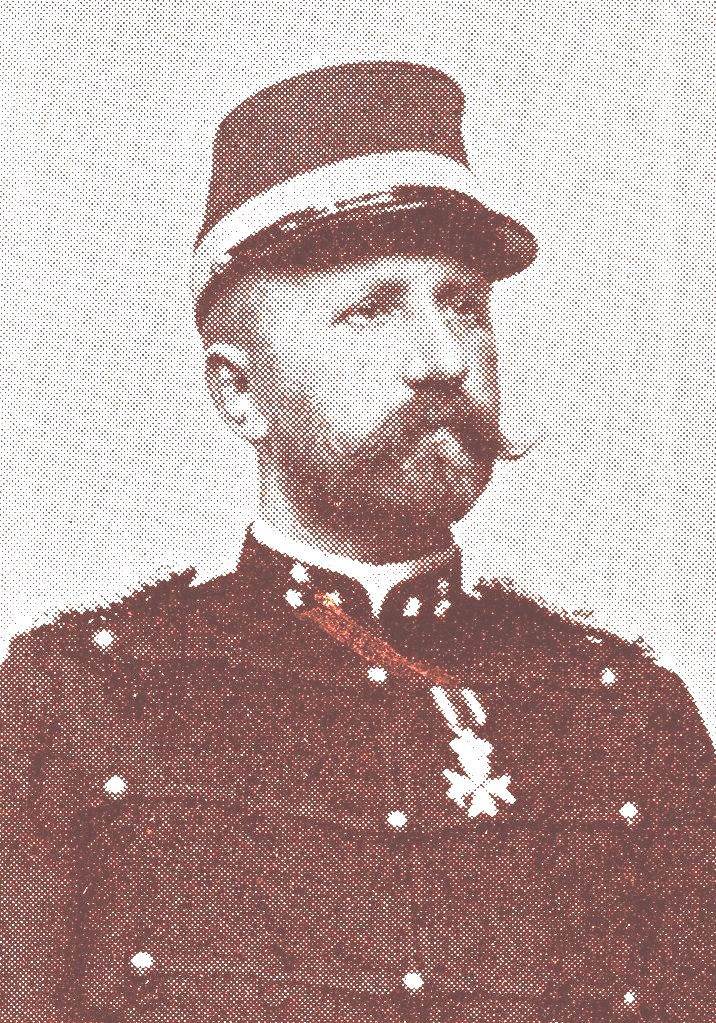
F.W.H. Tuinenburg
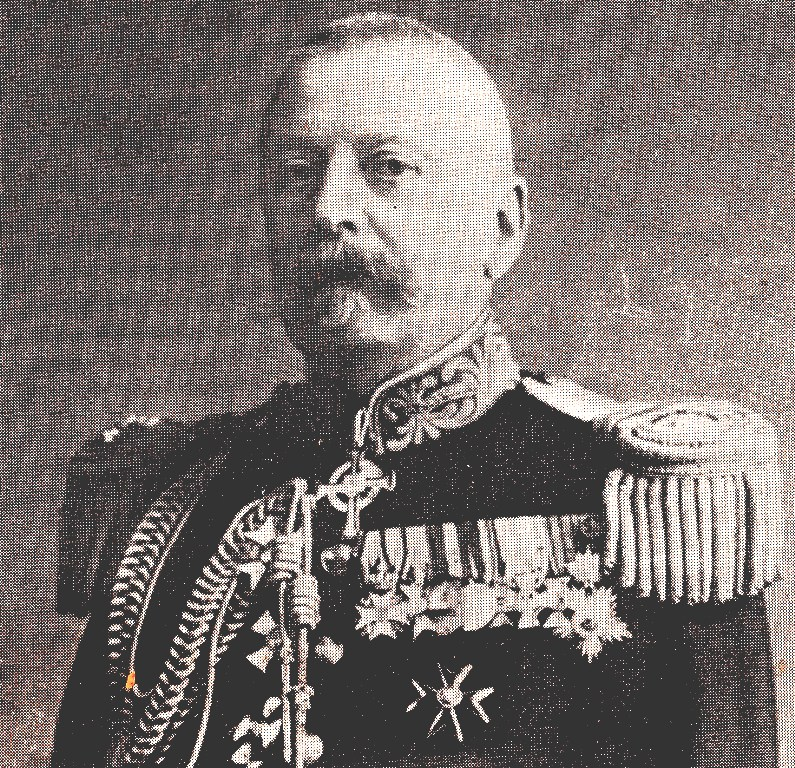
E.F.C.H.J. van Tuyll van Serooskerken

## V
- Koen Verhoeff (1928-1989), sportverslaggever
- Johannes Verhulst (1816-1891), componist en dirigent
- Ferdinand Verschoor van Nisse (1876-1933), zeeofficier en bestuurder
- Paul van Vliet (1935-2023), cabaretier
- Johannes Gerardus Charles Volmer (1865-1935), accountant en bedrijfskundige
- Hugo Pieter Vogel (1833-1886), Nederlands architect, hoogleraar, onderdirecteur van de Koninklijke Academie van Beeldende Kunsten in Den Haag
- J.J. Voskuil (1926-2008), Nederlands volkskundige en schrijver

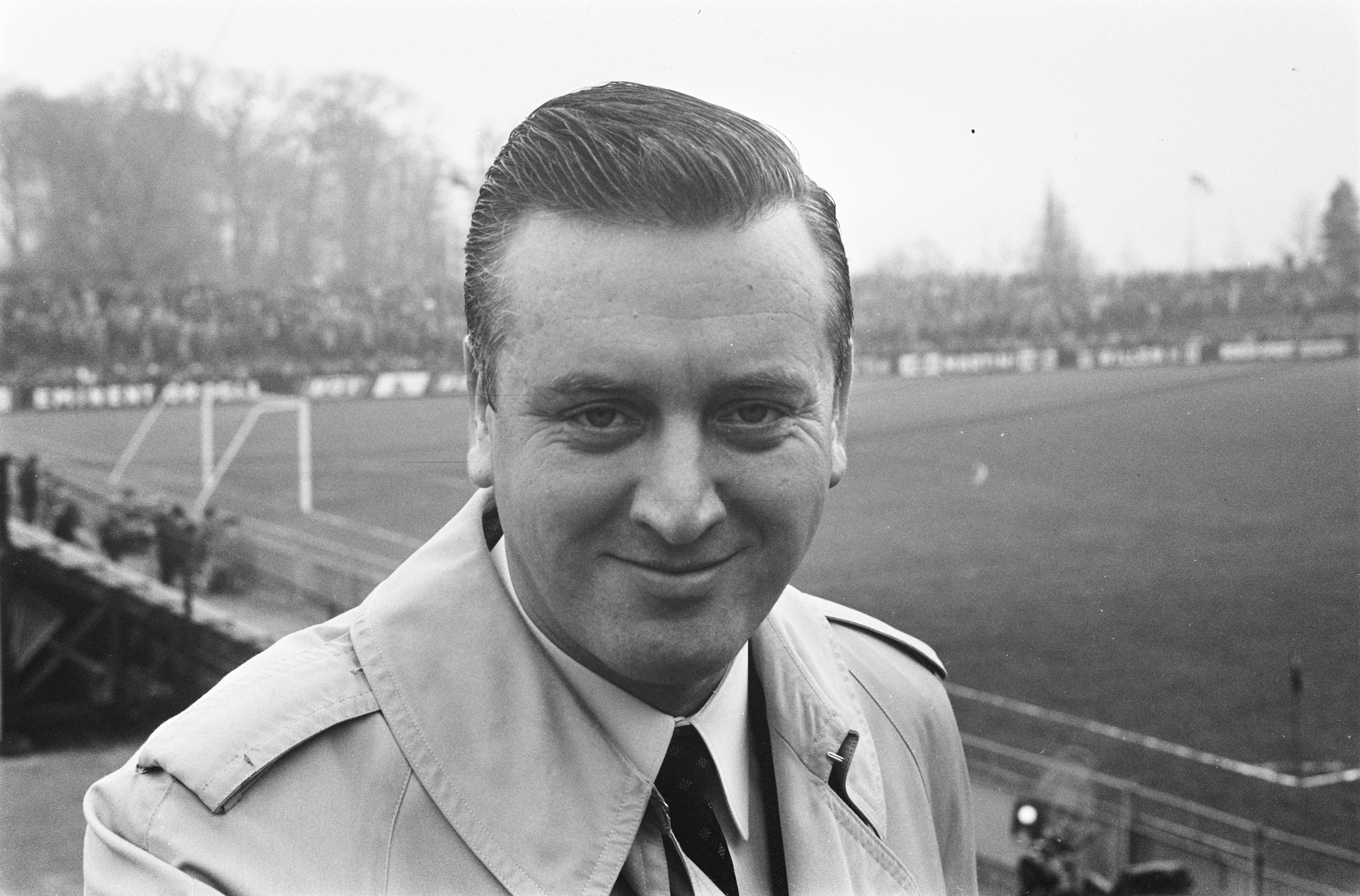
Koen Verhoeff
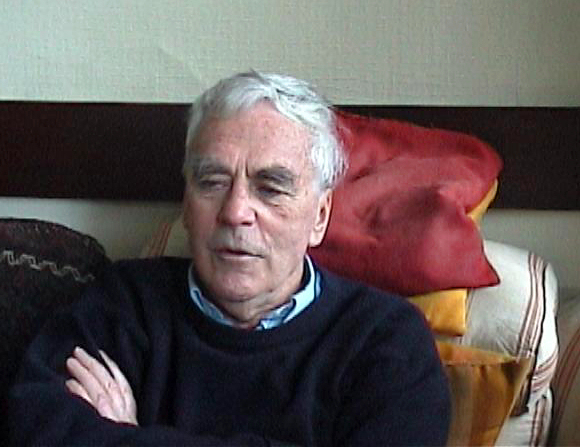
J.J. Voskuil
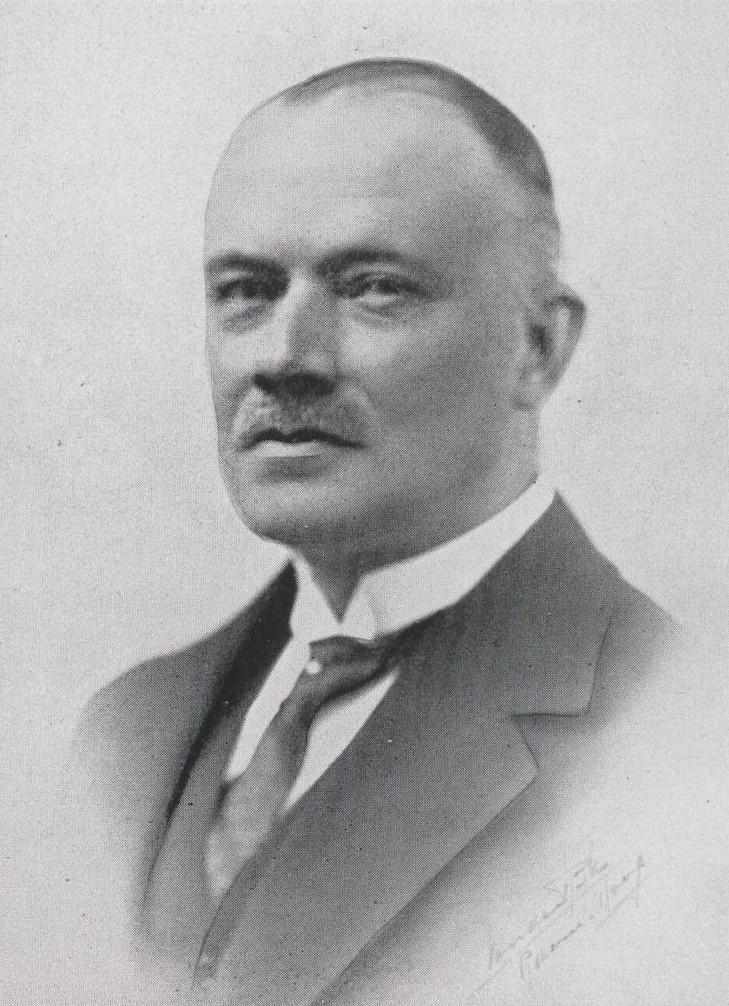
F. Verschoor van Nisse

## W
- Henri de Waart (1863-1931), musicus
- Johan Wagenaar (1862-1941), componist, muziekpedagoog, dirigent en organist
- Davina van Wely (1922-2004) (as), violiste
- Willem van Westreenen van Tiellandt (1783-1848), stichter van het museum Meermanno-Westreenianum
- Robbert Wijsmuller (1940-2001), zakenman en filmdistributeur
- Johan Lodewijk Leonard Marinus Wittich (1858-1941), eerste luitenant Koninklijk Nederlandsch-Indisch Leger
- Albert Willem Frederik Cornelis van Woerden (1851-1914), schout-bij-nacht
- Frans Albert Herman van Woerden (1946-2025), literair vertaler

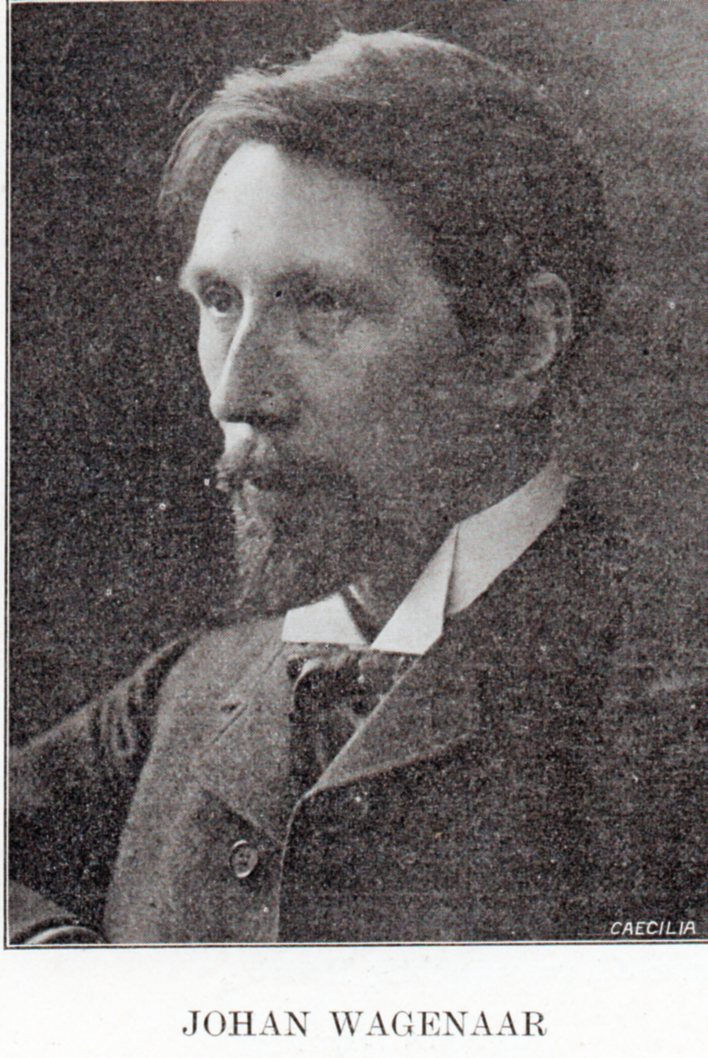
Johan Wagenaar
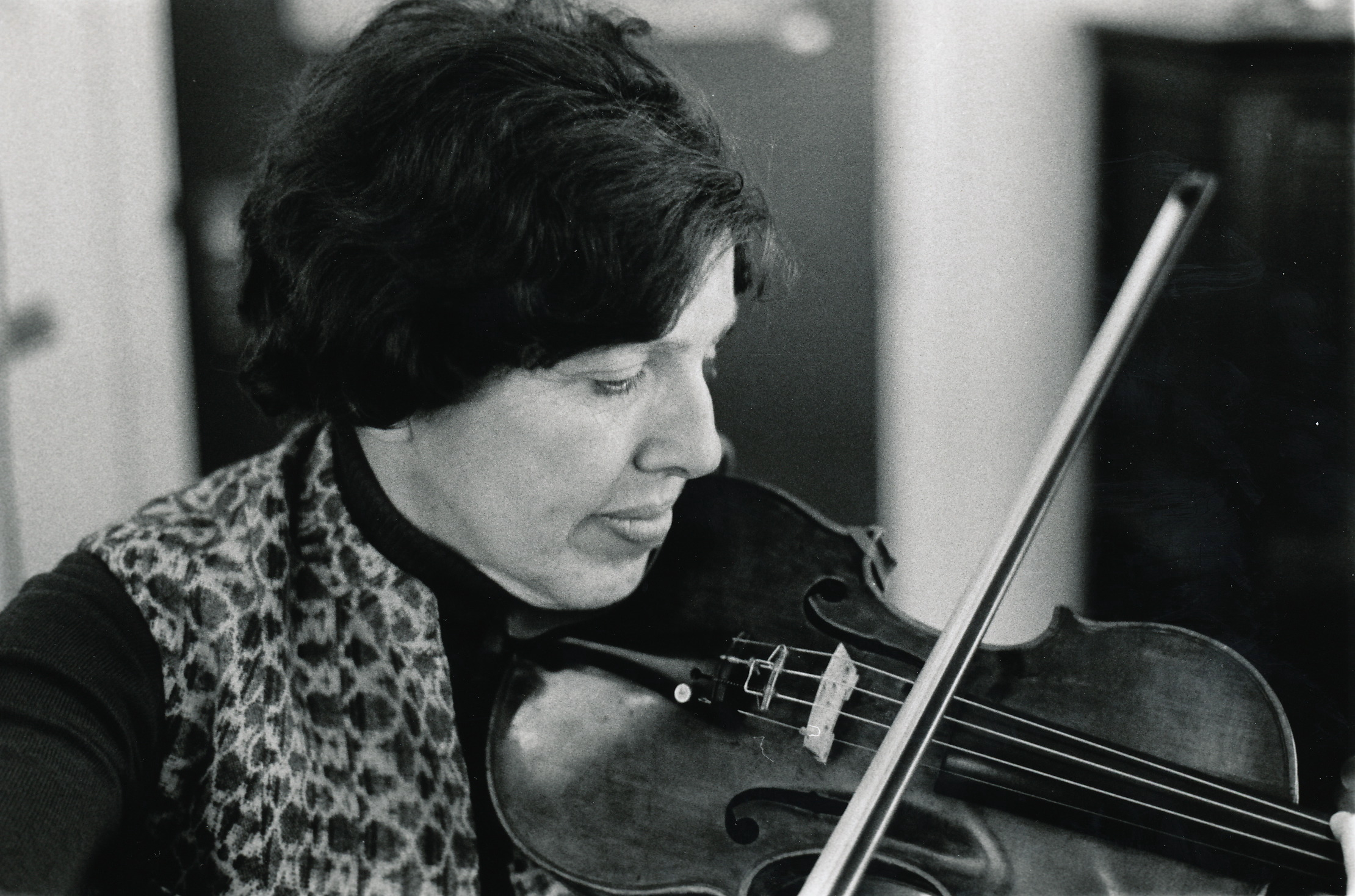
D. van Wely
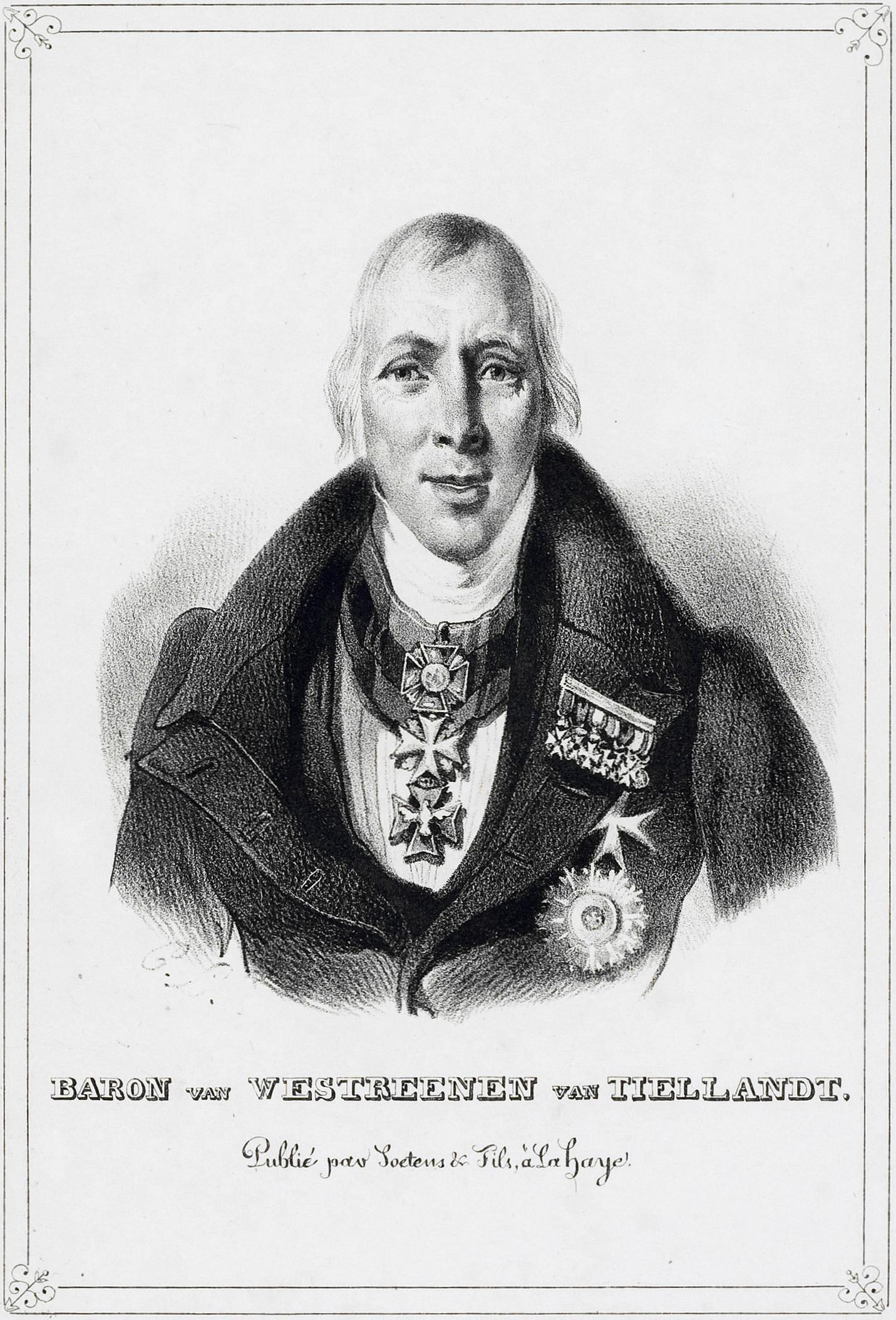
W.H.J. van Westreenen van Tiellandt
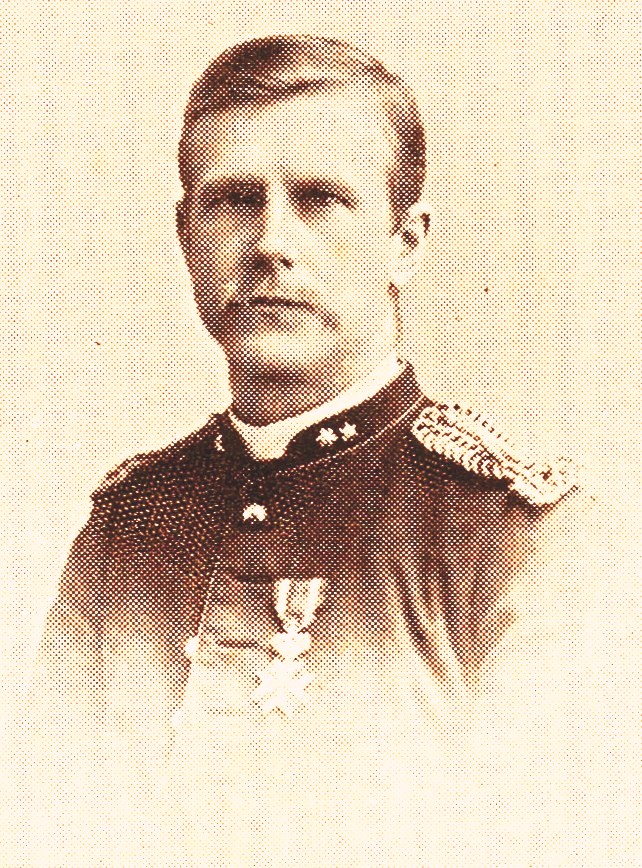
J.L.L.M. Wittich
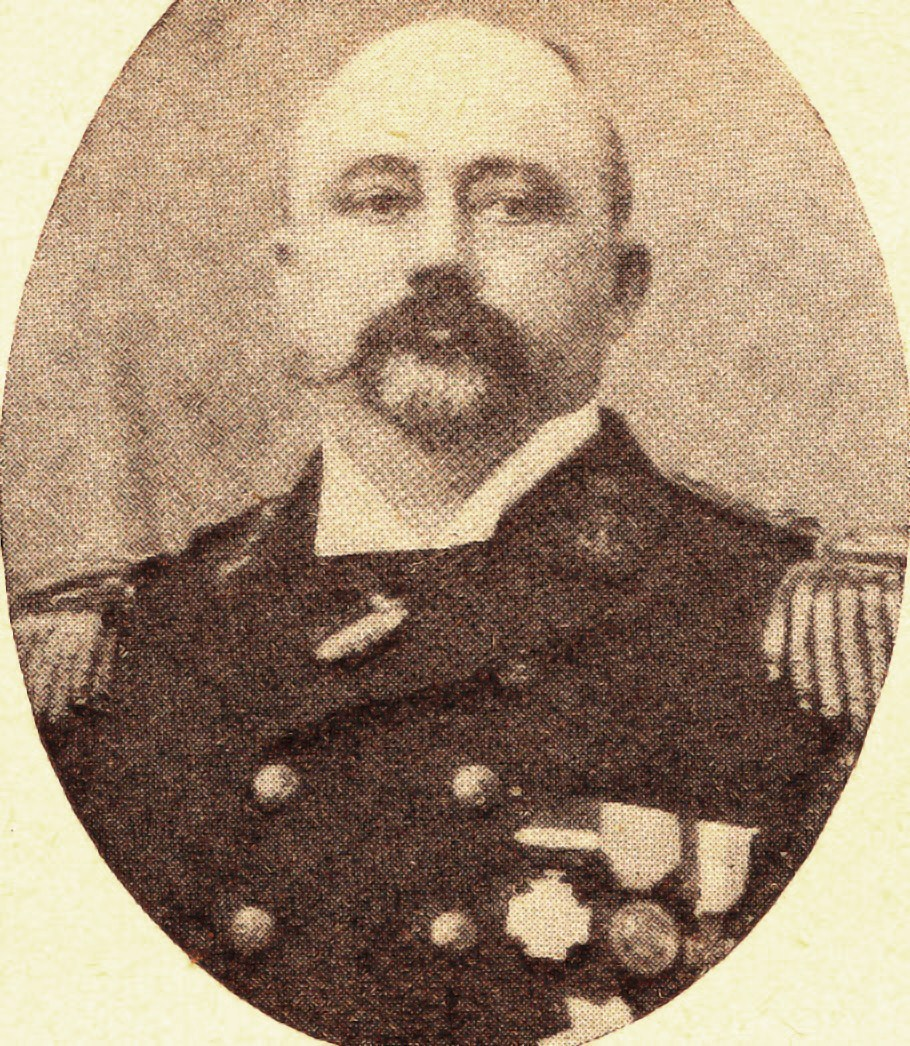
A.W.F.C. van Woerden

## Y
- Yi Jun (1859-1907), Koreaans diplomaat en onafhankelijkheidsonderhandelaar (in 1963 herbegraven in Korea)

## Z
- Marie van Zeggelen (1870-1957), schrijfster, dochter van Willem Josephus van Zeggelen
- Willem Josephus van Zeggelen (1811-1879), dichter en boekdrukker, vader van Marie van Zeggelen
- Adolphe Zimmermans (1858-1922), hoffotograaf

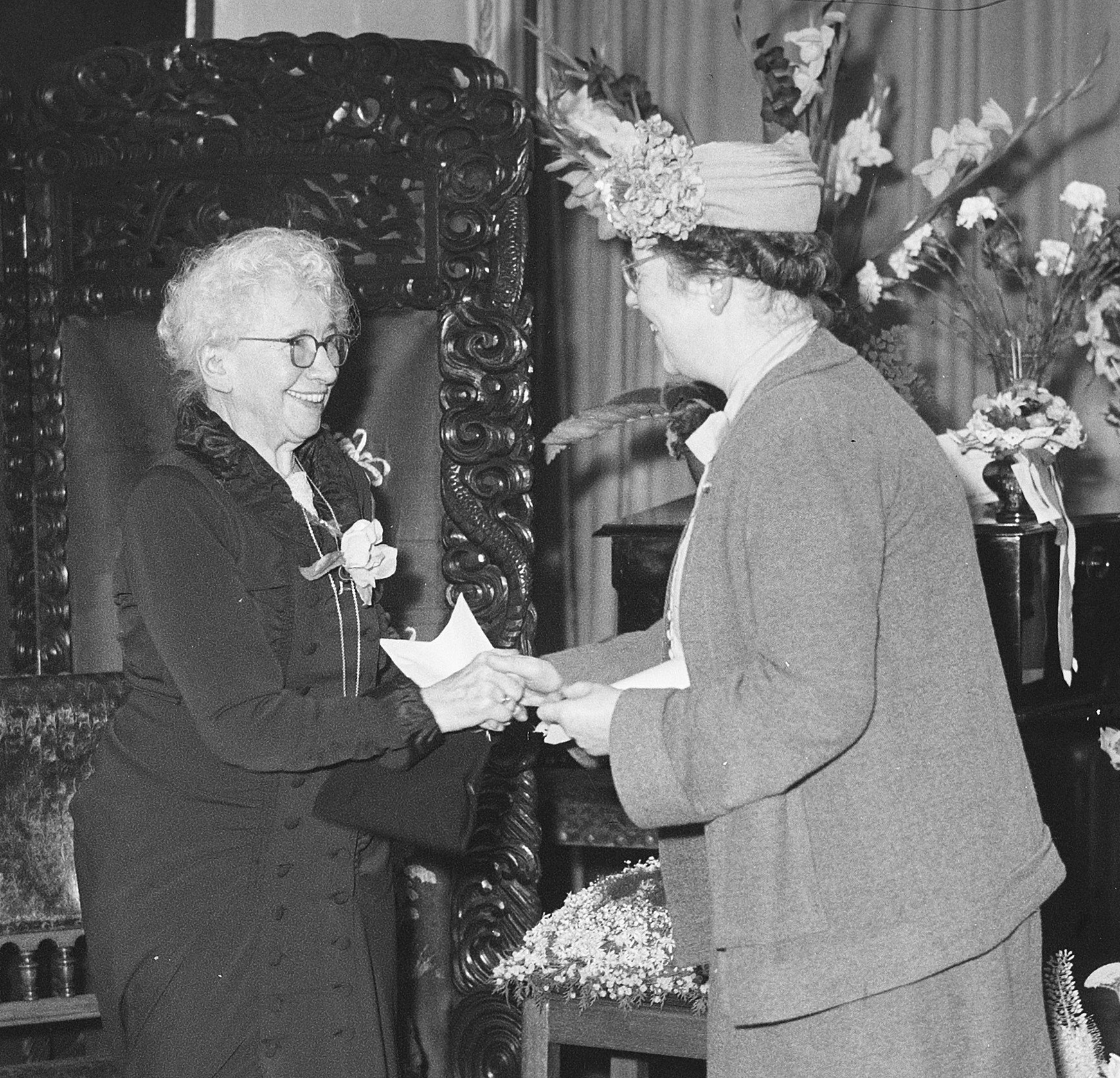
Marie C. van Zeggelen
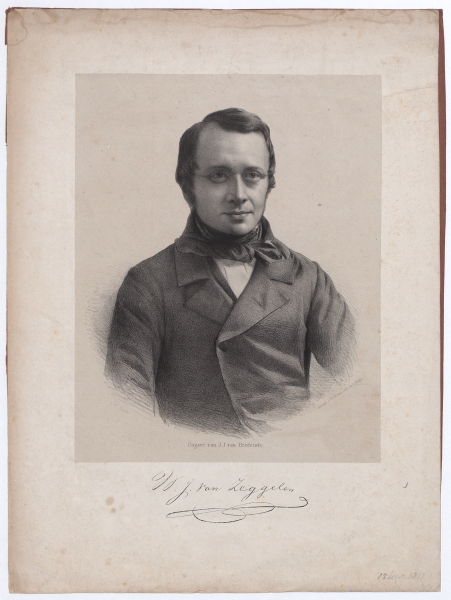
W.J. van Zeggelen